# Colós (estàtua)
|  | Aquest article tracta sobre l'estàtua. Vegeu-ne altres significats a «Colós». |

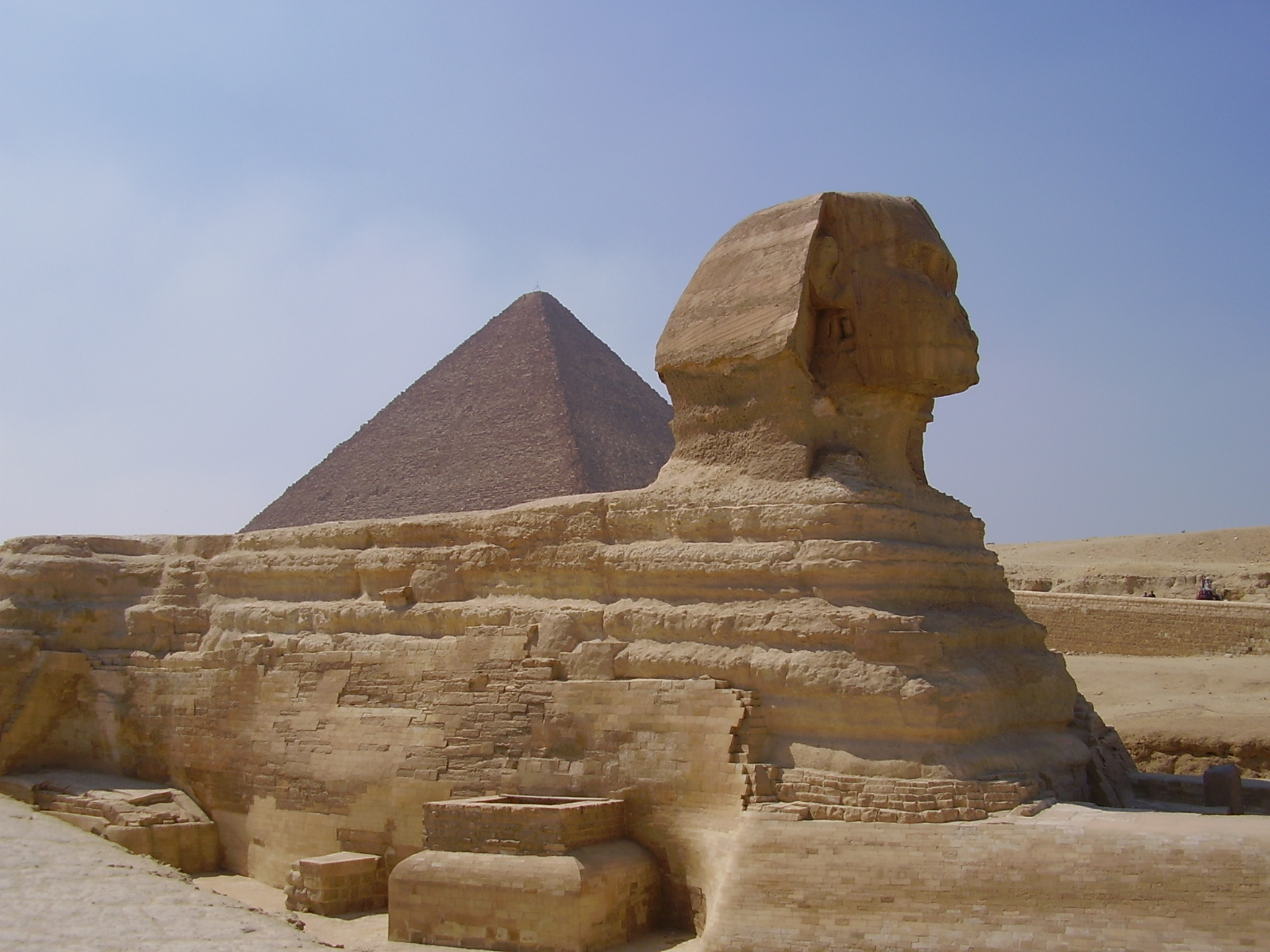
La Gran Esfinx de Guiza.

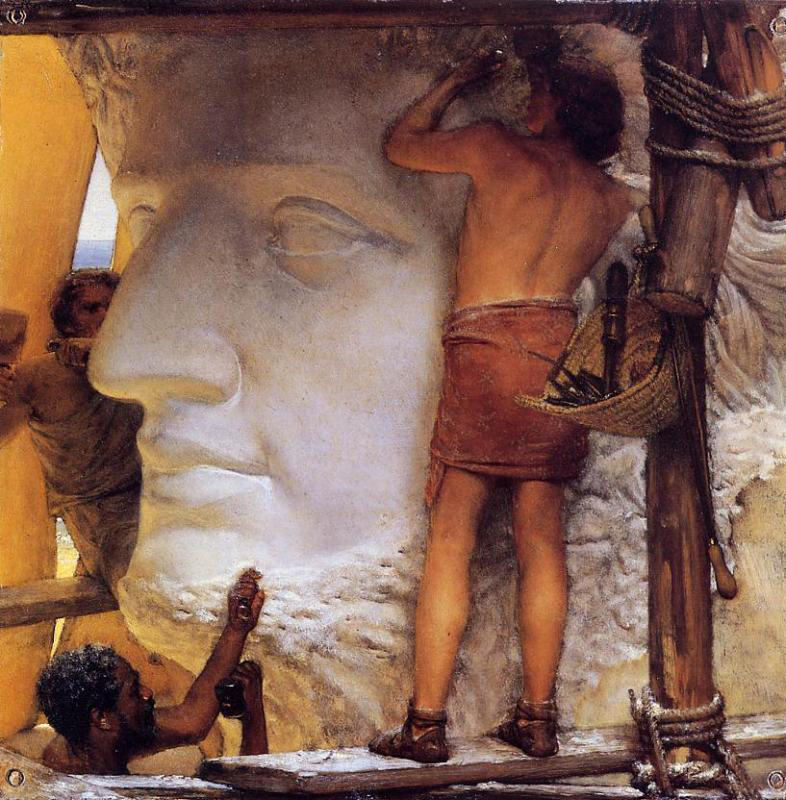
Escultors a l'Antiga Roma, pintura històrica de Lawrence Alma-Tadema (1877).

S'anomena colós (del llatí colossus ‘estàtua més gran que el natural’, i aquest del grec kolossos ‘estàtua gegantina’) a l'estàtua de gran magnitud, aquella que excedeix molt de la grandària natural, encara que també s'utilitza l'adjectiu «colossal» per qualificar un element arquitectònic de grandària desproporcionada (carreus ciclopis, ordres gegants o colossals) o un edifici de dimensions gegantines (colossalisme arquitectònic).
L'etimologia de la paraula grega és desconeguda, i només apareix en els textos a partir de la descripció que fa Heròdot de les estàtues egípcies. Les fonts romanes van utilitzar la paraula per designar l'estàtua de bronze del déu Helios que s'aixecava a l'entrada del port de Rodes (el Colós de Rodes), que segons Plini el Vell tenia 70 colzes d'altura —uns 32 metres—), i també van anomenar així a la gran estàtua de l'emperador Neró, al costat de la qual es va aixecar posteriorment l'amfiteatre Flavi (el Coliseu). El DLE recull com a segona accepció de «colós» en castellà 'persona o cosa que per les seves qualitats sobresurt moltíssim’.

## Estatuària colossal

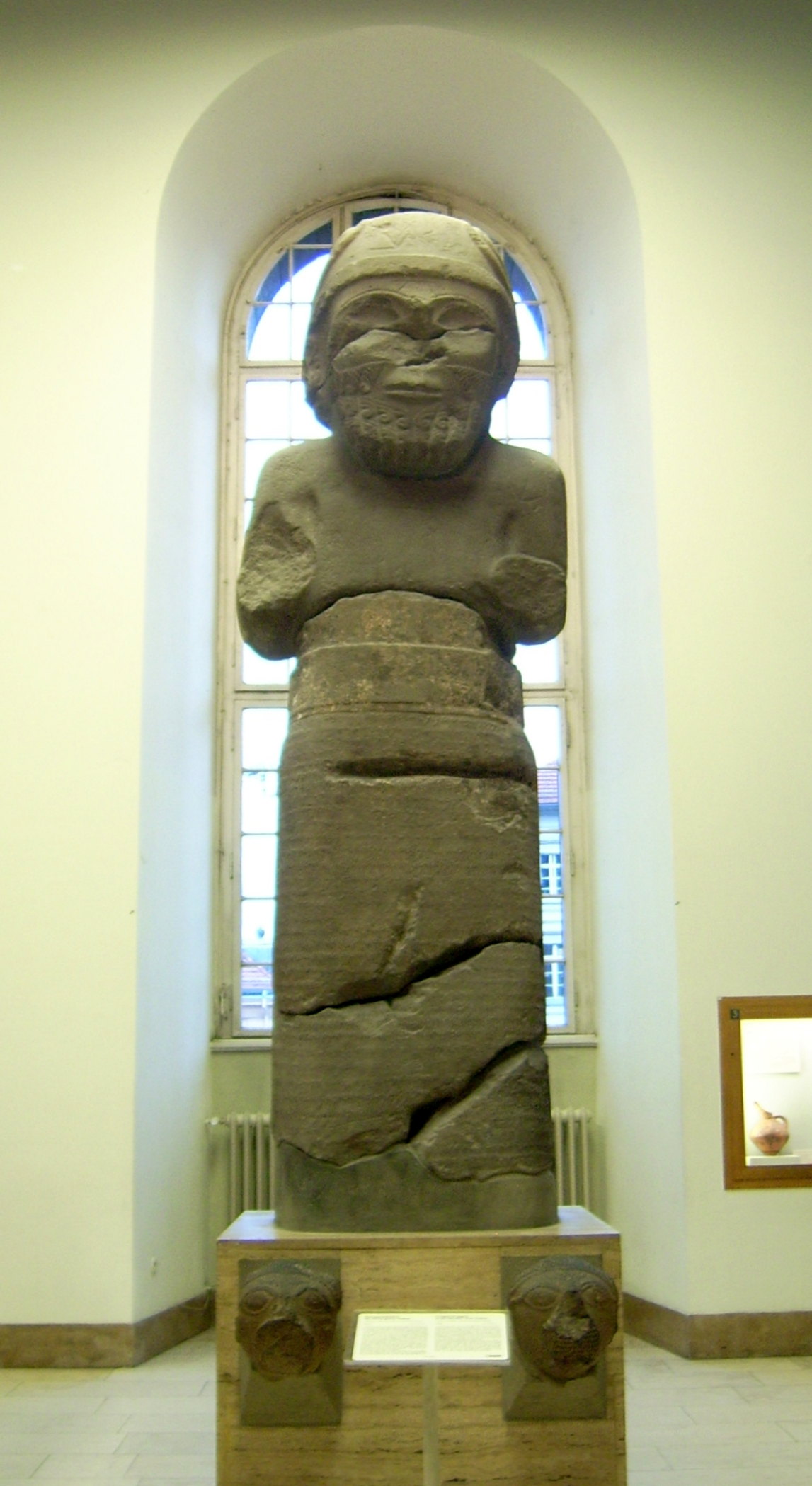
Estàtua de Baal-Hadad provinent de Zinjirli (Sam'al), vinculada a les civilitzacions hitita, fenícia i aramea. Museu de Pèrgam.

### Pròxim Orient antic
La major part de les nombroses civilitzacions del Pròxim Orient Antic van desenvolupar estatuària monumental, des de les més primerenques (Göbekli Tepe, X-VIII mil·lenni aC, vinculat al megalitisme —algunes de les manifestacions megalítiques són figuratives i fins i tot antropomòrfiques—) fins a les més tardanes, com els gàlates, que la van tenir almenys a la ciutat de Tavium, on va haver-hi una estàtua colossal d'un déu al que les fonts romanes equiparessin a Júpiter (segle iii)

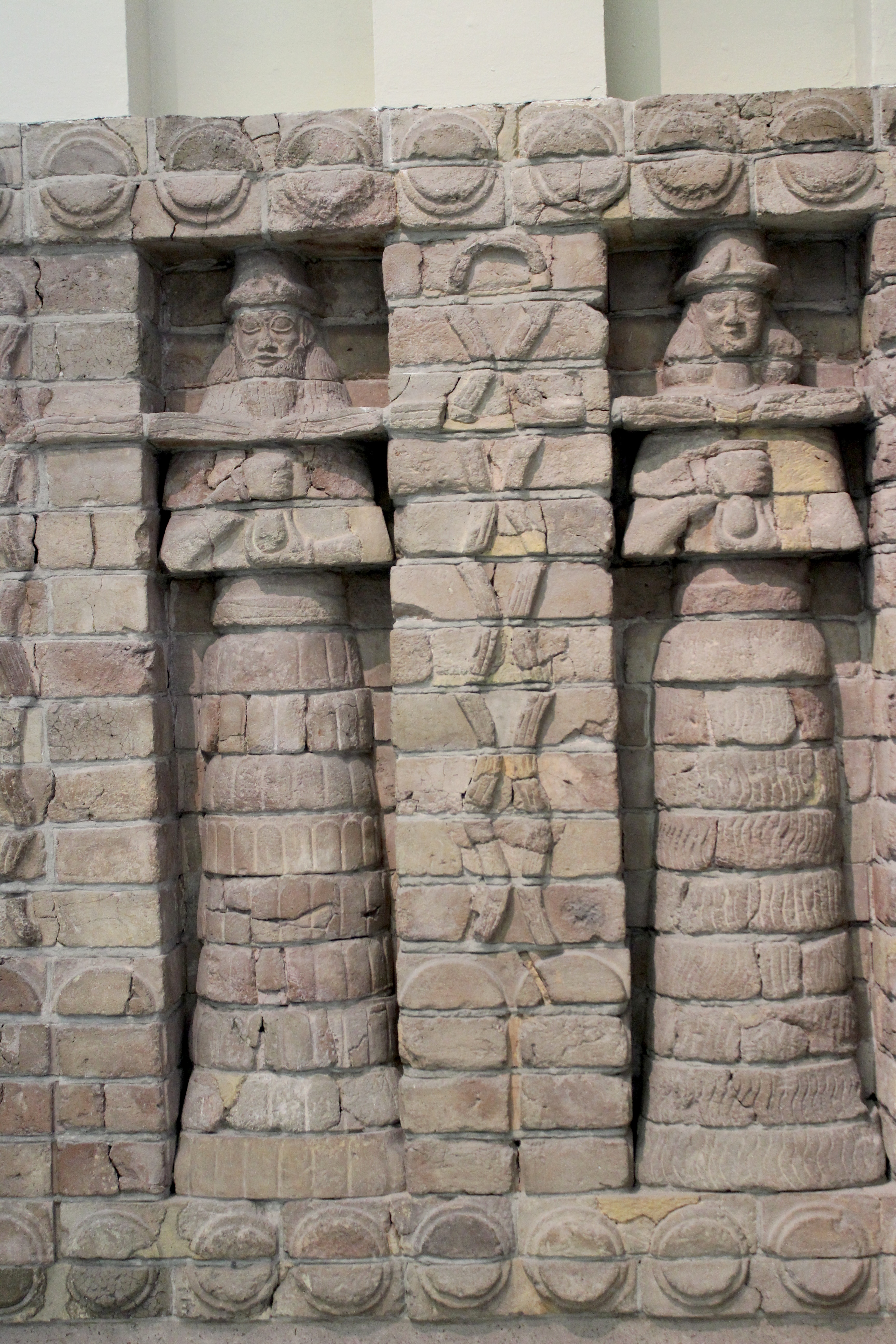
Temple d'Eanna, Uruk, al Museu de Pèrgam.
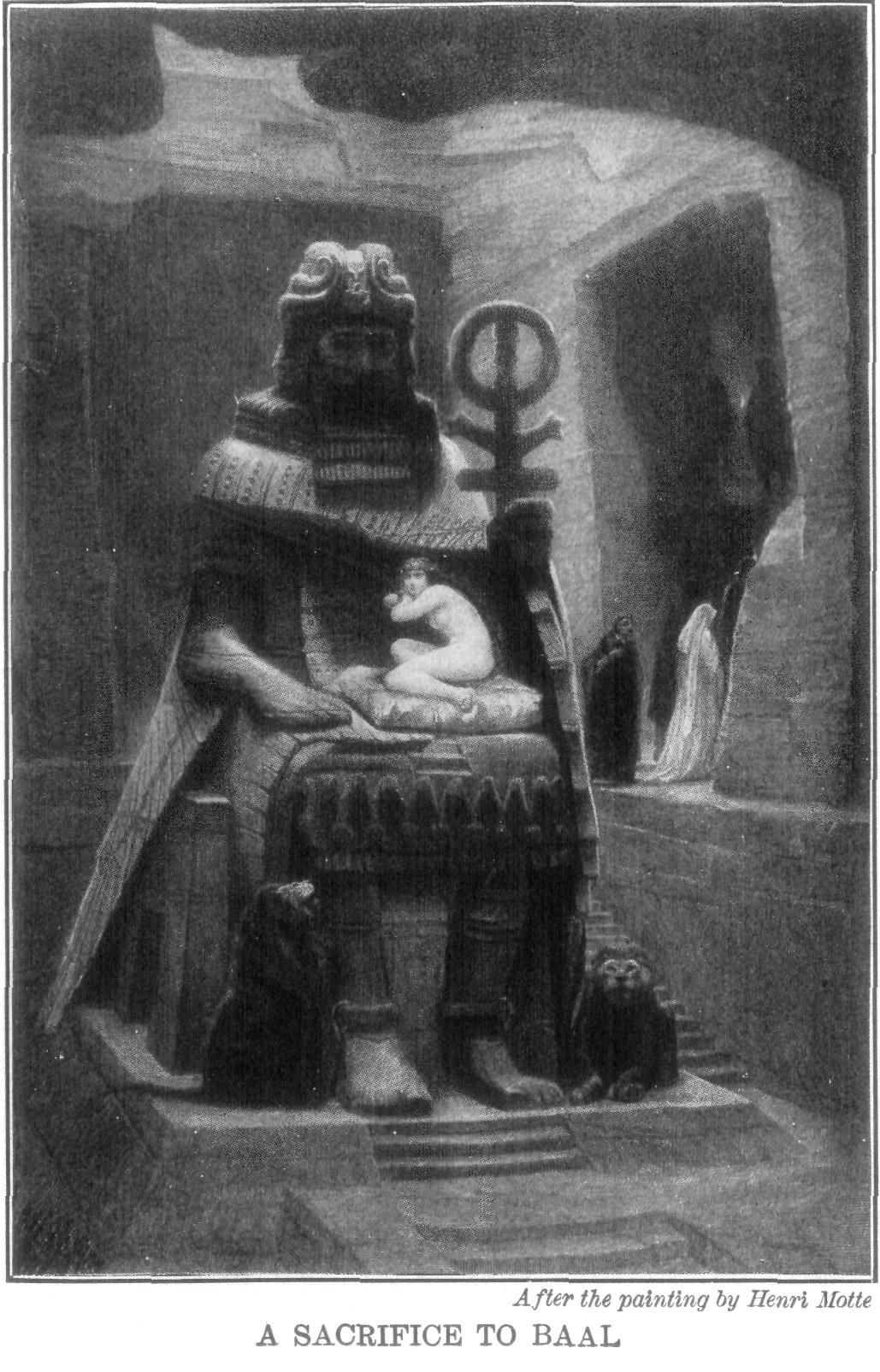
Reconstrucció historicista d'un sacrifici a Baal.
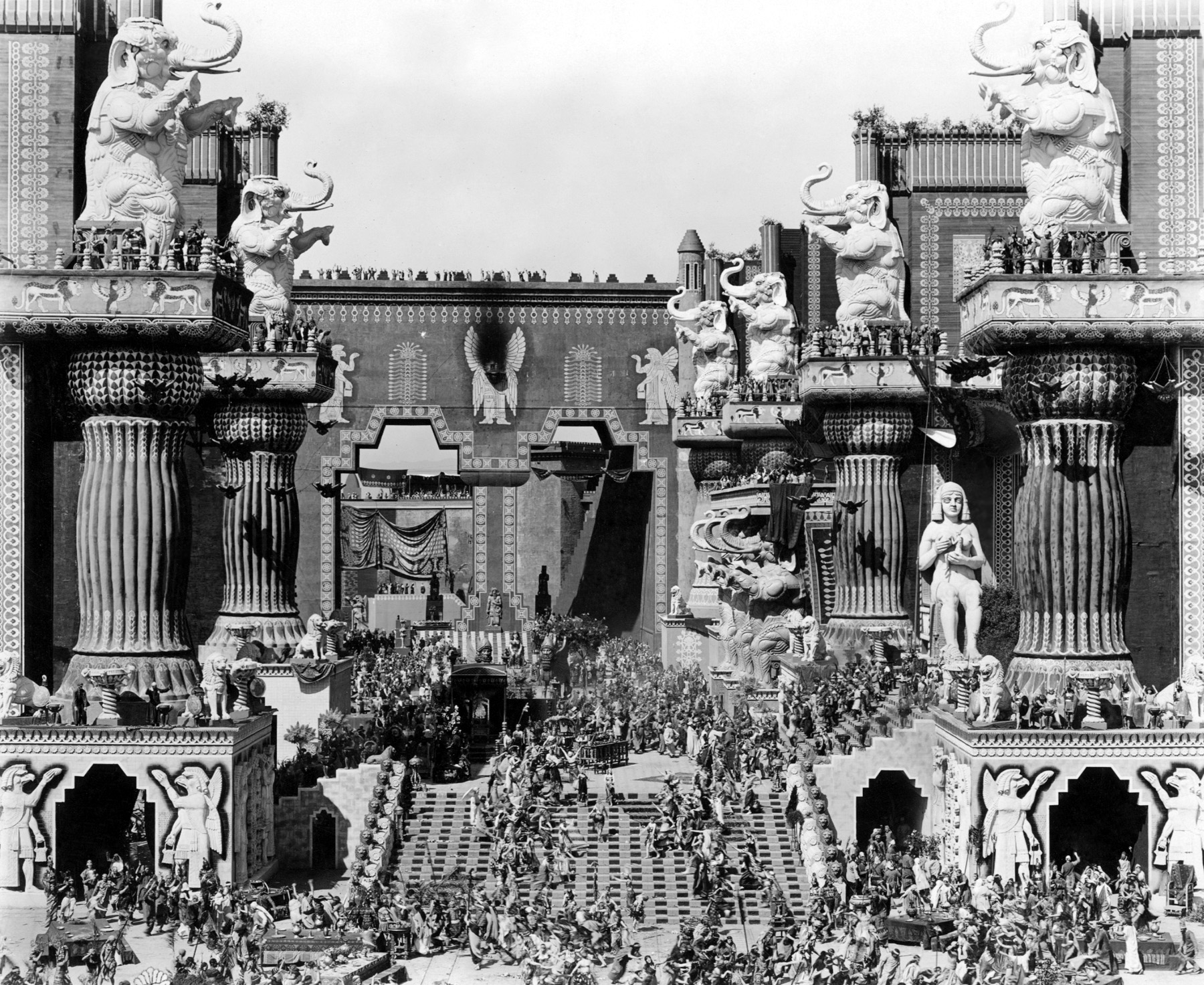
Reconstrucció cinematogràfica de Babilònia a Intolerance.

#### Escultura egípcia

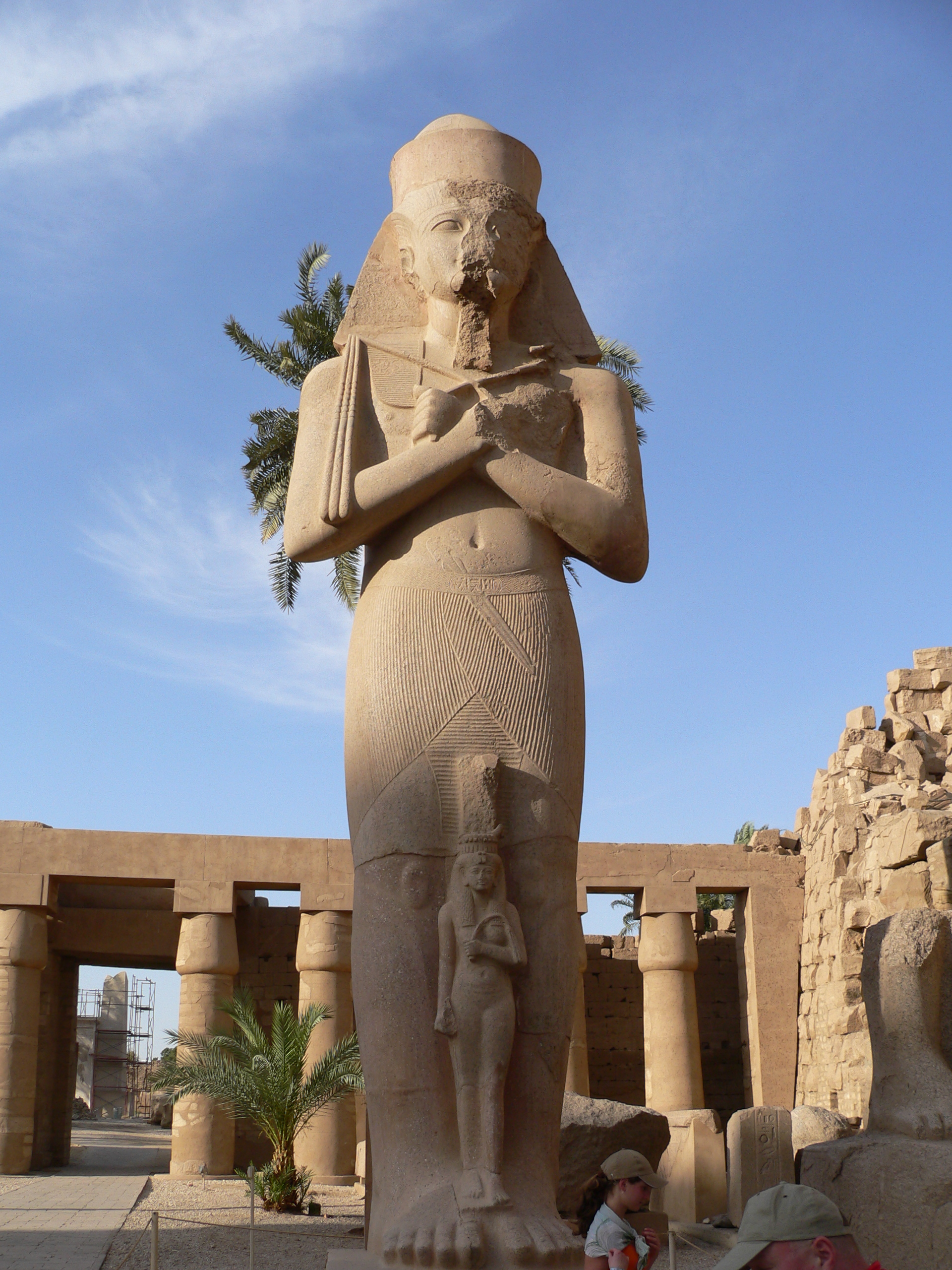
L'estàtua colossal del temple de Karnak. Representava inicialment a Ramsès II i va ser posteriorment usurpat per Pinedjem I.

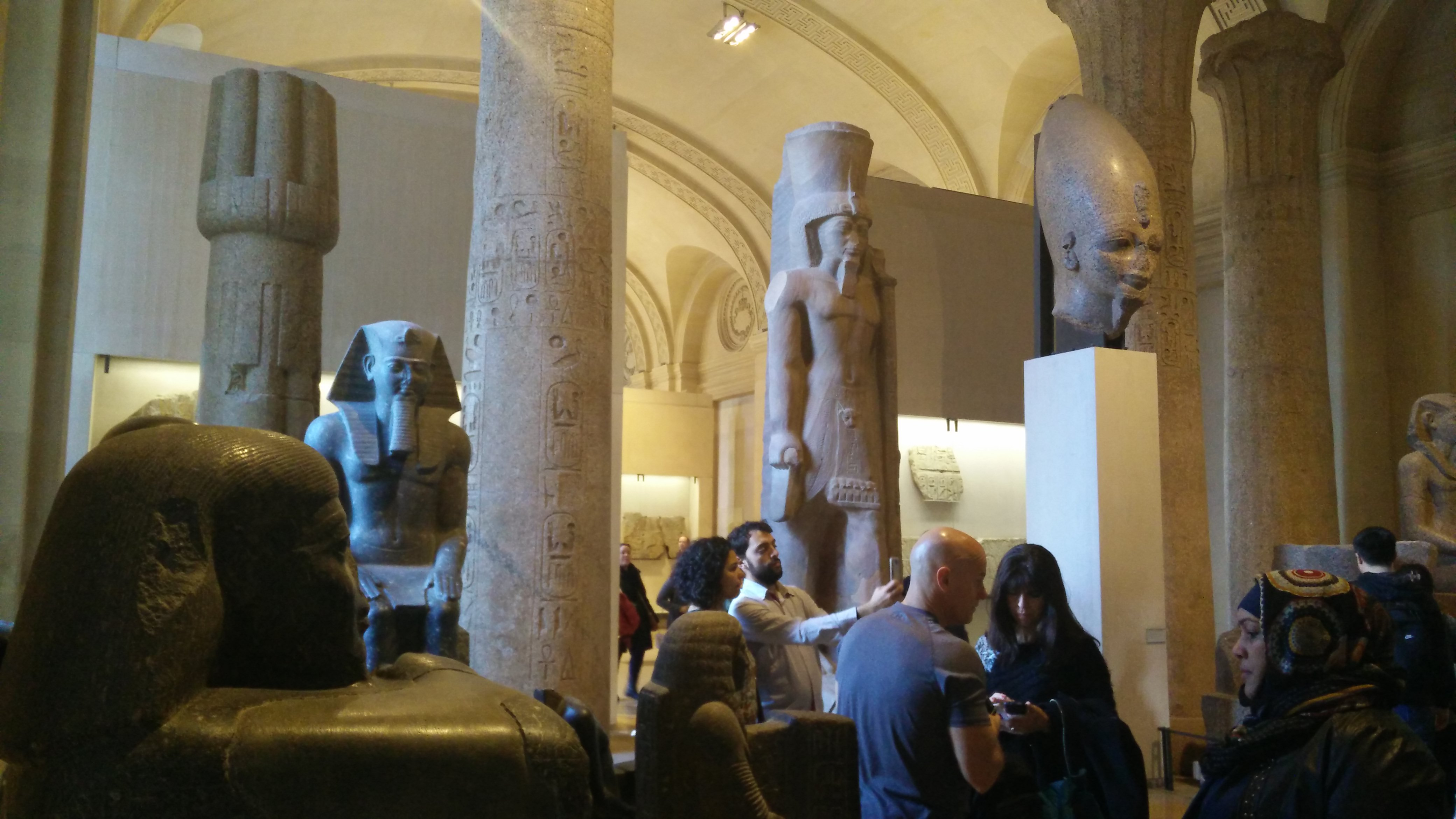
Panorama de la sala XII del Museu del Louvre, amb el cap d'una estàtua colossal d'Amenofis III.

- L'anomenada Esfinx de Guiza, que podria representar a Quefrè
- Estàtua colossal del rei Menkaure (sedent, de gairebé dos metres i mig d'alçada —compareu-la amb la Tríada de Menkaure, de menor grandària del natural—)
- Colossos de Mèmnon, que representen a Amenofis III
- Colossos de Ramsès II

- Colós de Ramsès II de Memfis
- Colossos de l'entrada del temple major d'Abu Simbel
- Colossos de l'entrada del temple menor d'Abu Simbel (quatre de Ramsès II i dos de Nefertari)
- Colossos del Ramesseum
- Colossos de l'entrada del temple de Luxor
- Colós del temple de Karnak, posteriorment usurpat per Pinedjem I
- L'anomenat "jove Mèmnon" (younger Memnon) del Museu Britànic (la seva parella segueix al Ramesseum de Tebes)
- Colosos de Pi-Ramsès, dels quals només queden vestigis

- Cap colossal d'Amenhotep III (en granit rosa; hi ha almenys un altre, en quarsita)
- Estàtues colossals d'Akhenaton a Karnak est (Akhenaton, amarnià)

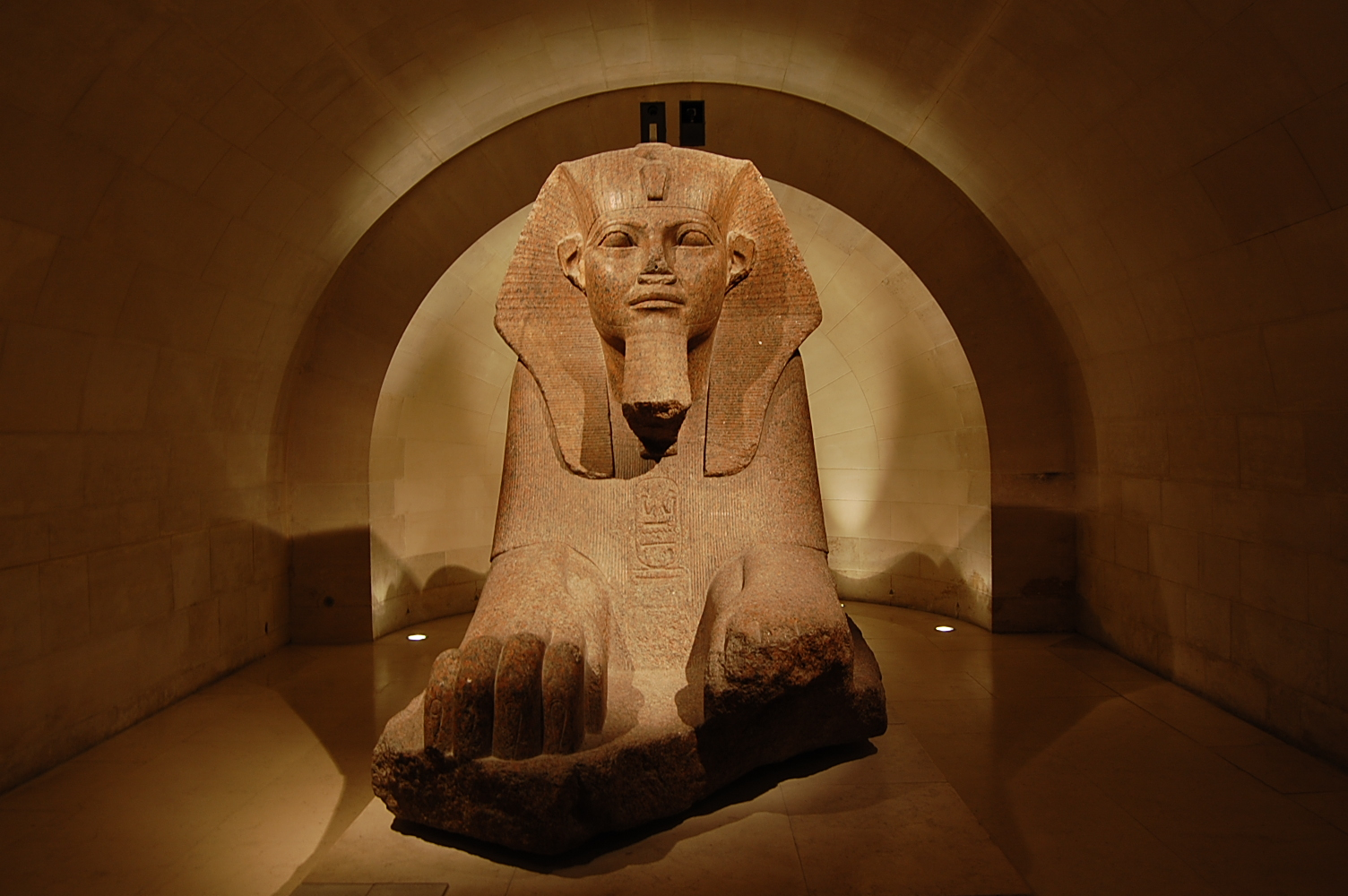
L'anomenada "Gran Esfinx de Tanis"[7] del Departament d'antiguitats egípcies del museu del Louvre. Porta els noms d'Amenemhet II (Dinastia XII), Merneptah (Dinastia XIX) i Shoshenq I (Dinastia XXII).
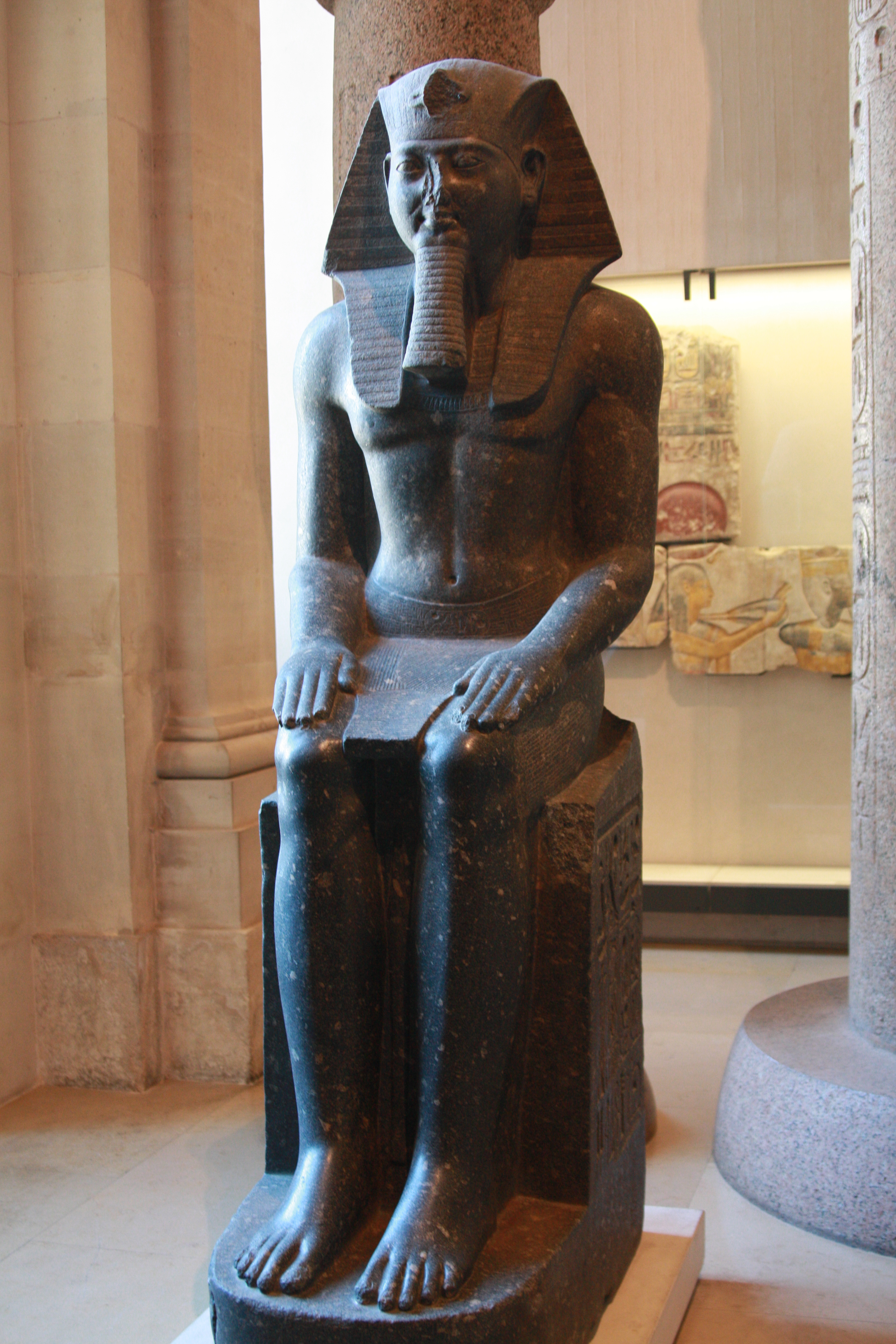
Colós a nom de Ramsès II procedent de Tanis. Louvre.

#### Escultura assíria i persa aquemènida

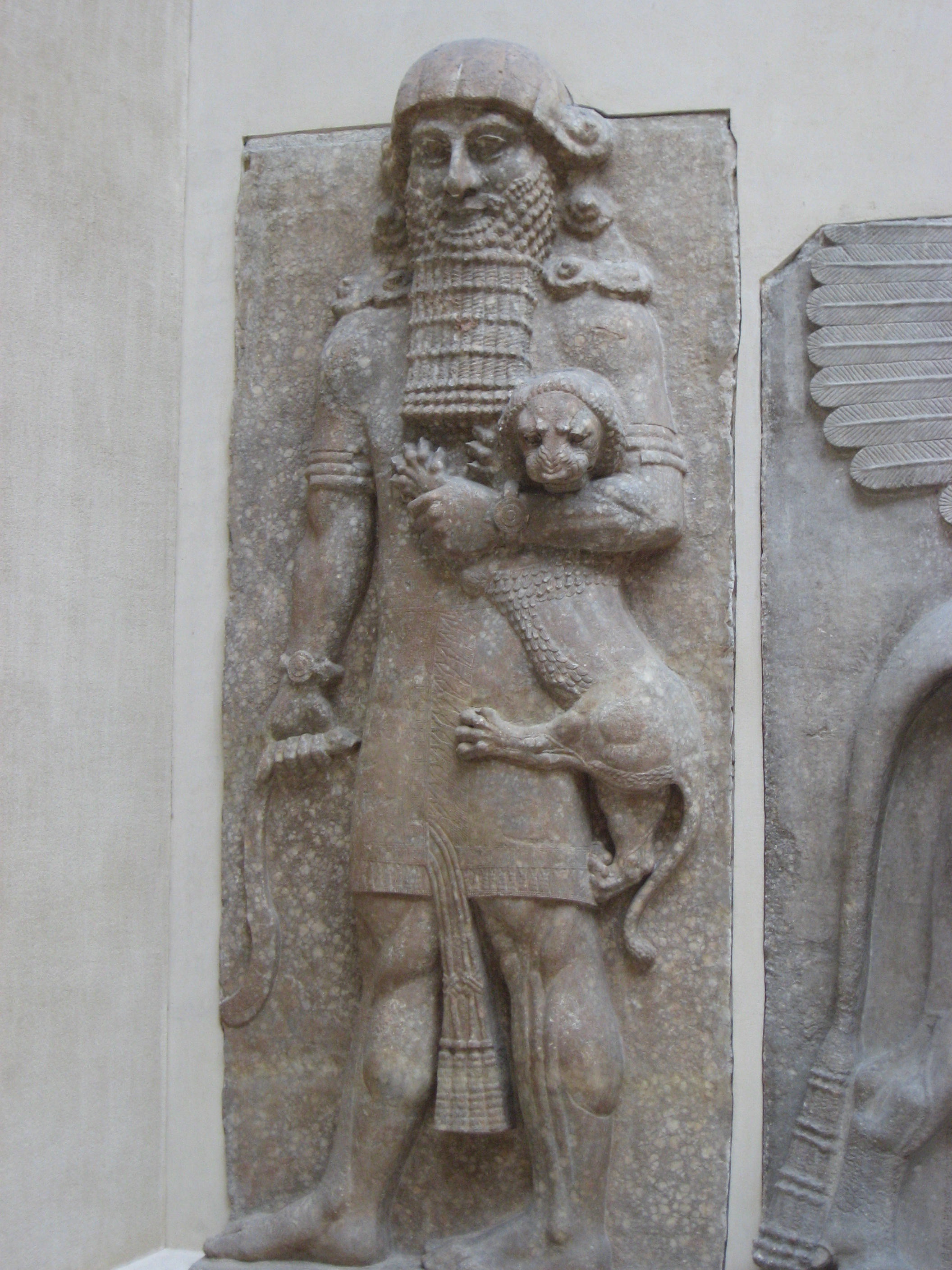
Heroi amb lleó (552 cm), interpretat habitualment com a Gilgamesh, procedent de Dur-Sharrukin. Museu del Louvre.
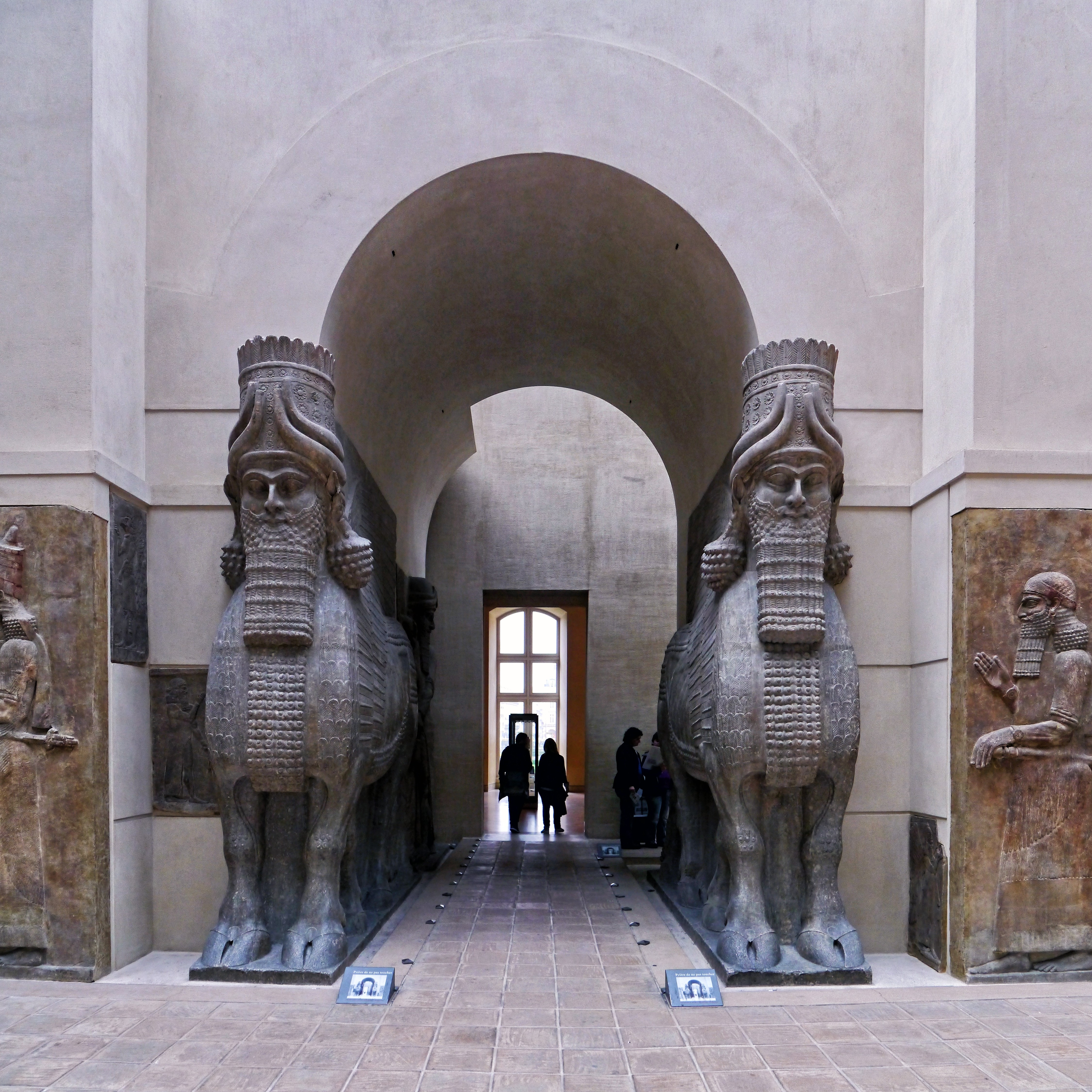
Dos lammasu assiris que flanquejaven una porta a Dur-Sharrukin. Mateixa sala del Louvre.
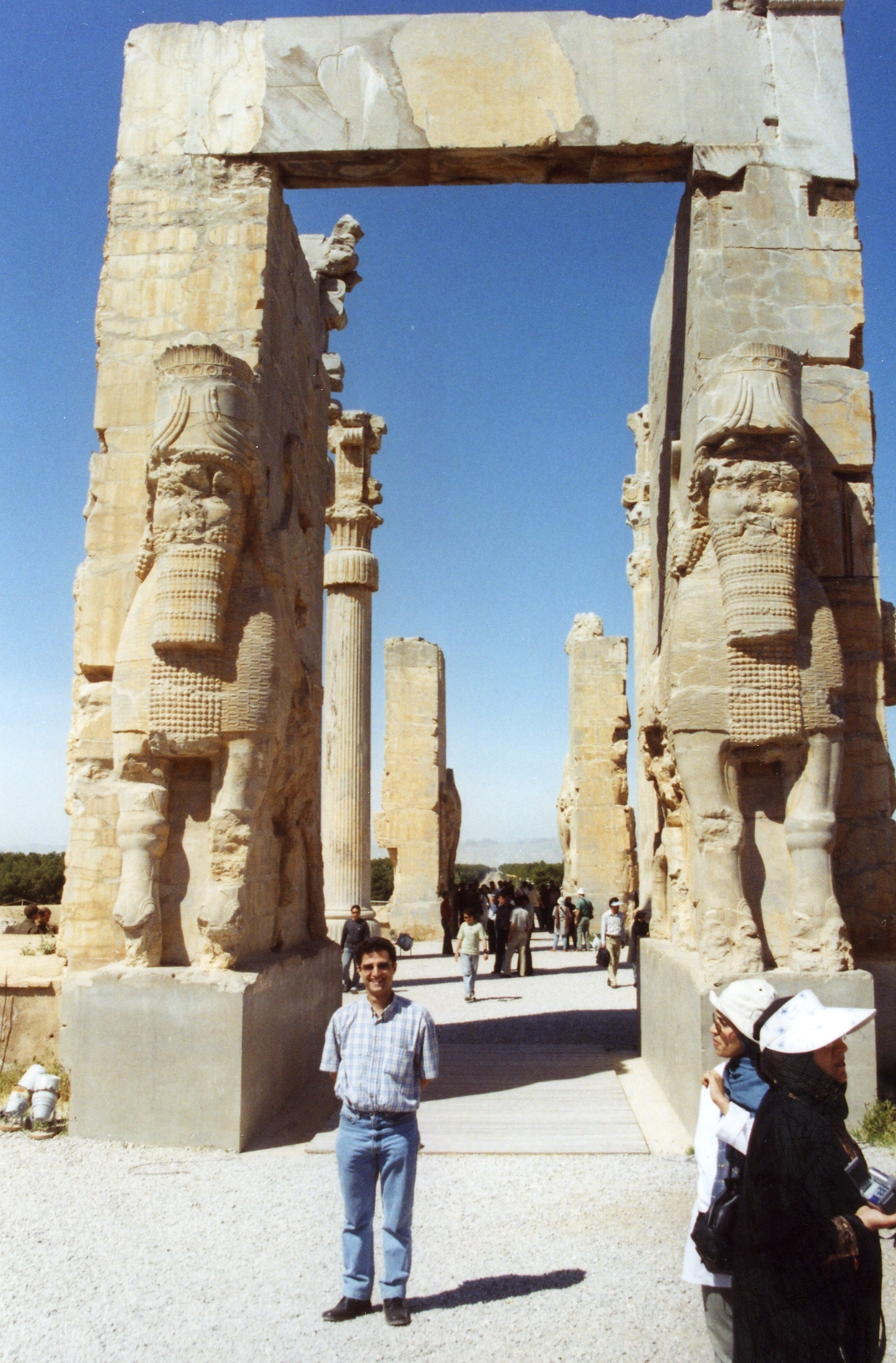
Porta de totes les nacions del palau de Persèpolis.
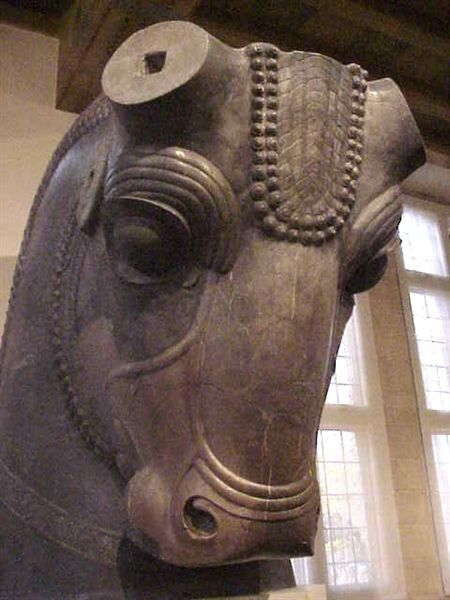
Cap de bou colossal del Palau de les Cent Columnes (216x158 cm), Persèpolis.
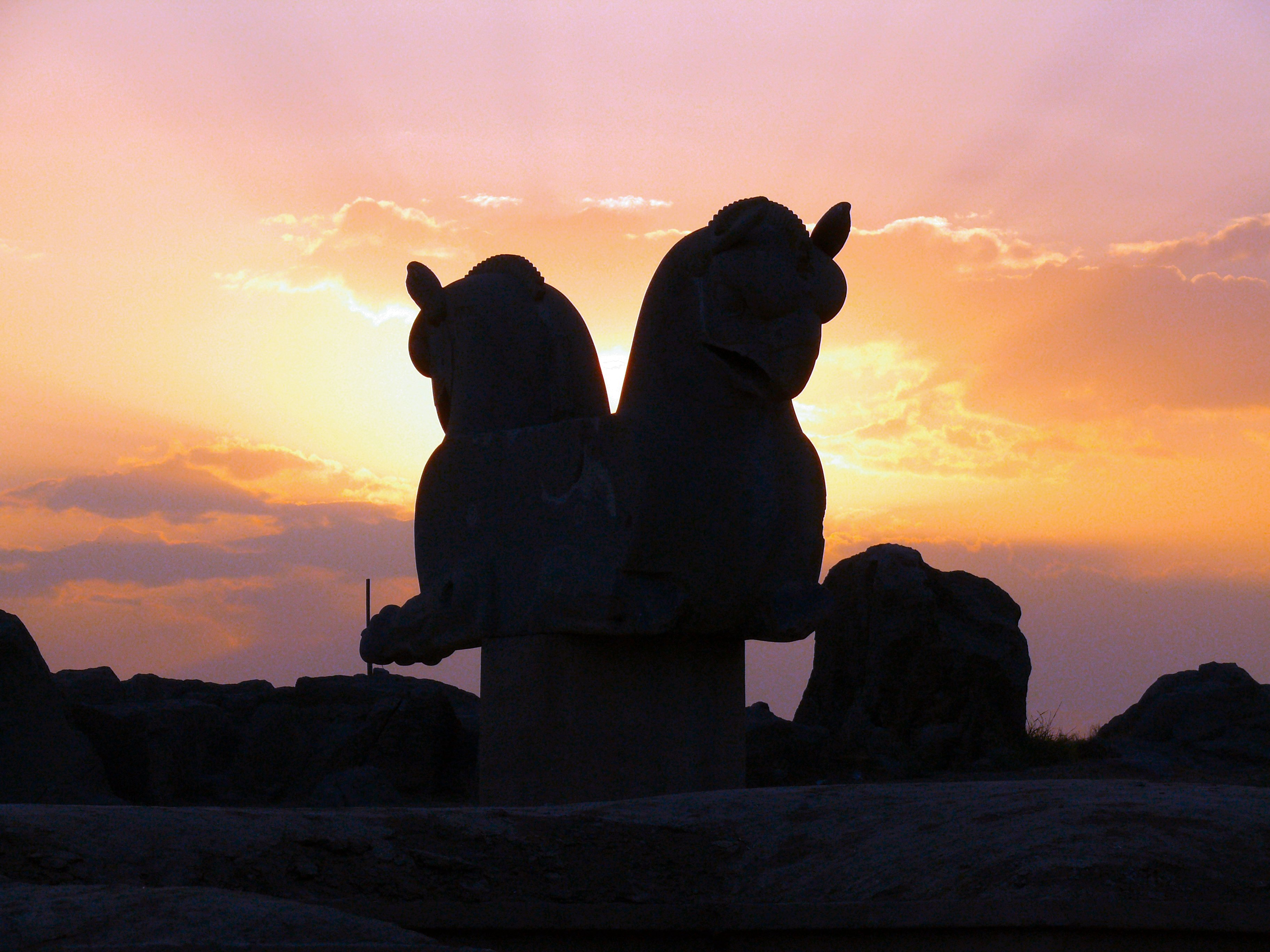
Capitell bicèfal de dues aixetes. Persèpolis.
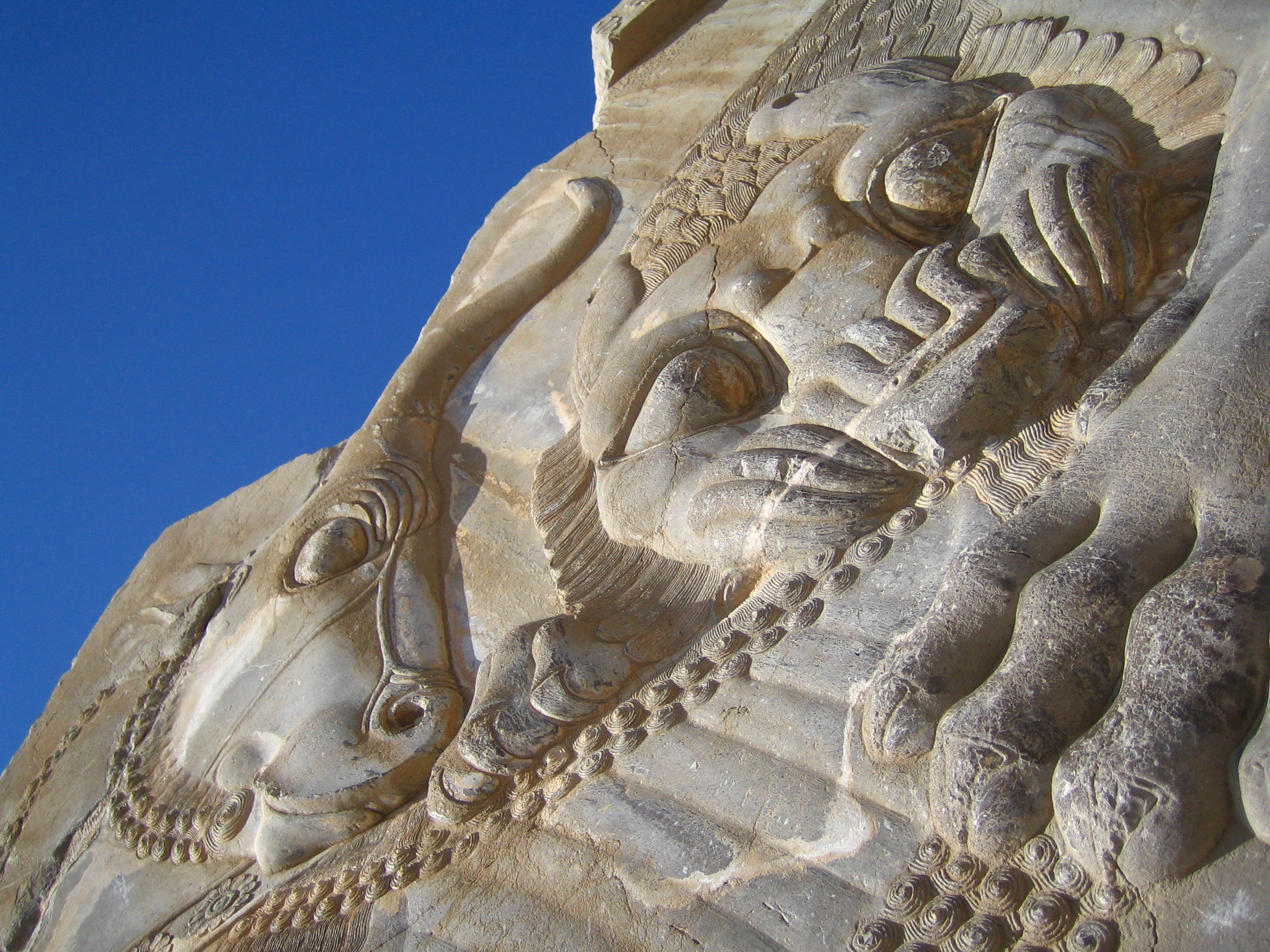
Relleu d'un lleó devorant un toro, símbol zoroastrià (nouruz). Persèpolis.

### Escultura grega

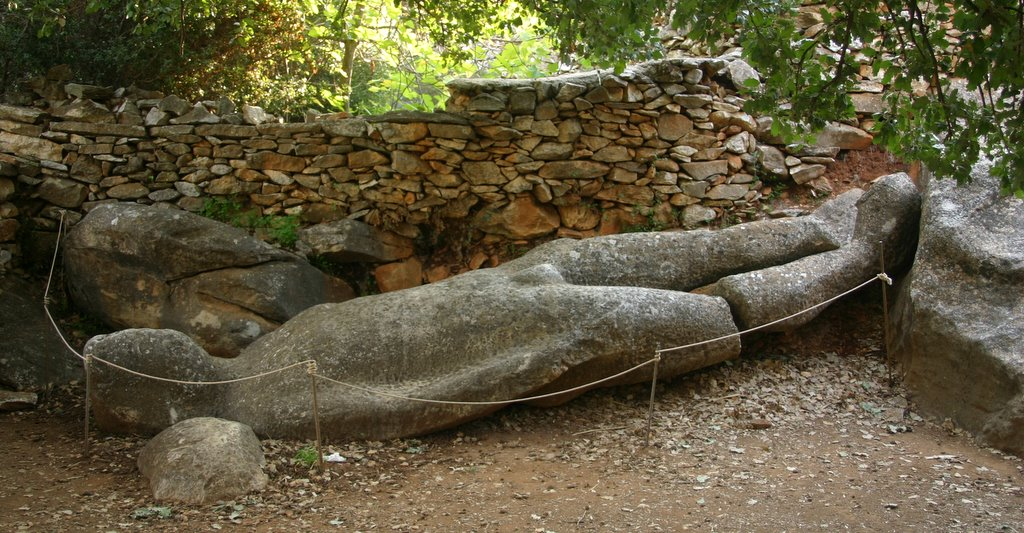
Curos de Fleri.

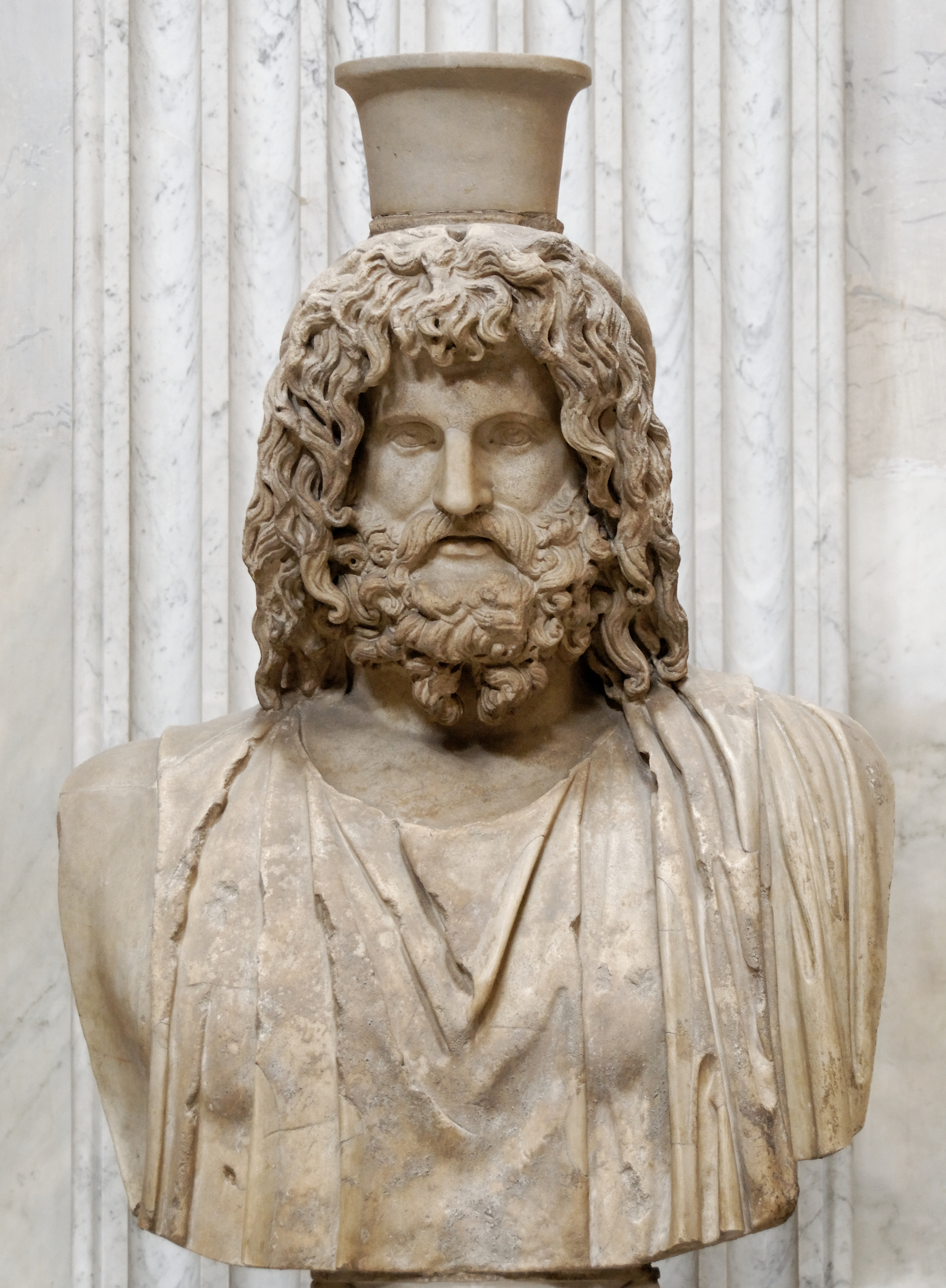
Còpia romana del Serapis de Briaxis.

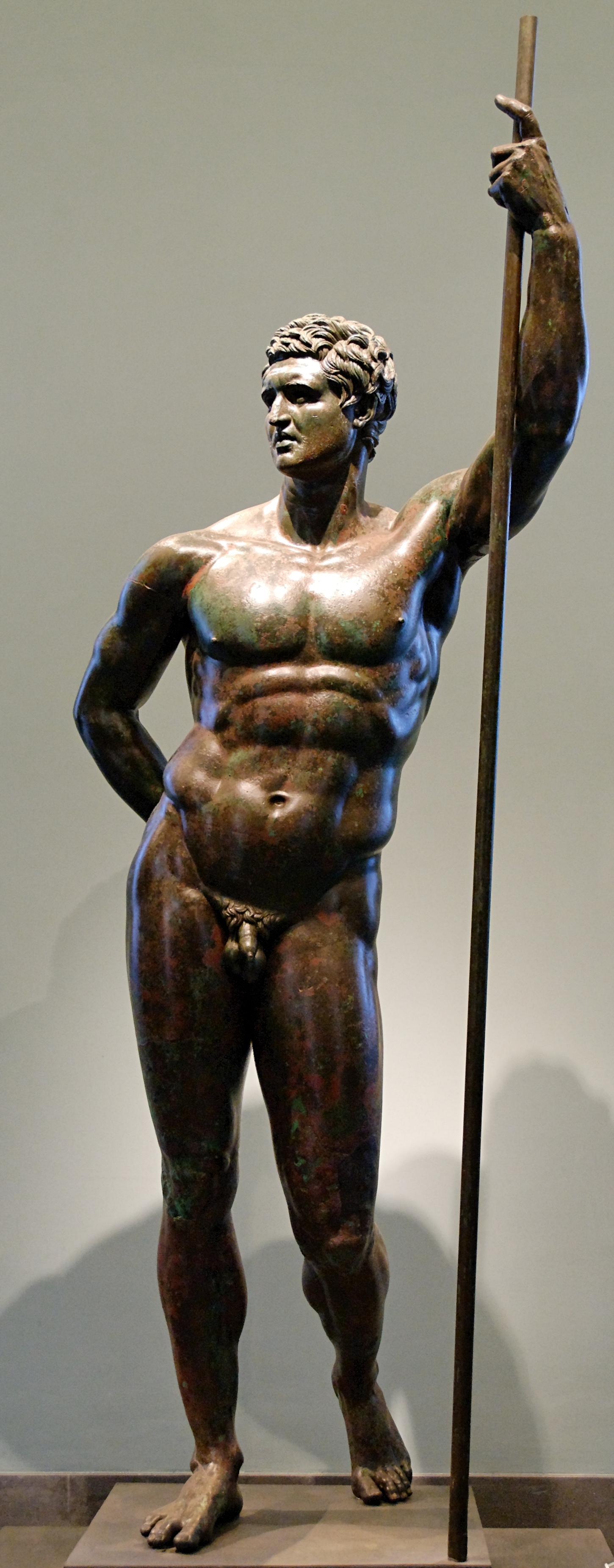
Príncep hel·lenístic (o "príncep de les Termes" pel Palazzo Massimo alle Terme, on es conserva), bronze a la cera perduda de 204 cm fins al cap, on portaria una corona avui desapareguda. S'ha proposat identificar-lo amb diferents governants hel·lenístics, com Àtal II, o amb el general romà Quint Cecili Metel Macedònic. Se'l considera inspirat en un dels retrats d'Alexandre de Lisip.

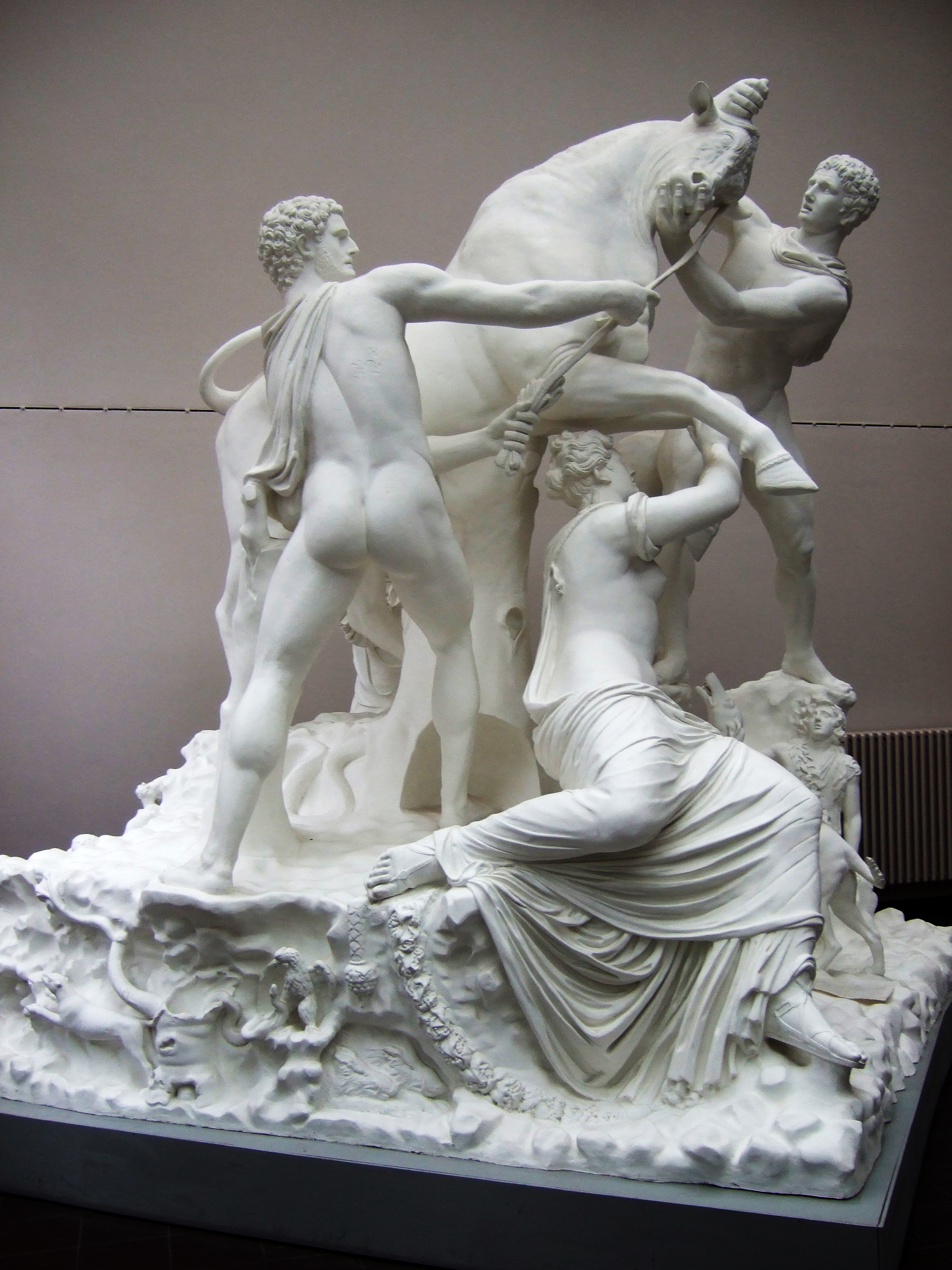
Model en escaiola de l'anomenat "Toro Farnese", de Taurisc i Apol·loni de Tral·les (ca. 130 aC), de 370×295×300 cm. Podria ser una còpia romana de l'original grec, però en tot cas se la considera l'escultura en embalum rodó més gran que s'ha conservat de l'època.

Des de l'època arcaica, molt influïda per l'estètica egípcia, destacades obres de l'escultura grega van tenir dimensions colossals, com el Colós dels naxis al santuari de Delos (un curos d'entre 11 i 15 metres), el curos de Fleri o de Melanes (trencat durant el transport, de 10,7 m), el curos d'Apol·lones o Colós de Dionís (abandonat a mig tallar al planter, de 10 m), el curos de Samos (més de cinc metres), el curos de Sunión (més de tres metres), Clèobis i Bitó (216 cm) i la Hera de Samos (192 cm sense cap). Ja en l'època de l'estil sever, els atlants o telamons del temple de Zeus Olímpic a Agrigent feien més de set metres i el déu del cap Artemísion 210 cm, mentre que els bronzes de Riace (197 i 198 cm), el grup dels tiranicides (183 cm) o l′auriga de Delfos (180 cm) no s'allunyen gaire del que es pot considerar una grandària natural per a un home molt alt, encara que seria excepcional entre els antics grecs.
A l'escultura clàssica es va seguir preferint la grandària natural lleugerament incrementada (còpies romanes del Dorífor, el Diadumen —ambdues de Policlet—, l′Hermes amb Dionís infant, l′Afrodita de Cnidos —ambdues de Praxíteles— i l′Apoxiòmenos —de Lisip—, mesuren 212, 202, 212, 205 i 205 cm respectivament, mentre que el Apol·lo del Belvedere —potser de Leòcares— fa 224 cm i l′Ares Ludovisi 156 cm assegut), però les més destacades obres de Fídies eren de molt majors dimensions (dues crisoelefantines: el Zeus d'Olímpia i l'Atenea del Partenó —de 26 colzes, uns 12 metres— i una de bronze: l′Atena Pròmacos —uns 15 metres—); i també colossals van ser les del Mausoleu d'Halicarnàs (on van treballar Escopes, Leòcares, Timoteu i Briaxis —qui també va realitzar cinc escultures colossals per a Rodes i el Serapis del Serapeum d'Alexandria).
Entre les escultures colossals d'època hel·lenística (el Toro Farnese de 370 cm, la Victòria de Samotràcia, que encara escapçada mesura 245 cm, el Laocoont i els seus fills, de 245 cm, el Gàlata Ludovisi, de 211 cm —l'impressionant fris de l'Altar de Pèrgam està compost per figures de mida propera al natural—) va destacar per la seva mida el Colós de Rodes (70 colzes, uns 32 metres), de l'escultor Cares de Lindos. El seu mestre (Lisip, que se situa cronològicament i estilísticament en la transició entre el període clàssic i l'hel·lenístic) havia realitzat una escultura de Zeus de quaranta colzes (uns 22 metres) per al temple d'aquest déu a Tàrent; i algunes de les seves escultures conegudes per còpies romanes també tenen grans dimensions, com la Flora i l′Hèrcules Farnese (317 cm) o l′Ares Ludovisi. Els seus retrats d'Alexandre van tenir una gran influència posterior. Dinòcrates va projectar una ciutat que s'ubicaria sobre la mà d'una escultura colossal d'Alexandre tallada en una muntanya, i que no es va arribar a construir.
Les dades esmentades de les escultures desaparegudes les proporciona l'obra de Plini el Vell (Naturalis Historia).

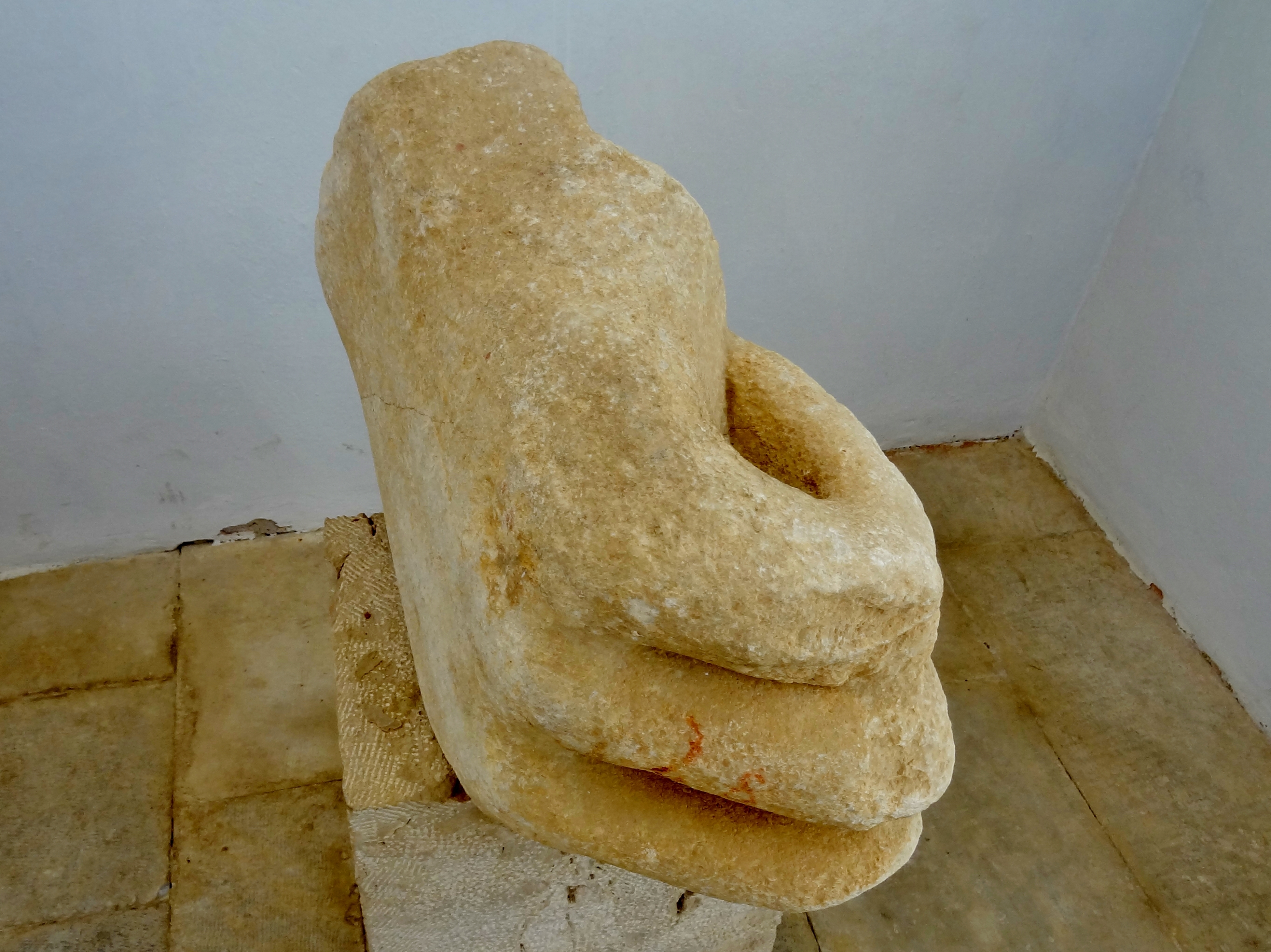
Fragment del colós dels naxis a Delos.
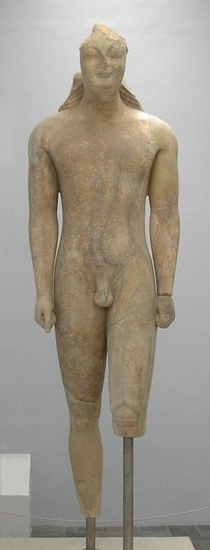
Curos de Samos.
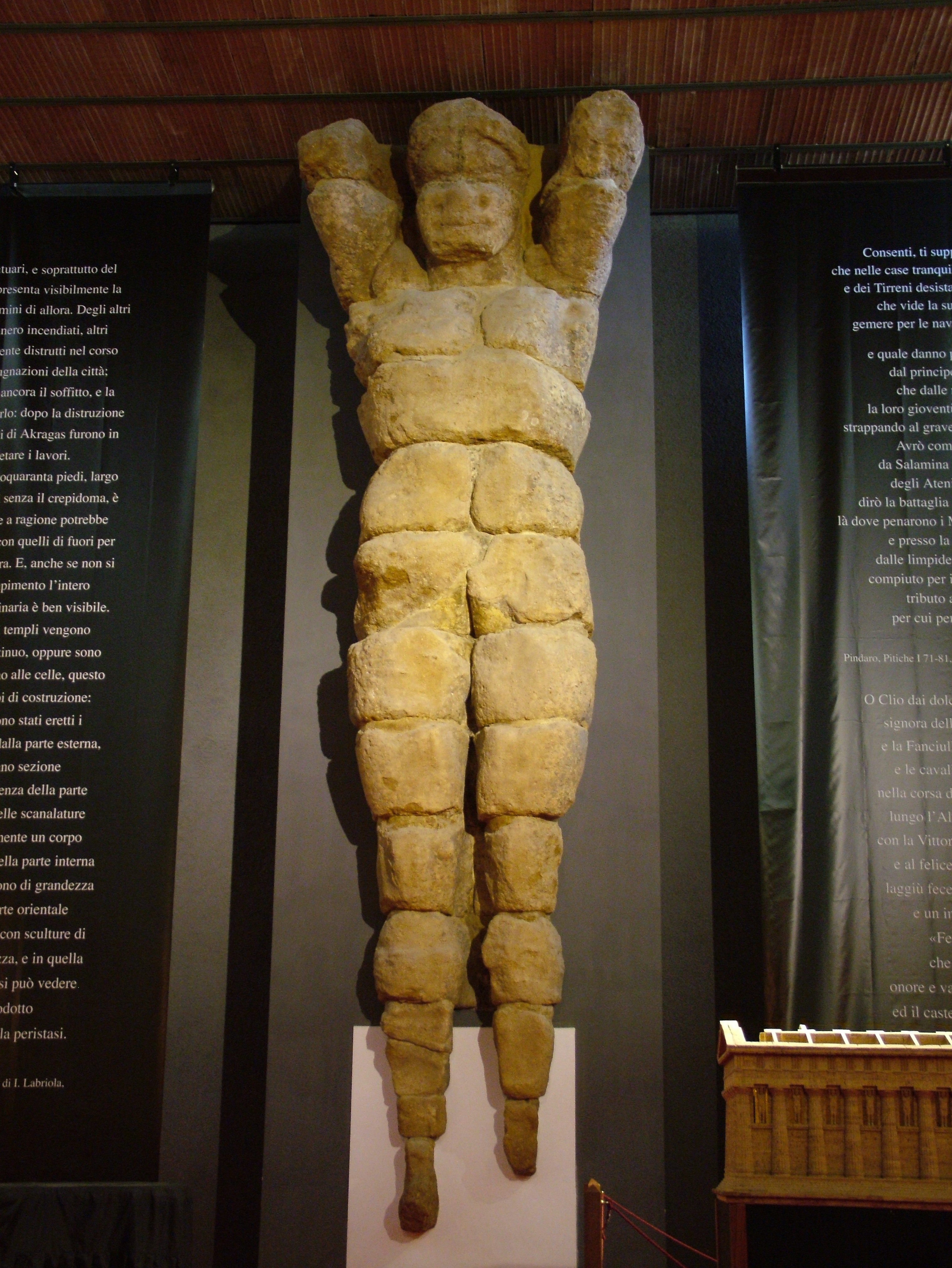
Un dels atlants d'Agrigent.
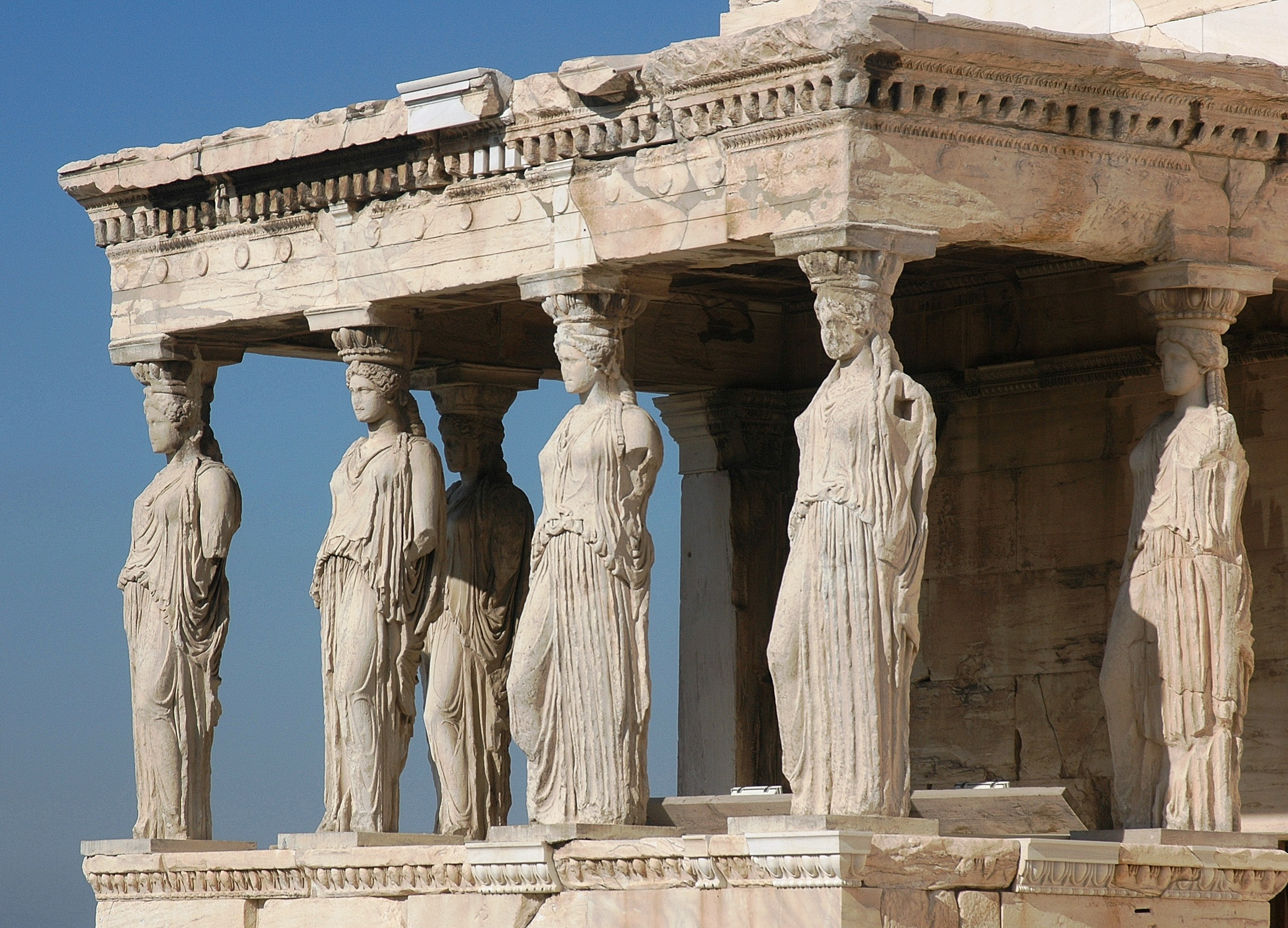
Les cariàtides de l'Erectèon.
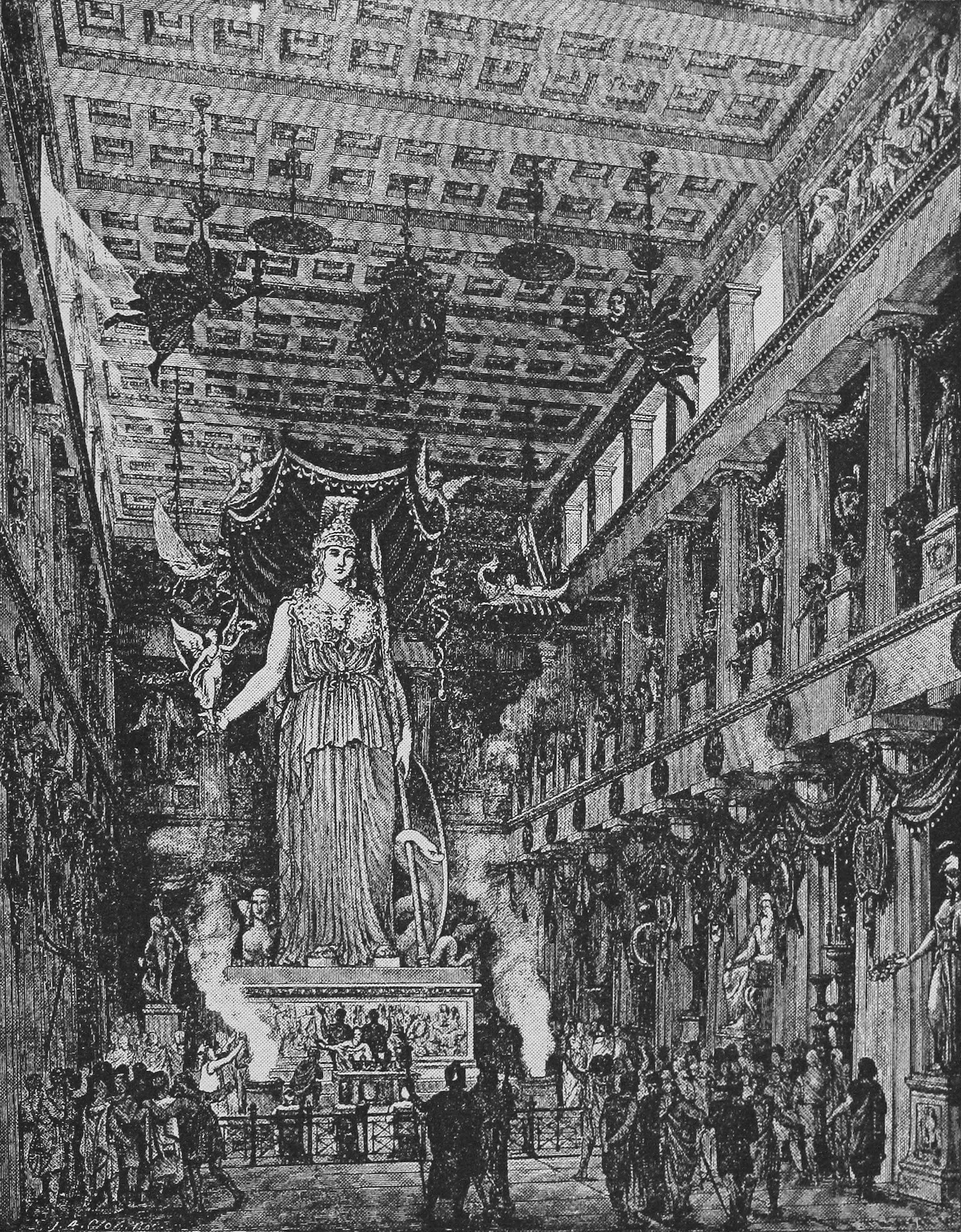
Reconstrucció de l'aspecte de l'interior del Partenó, amb l'estàtua crisoelefantina de la deessa.
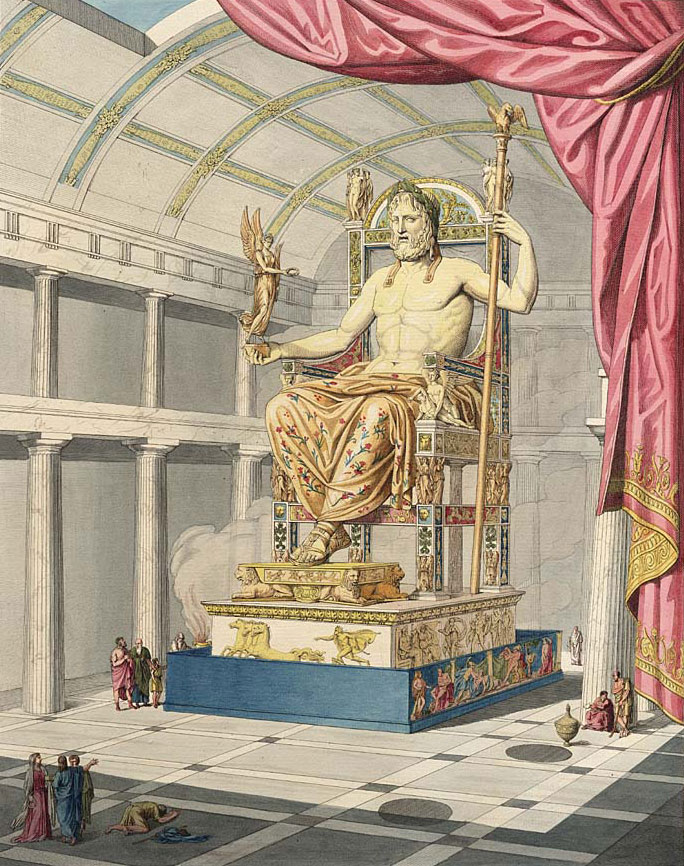
Reconstrucció de l'aspecte de l'interior del temple de Zeus a Olímpia, amb l'estàtua crisoelefantina del déu.
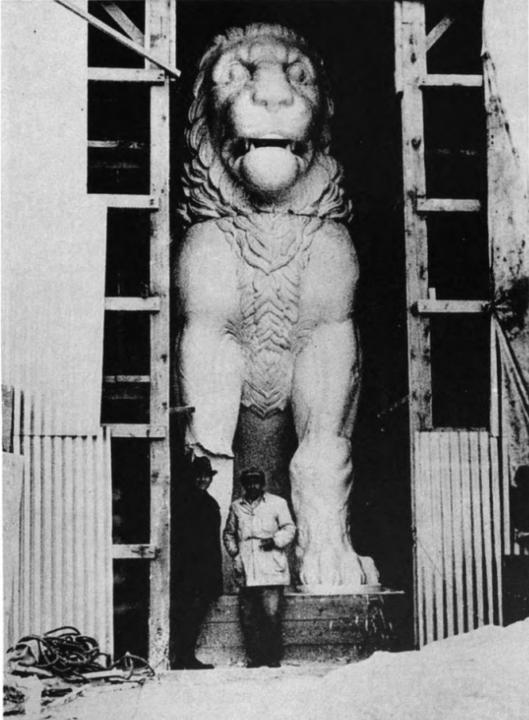
Realització d'un model en escaiola del lleó d'Amfípolis, 1937. De mida una mica menor és el lleó de Cnidos.
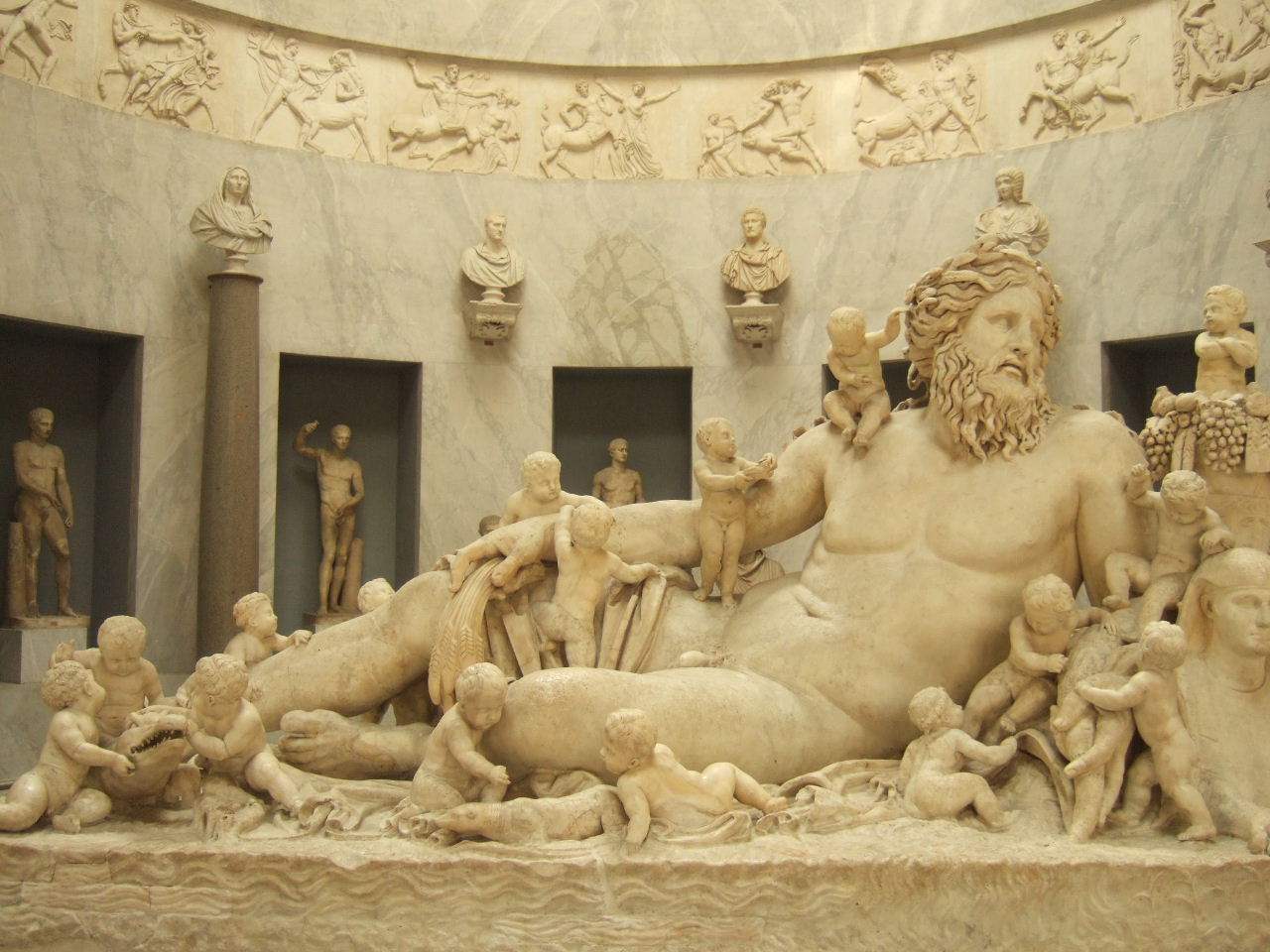
L'anomenat Nil Vaticà, còpia romana d'un original de l'escola d'Alexandria.
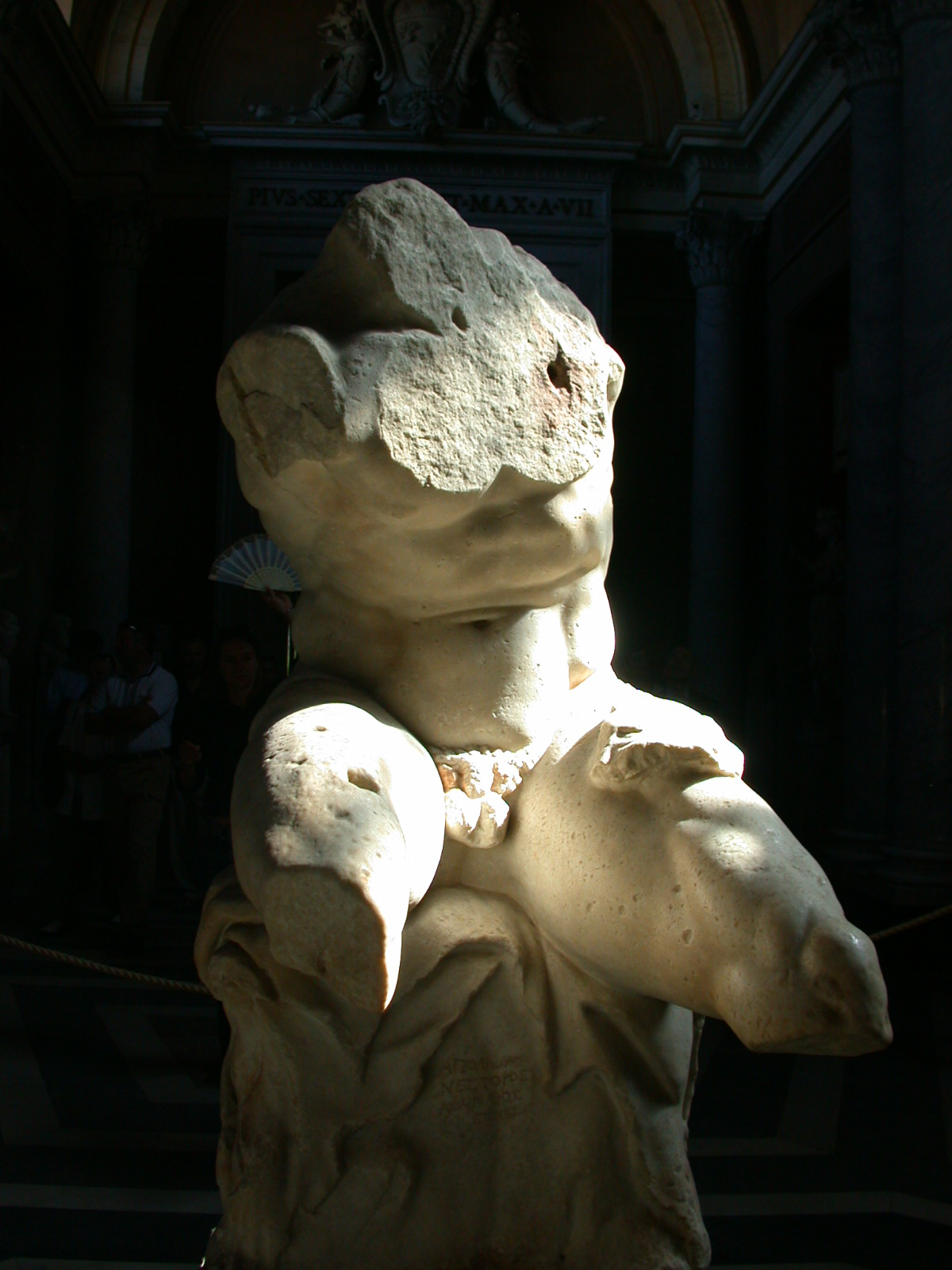
L'anomenat "tors del Belvedere", d'Apol·loni d'Atenes (segle I aC) o potser còpia d'un original anterior.

### Escultura romana

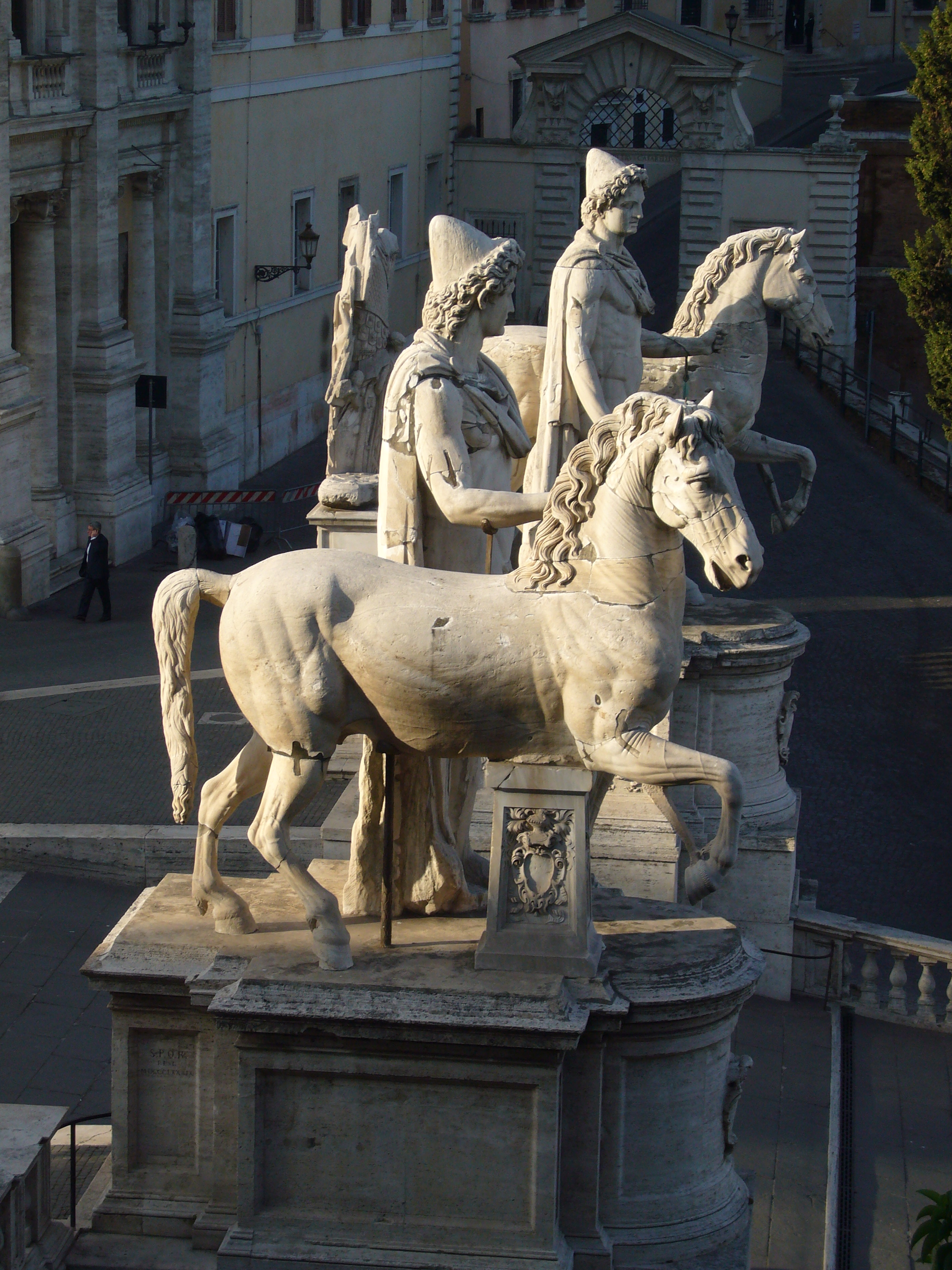
Els Dioscurs del Campidoglio. Amb el nom de Colossi es coneixien els dos grups escultòrics dobles, de cavall i domador, que avui s'identifiquen com a Càstor i Pólux. Aquests Dioscurs capitolins es van descobrir en 1560, mentre que els Colossi o Dioscuri del Quirinale es conservaven al turó d'aquest nom des de l'Edat Mitjana, amb diferents identificacions.

Hi ha testimonis literaris que l'any 299 aC el cònsol Espuri Carvili Màxim va manar realitzar una estàtua de Júpiter en el Capitoli amb les armadures capturades als samnites. La seva grandària era tal que podia veure's des de la muntanya Albano; i amb el material sobrant que es va recollir després de polir-la se li va aixecar a ell mateix una estàtua de bronze, que es va posar als peus de la del déu. Anterior fins i tot havia de ser "el Colós de l'Apol·lo toscà" (és a dir, etrusc) que, segons Plini el Vell "es veu a la biblioteca del temple d'August, amb una alçada de cinquanta peus, i que fa que dubtem si és més admirable el bronze o la bellesa"; i el "Júpiter dels lleontins", de set colzes d'alt.
El programa iconogràfic d'August, que va incloure el Ara Pacis (amb retrats en relleu de tota la família imperial) i estàtues colossals d'August i de la seva esposa Lívia, havia començat amb una una estàtua eqüestre (43 a. C.) que es va erigir en el rostra ( la tribuna d'oradors del Senat) al costat de la estatua eqüestre de Sila. Se'n desconeix la mida, però les variacions en el plantejament formal es coneixen per les emissions monetàries. A les escultures d'August es van utilitzar tot tipus de recursos iconogràfics, especialment la imitació dels models hel·lenístics, però evitant la divinització (apoteosi, que va obtenir en vida en algunes províncies orientals, però a Roma només es va realitzar després de la seva mort, fins llavors era únicament el Divi filius —fill del diví Juli Cèsar—) i la identificació amb la monarquia (ja que Octavi no era rex, sinó princeps, imperator i augustus entre altres títols). "El gran cap de bronze d'August trobat a Mèroe havia estat arrencat del cos per ... les tribus meroïtes que van arrasar els campaments romans a l'alt Egipte, portada a l'emplaçament d'un temple de la victòria, i enterrada deliberadament sota l'escala principal... de manera que qualsevol que entrés... ultratjaria l'emperador romà en trepitjar-li literalment el cap".
Entre les estàtues colossals de la dinastia julioclàudia va estar l'acròlit colossal d'Antònia Menor conegut com Juno Ludovisi. Els acròlits només tenien de marbre el cap i el terme de les extremitats, quedant la resta del cos representat per una carcassa de fusta que podia vestir-se de teles o amb altres materials. La major va haver de ser l'anomenat Colòs de Neró, de bronze i amb més de trenta metres d'alçada, que s'aixecava a l'atri de la Domus Aurea. Després de la mort de l'emperador, se'n va substituir el rostre per evitar la identificació de Neró amb la divinitat representada (Helios). En les seves proximitats es va construir l'amfiteatre Flavi, anomenat "Colosseu" per aquesta estàtua.
De la dinastia Flàvia es conserven estàtues imperials, i testimonis literaris i numismàtics d'una estàtua eqüestre de Domicià, que va ser destruïda. Hauria mesurat 12 o 13 metres juntament amb el seu basament. També associada a Domicià hi ha testimonis d'“una estàtua colossal amb el cap d'Apol·lo”. L'estàtua de Vespasià, de 30 colzes, es va situar al costat del temple de la Pau.
Entre les estàtues colossals de la dinastia antonina va destacar la desapareguda estàtua eqüestre de Trajà que, juntament amb el seu pedestal, mesurava probablement entre 10 i 12 metres d'alçada. No es conserven més que testimonis escrits i una reproducció numismàtica, però se sap que va servir de model per a l'estàtua eqüestre de Marc Aureli, de dimensions un terç inferiors. El programa iconogràfic de Trajà, que va incloure la columna trajana, també es va desenvolupar a través d'estàtues destinades al culte imperial en ciutats de tot l'imperi, seguint la pràctica iniciada amb els emperadors julioclaudis. Quant al programa iconogràfic d'Adrià, va tenir com a característica pròpia la divinització del seu amant Antínous, mort prematurament. El mausoleu d'Hadrià (avui Castel Sant'Angelo) estava culminada per una estàtua colossal d'Adrià conduint una quadriga (en alguna font es diu que per "una cadira curul d'una desmesurada grandesa i en proporció a aquella mola o vast monument"). Les estàtues colossals dels banys de Sagalassos eren possiblement de tres emperadors i les seves esposes, dels quals s'han trobat parts de les de Marc Aureli, Adrià i Faustina la Major (esposa d'Antoní Pius). La columna d'Antoní Pius estava coronada per una estàtua d'aquest emperador, de qui també queden restes d'una estàtua colossal.
Al Baix Imperi correspon el Colós de Constantí i el Colós de Barletta (450 cm, representa probablement a Teodosi II), i va ser erigida a Ravenna l'any 439).
Entre les estàtues parlants de Roma (denominació popular de les estàtues d'època romana presents als carrers de Roma on tradicionalment es consentia la fixació de pasquins) hi havia estàtues colossals o fragments d'elles, com l'anomenada Madama Lucrezia o l'anomenat Marforio.

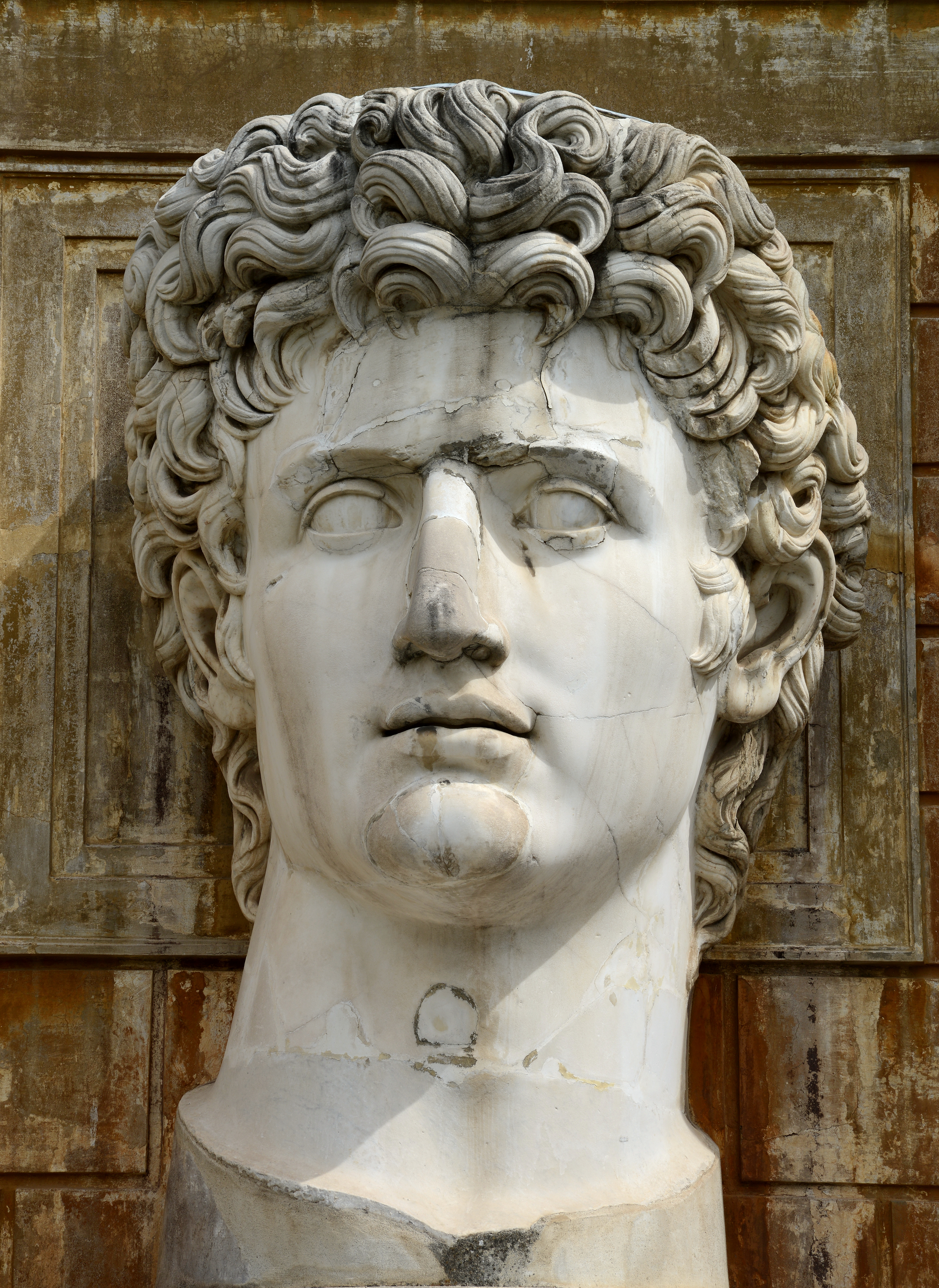
Cap colossal d'August (1,3 m) al Cortile della Pigna dels Museus Vaticans.
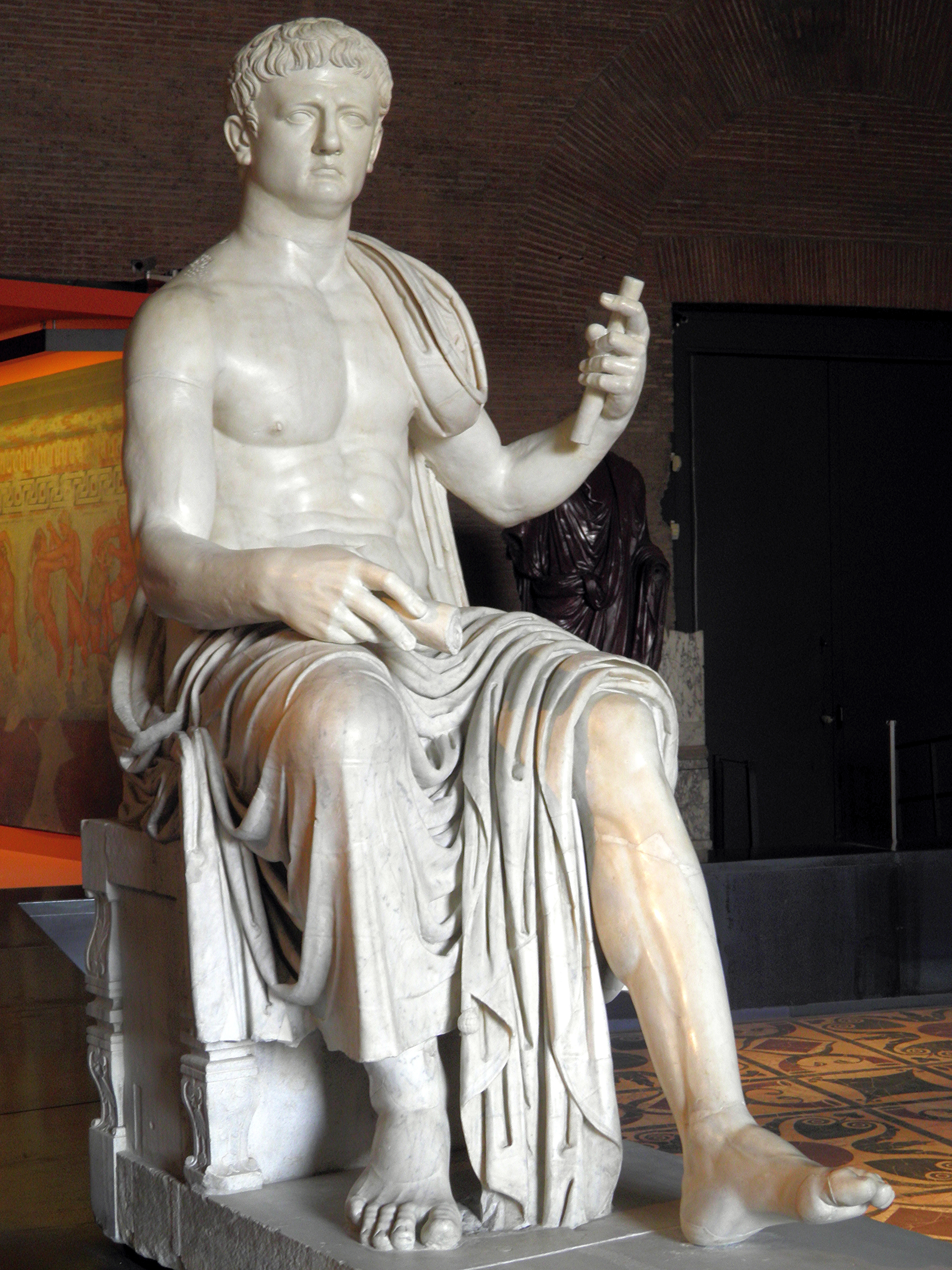
Estàtua colossal de Claudi a Herculà.
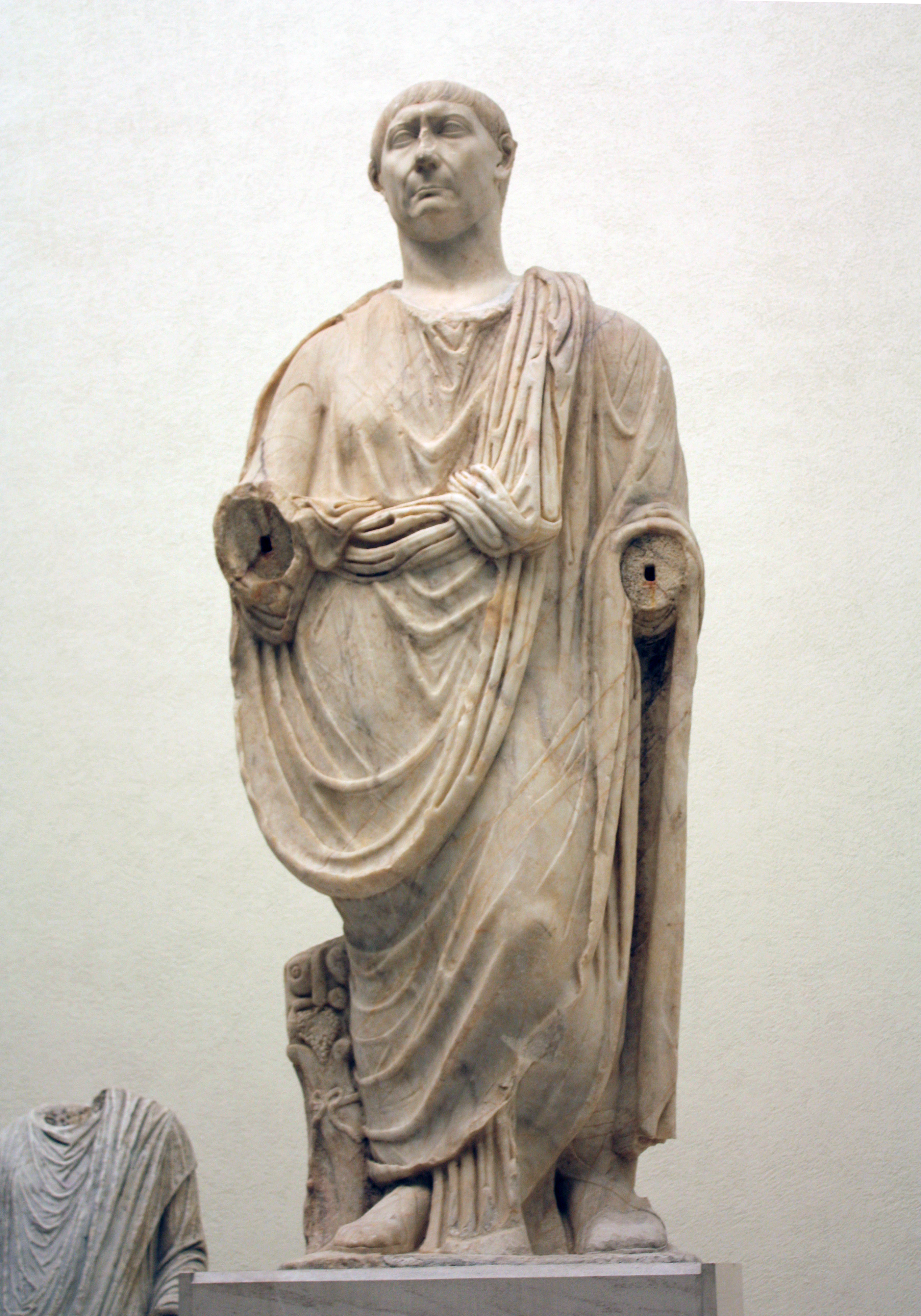
Estàtua colossal de Trajà, procedent de Baelo Claudia, en el Museu de Cadis (més de tres metres d'alçada).
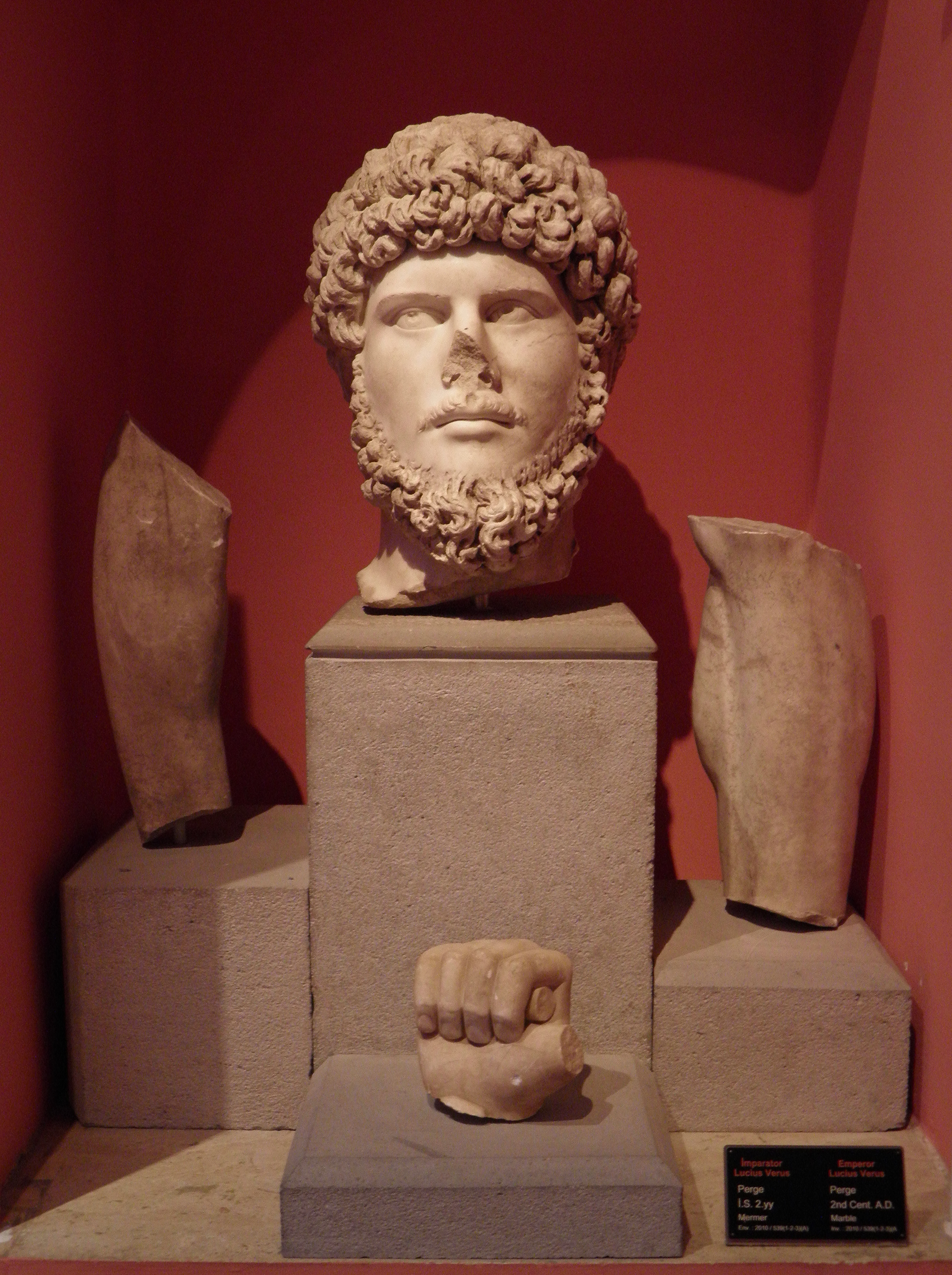
Parts d'una estàtua colossal de Luci Ver a Perge.
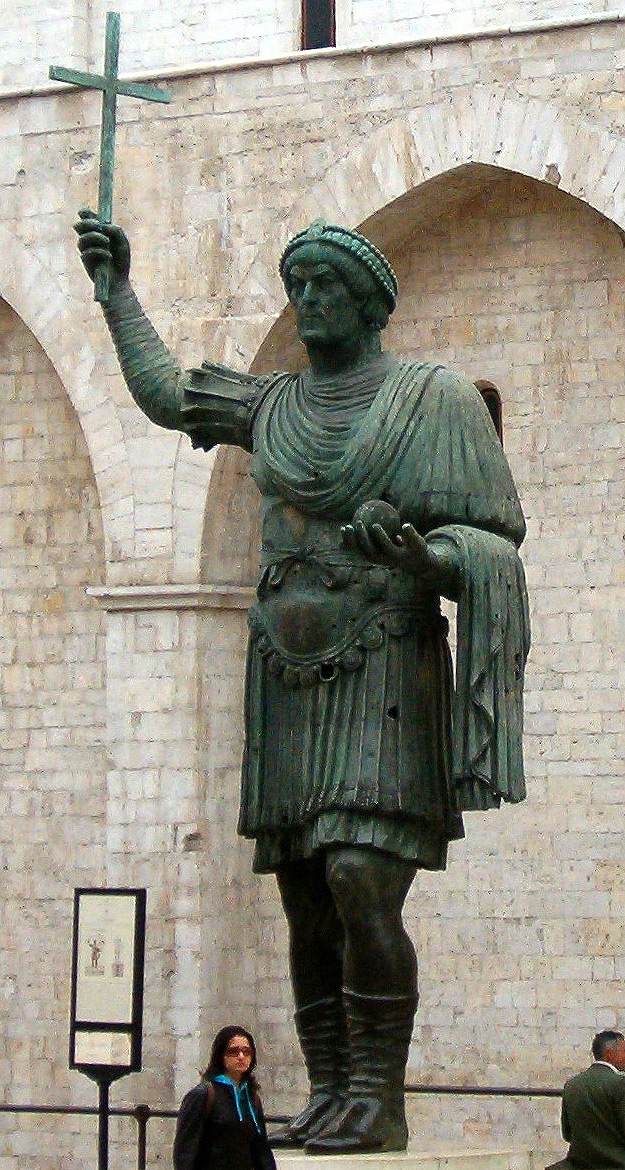
Colós de Barletta.

### Escultura persa parta i sassànida

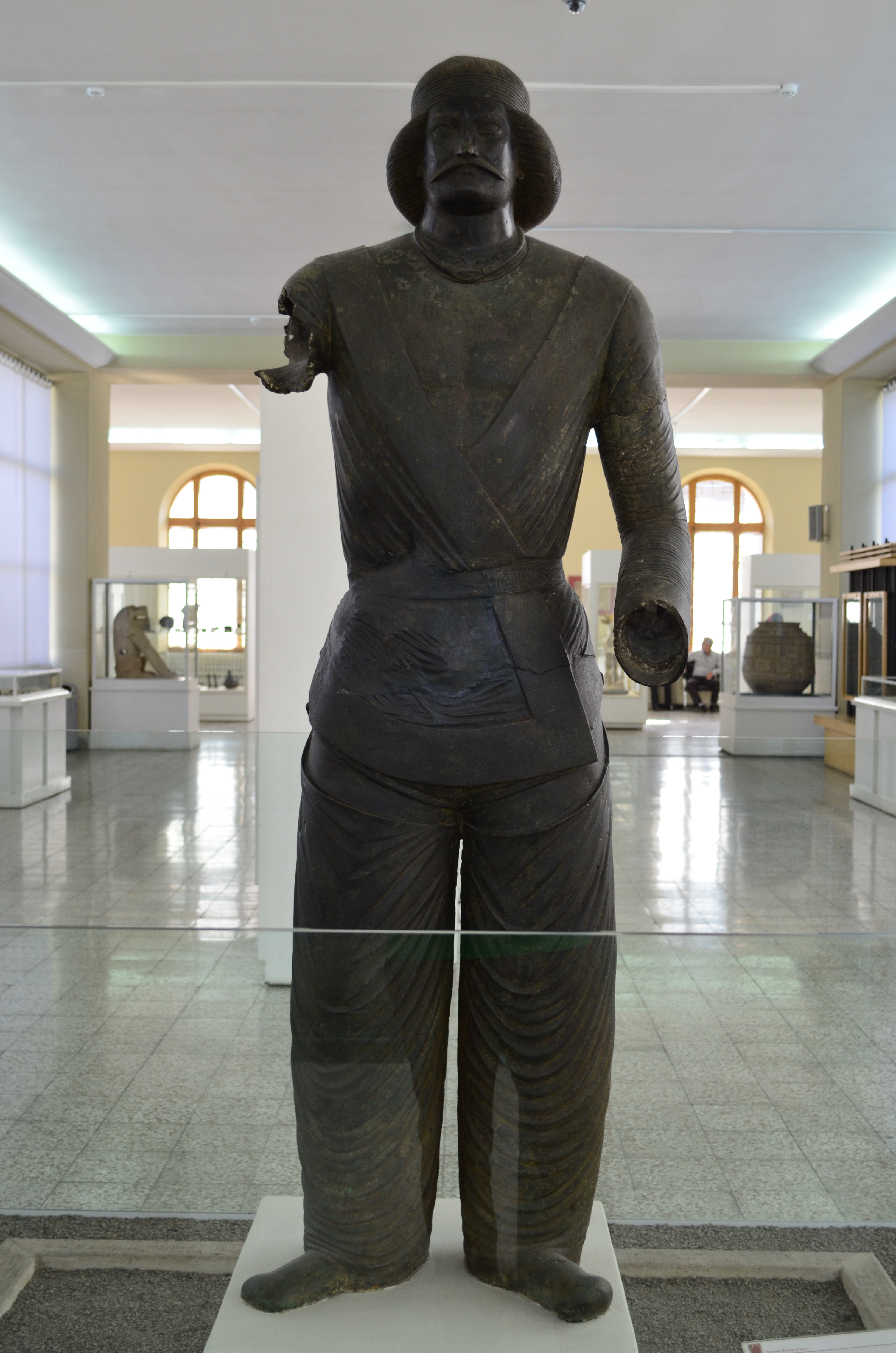
Príncep part (194 cm), procedent de Shami (actual província iraniana de Juzestan), segle II a. C. a l'II d. C. Museu Nacional d'Iran.
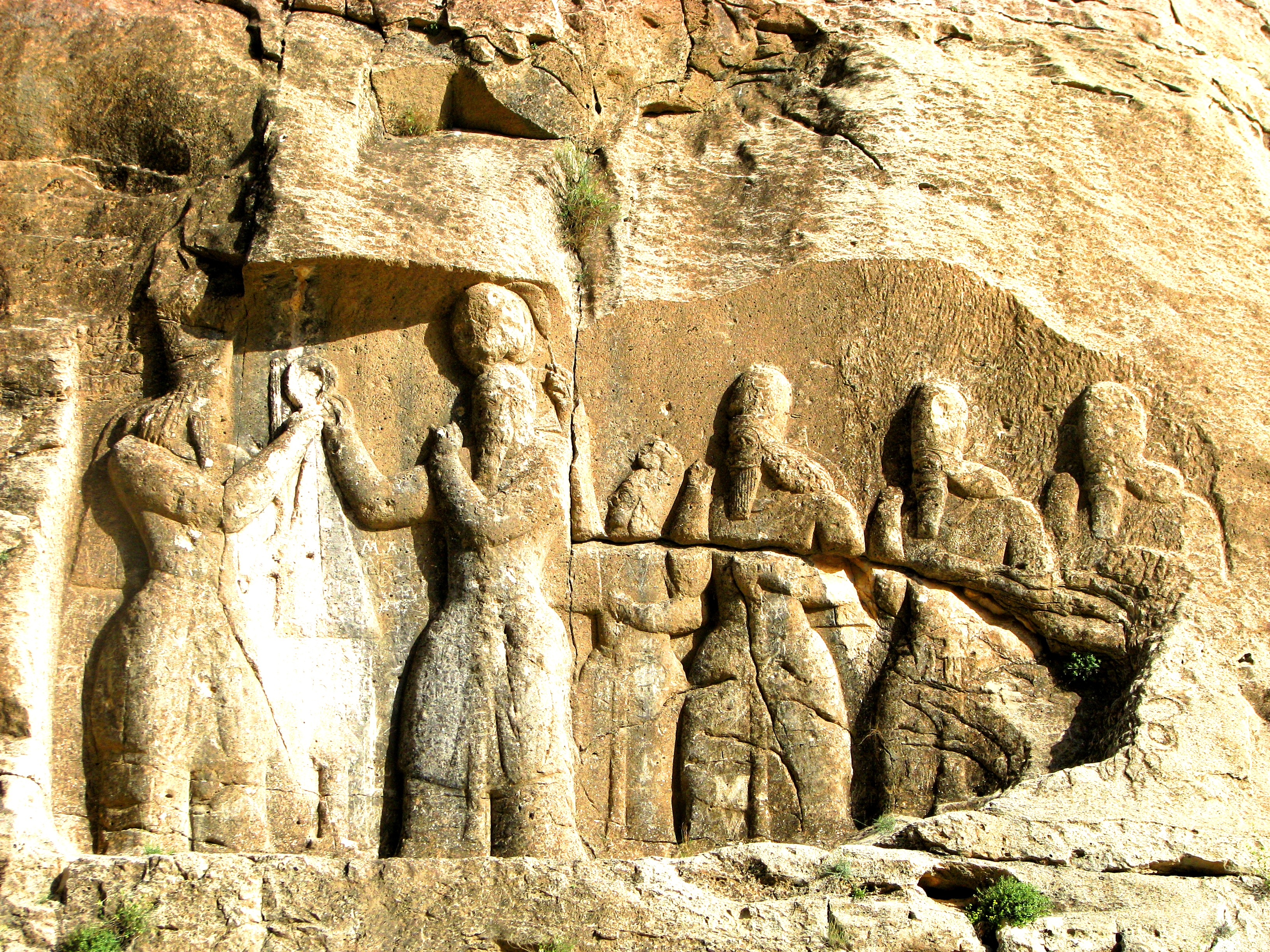
Relleus de Firuzabad (ca. 240), amb l'emperador Ardashir I, fundador de l'imperi sassànida.
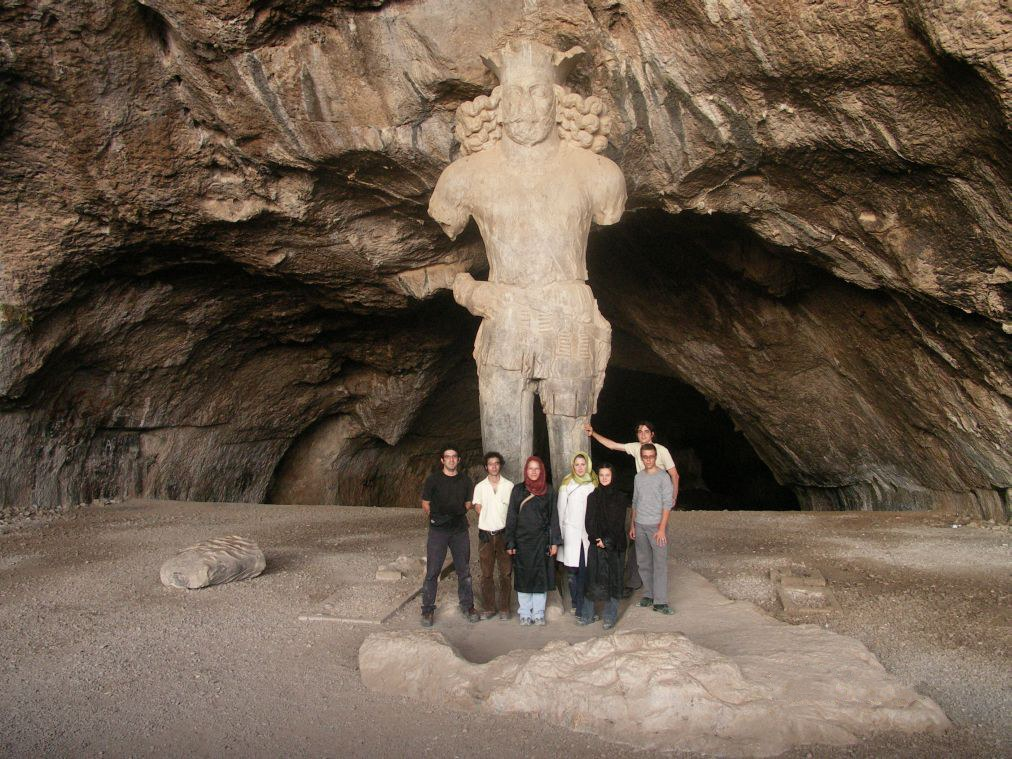
Estàtua colossal de Shapur I, mitjans del segle III dC
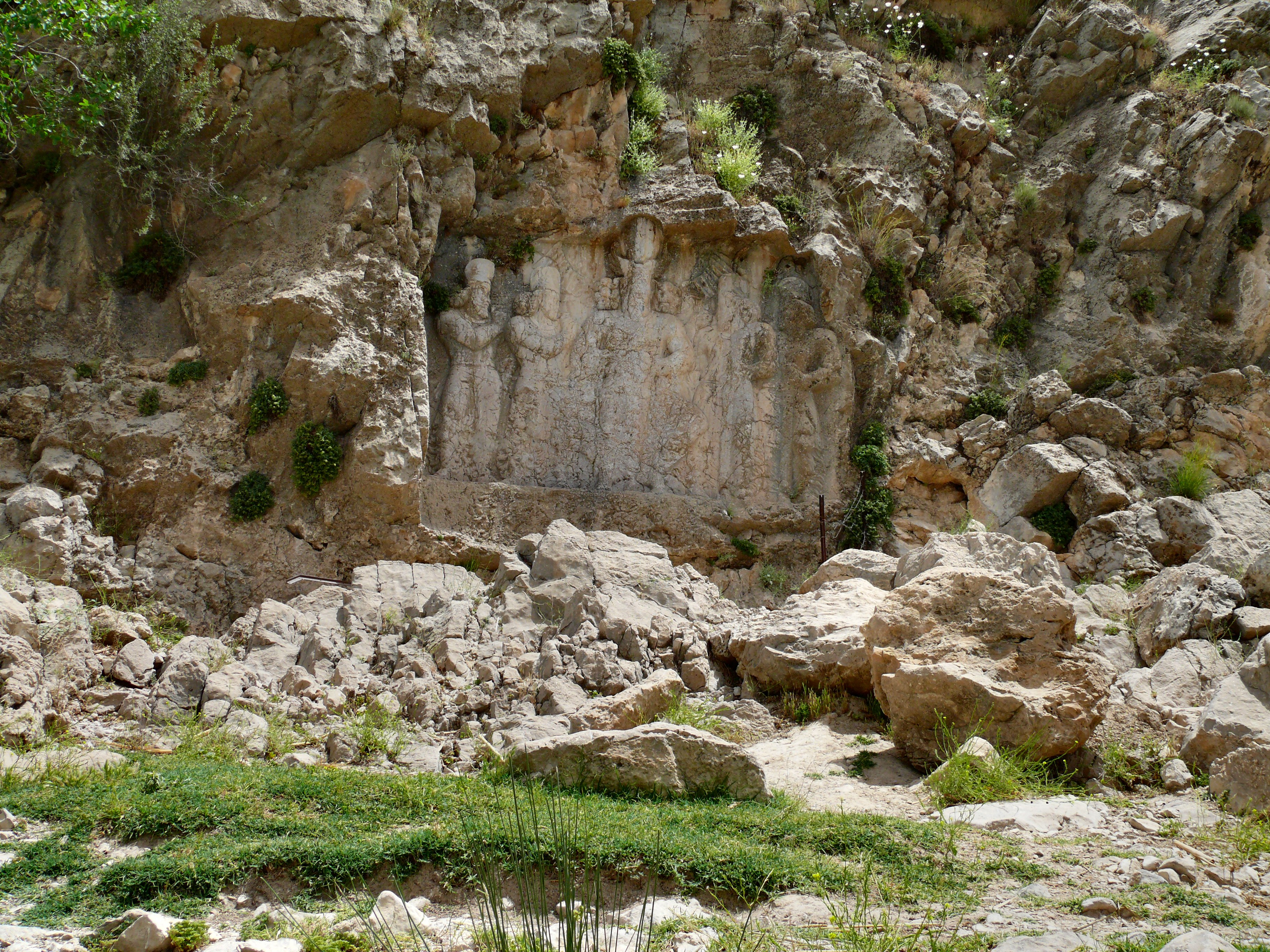
Relleus de Sarab-e Bahram ("font de Bahram"), finals del segle III. Representa l'emperador Bahram II entronitzat, flanquejat per alts càrrecs de la cort: a l'esquerra un papak (visir) i el moebed Katir (màxim sacerdot zoroastrià), a la dreta prínceps o alts nobles.
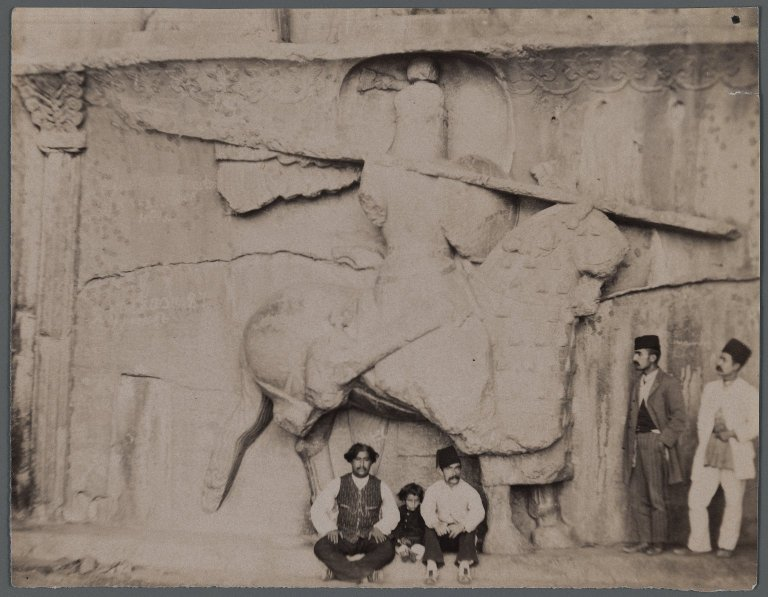
Detall dels relleus de Taq-e Bostan, amb l'emperador Còsroes II (ca. 600) muntant al seu cavall Shabdiz.

### Escultura medieval
L'escultura romana d'Orient va mantenir la tradició imperial romana d'estàtues colossals, entre les quals les fonts citen l'estàtua colossals de l'emperador Justí II i estàtua colossal de l'emperadriu Sofia (565-578). La de l'emperador (que en alguns textos es confon amb Justinià II) estava situada sobre una columna en la segona regió de Constantinoble (lloc on va construir el seu palau) i va ser destruïda pel terratrèmol de l'any 866. A Roma es va aixecar, sobre l'anomenada columna de Focas, que encara es manté in situ, una "enlluernadora" estàtua daurada de l'emperador romà d'Orient Focas, que només es va mantenir entre el 608 i el 610.
L'art carolingi no va produir manifestacions escultòriques de gran envergadura (l'estàtua eqüestre de Carlemany és només una estatueta), però les descripcions literàries del palau d'Aquisgrà i la seva capella palatina manifesten la presència d'algunes escultures portades d'Itàlia i d'altres que es va encarregar de fondre en bronze, per legitimar l'Imperi com una continuïtat del romà: "al vestíbul de l'edifici sagrat s'erigia una lloba de bronze, a l'atri hi havia una font amb forma de pinya envoltada per les personificacions de quatre rius i una estàtua eqüestre del rei ostrogot Teodoric també embellia el palau"; coronant-lo, es va col·locar una àguila de bronze en actitud de vol.
Les figures esculpides en els brancals dels pòrtics romànics i gòtics poden assolir dimensions superiors al natural, cosa que permet a algunes fonts anomenar-les "escultures colossals". Per raons òbvies, les figures de Sant Cristòfol es representaven a grans dimensions; la del priorat de Norton, de 337 cm, datada entre 1375 i 1400, es considera la major de l'Anglaterra medieval.

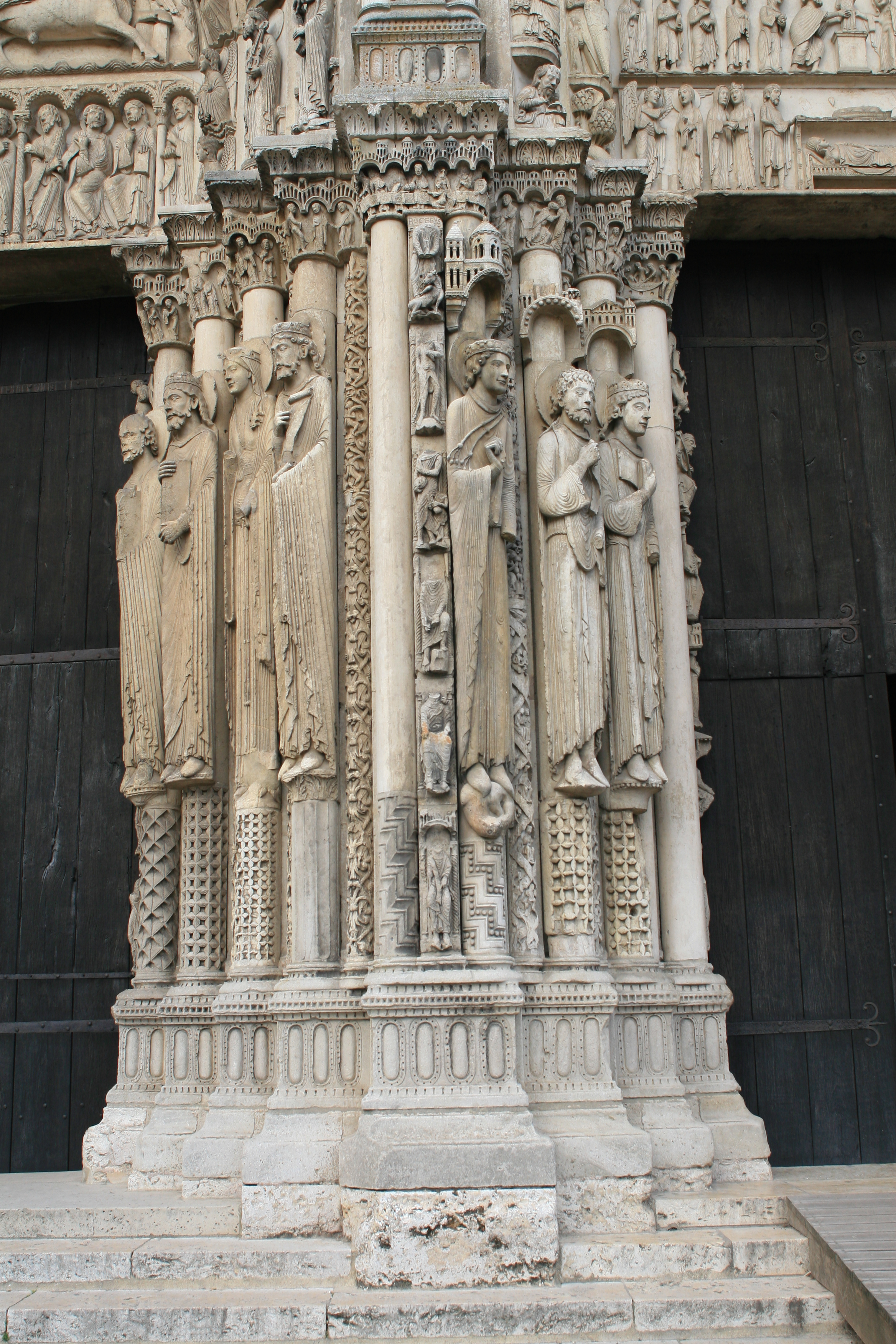
Pòrtic real de la Catedral de Chartres.
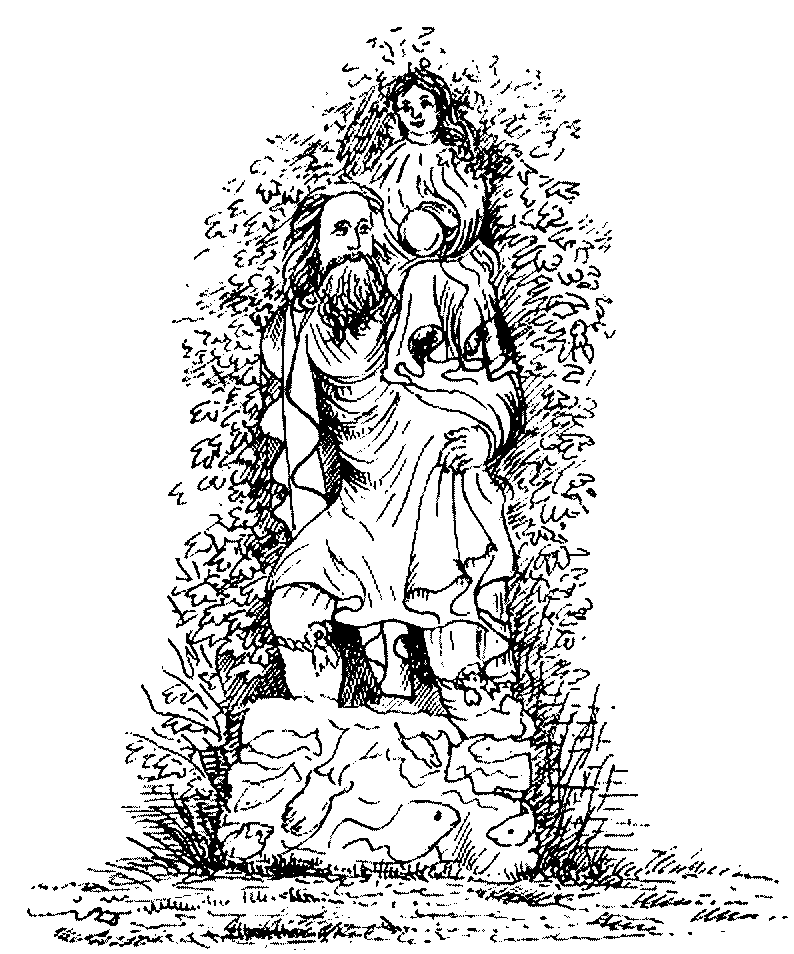
Dibuix del segle XIX que reprodueix el Sant Cristòfol del priorat de Norton.

### Escultura precolombina
L'escultura olmeca es caracteritzava pels caps de dimensions colossals.

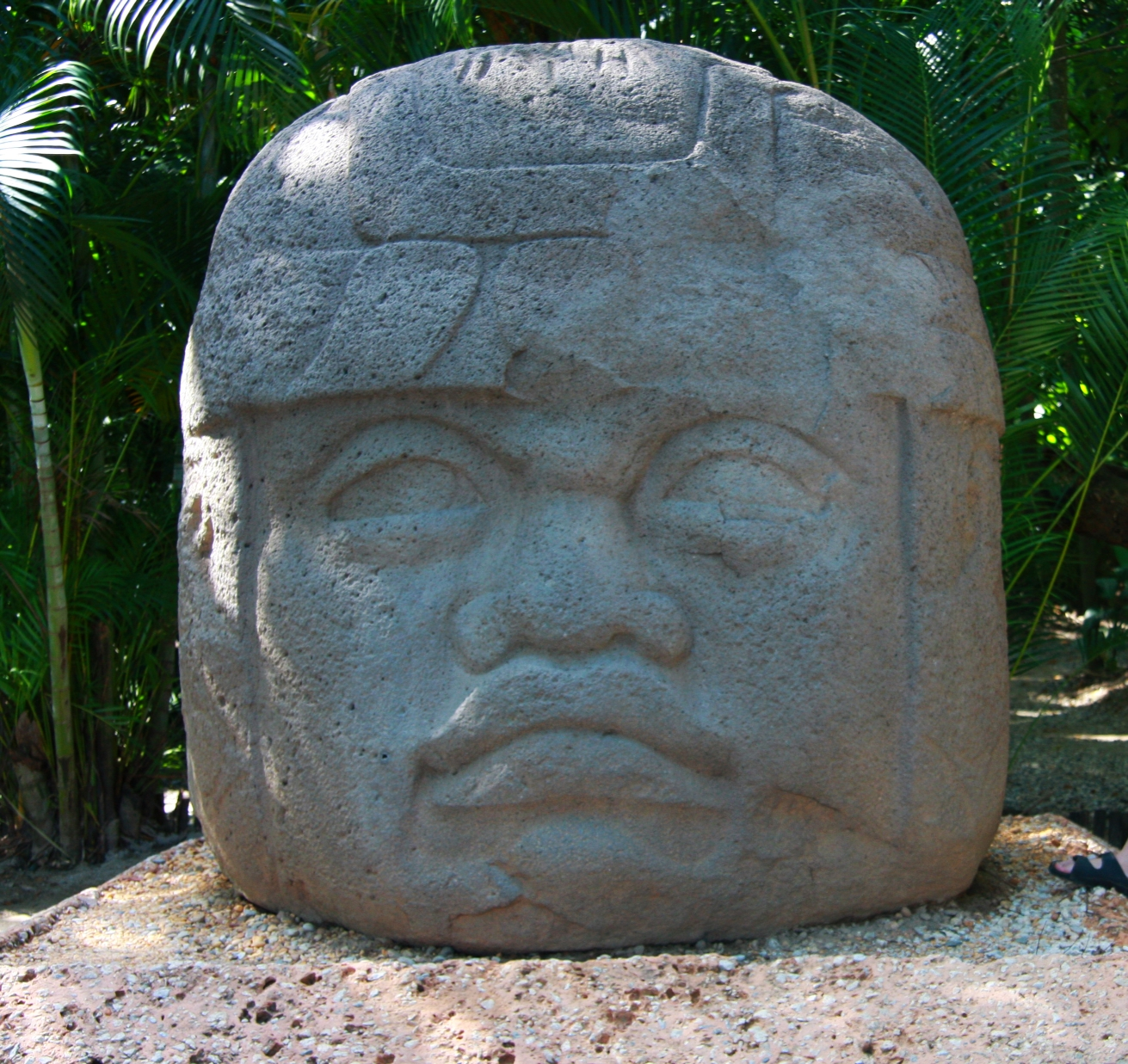
Cap colossal olmeca.
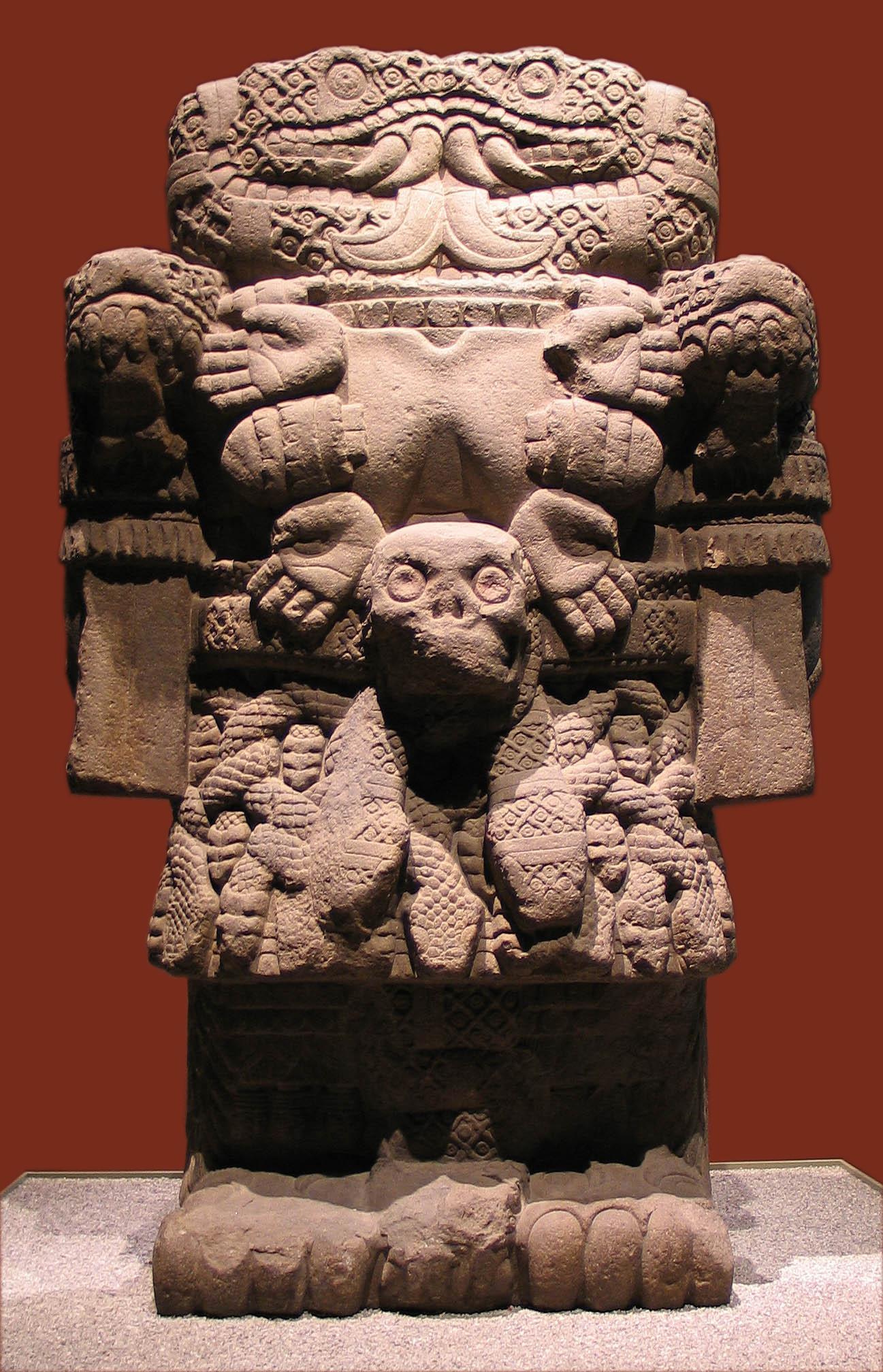
Escultura colossal de la deessa Coatlicue.

### Escultura oriental

#### Àsia Central, Indostan, Indoxina, la Xina i el Japó

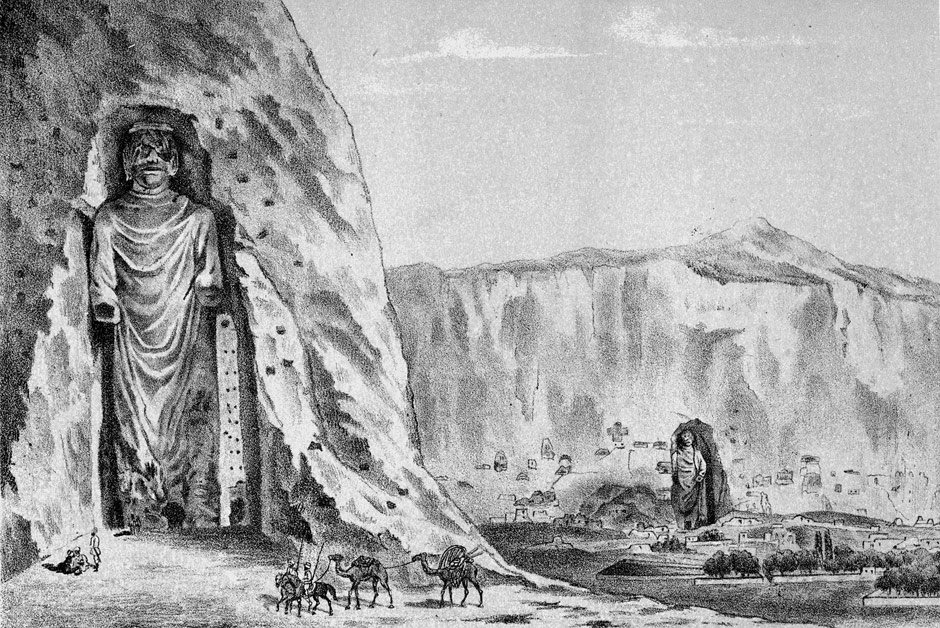
Els Budes de Bamian en un gravat alemany de 1885.

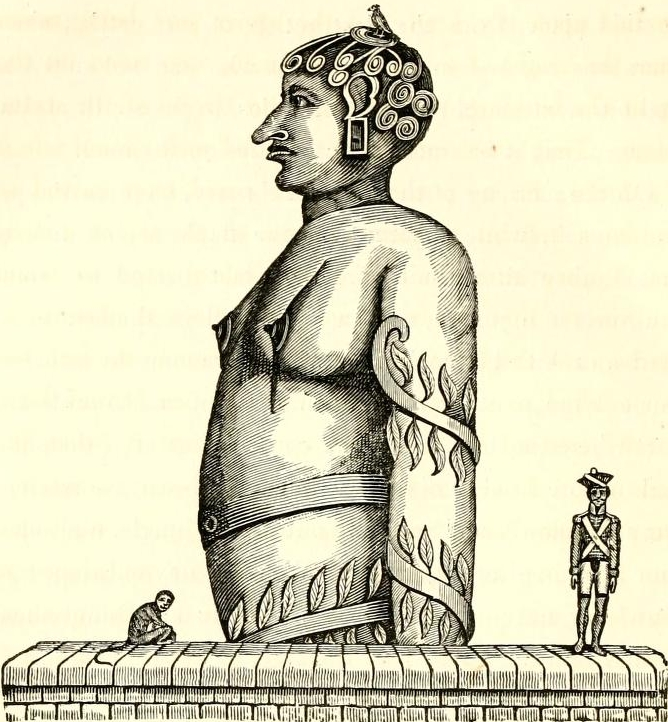
Estàtua colossal a Nungydeo, segons un gravat anglès de 1806.

Són nombroses les estàtues colossals de Buda, algunes d'elles en posició reclinada. La major part de les més grans són contemporànies (segles segle xx i segle xxi). Entre les antigues, destaca el Buda de Kamakura (Japó), el Gran Buda de Leshan (Xina —altres antigues d'aquest país són les anomenades Lashaosi Dafo i  Xishan Dafo—) o els Budes de Bamian (Afganistan, recentment destruïts).
També hi ha estàtues colossals en l'hinduisme i el jainisme (estàtua Gommateshwara, any 983, 17 m), i continuen fent-se actualment (estàtua Kailashnath Mahadev), Nepal, estàtua de Murugan, Malàsia).

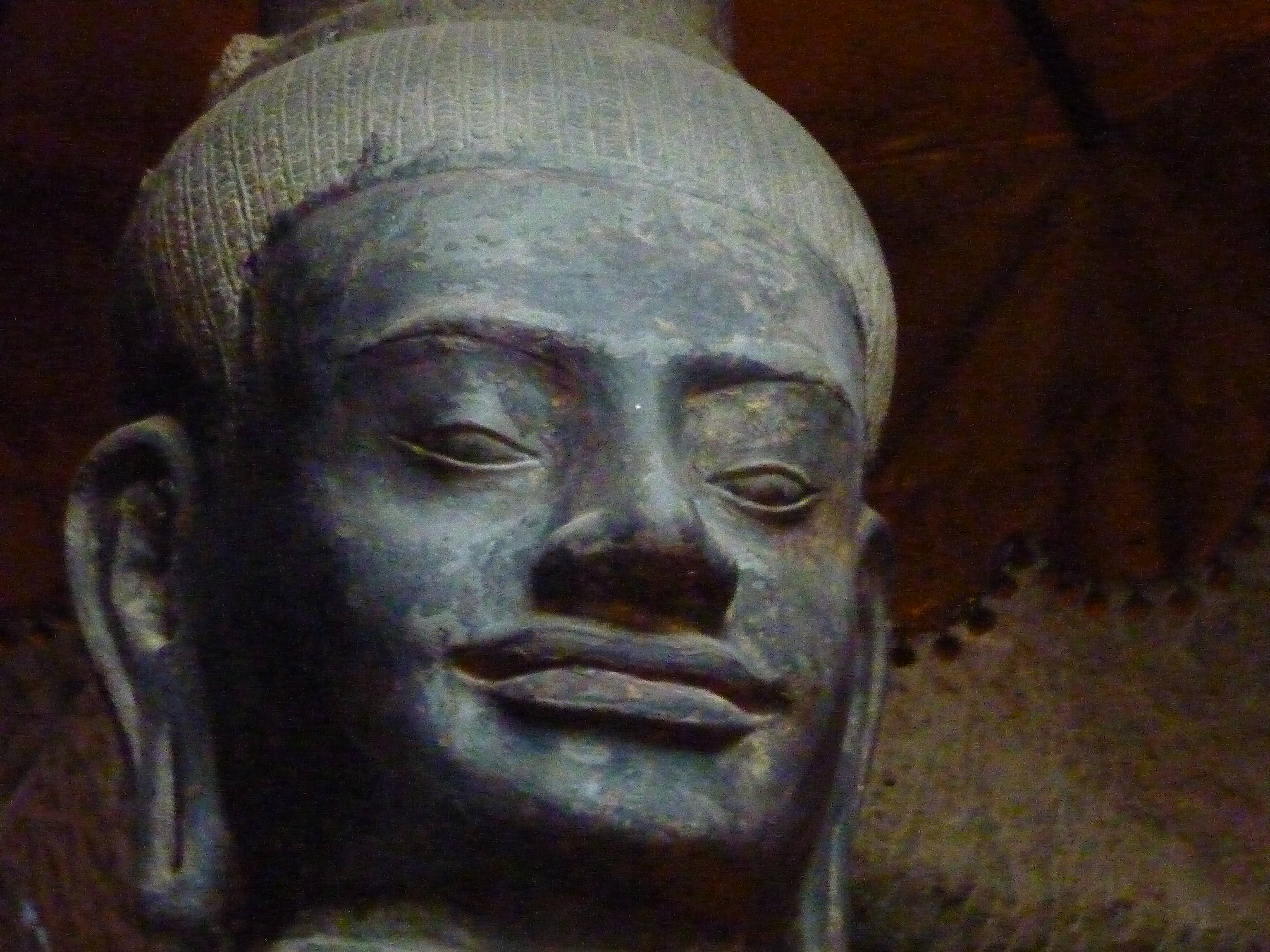
Cap d'una estàtua de Visnú a Angkor Wat.
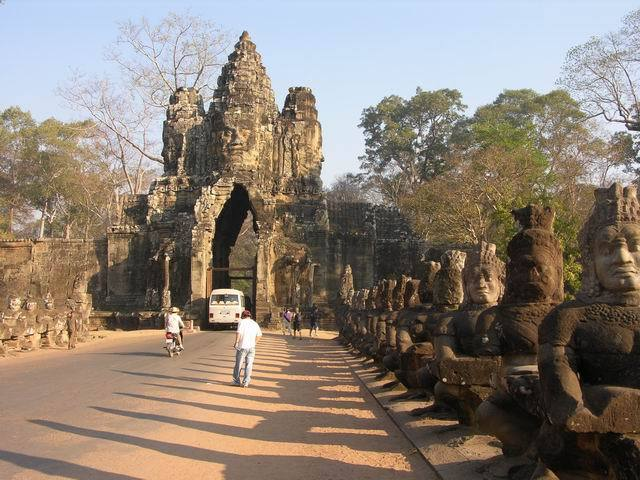
Pont d'accés a Angkor Thom.
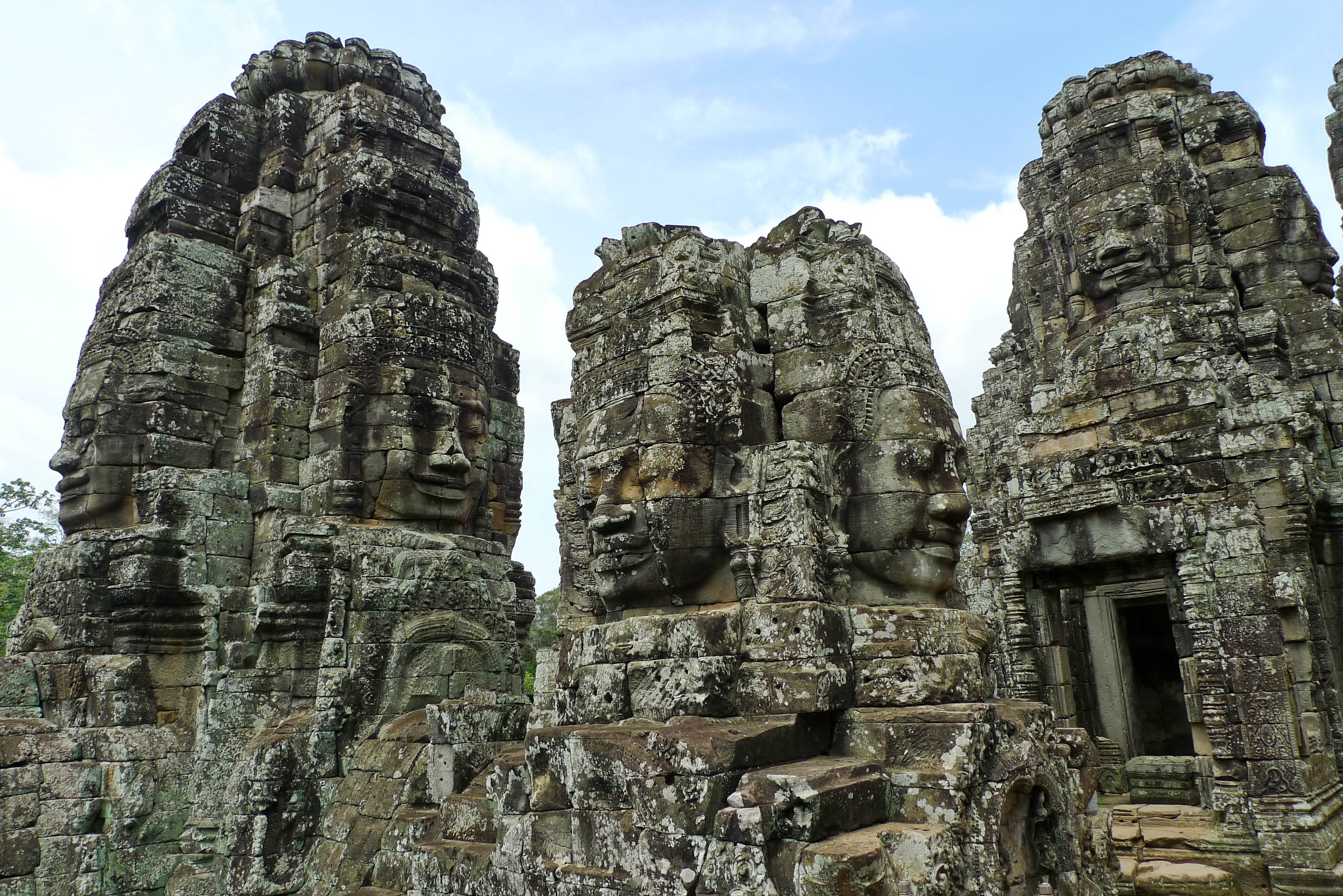
Caps colossals a Angkor Thom.
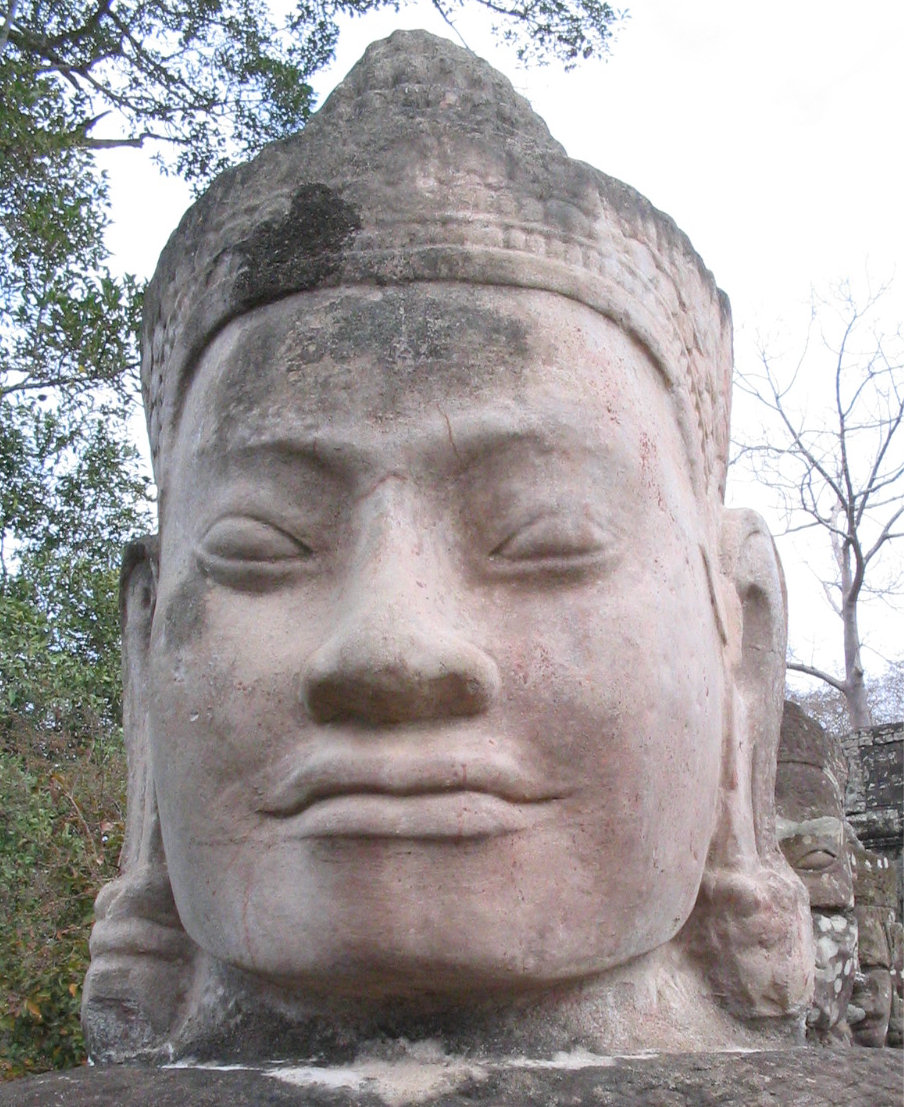
Cap d'un déu en una de les portes d'Angkor Thom.
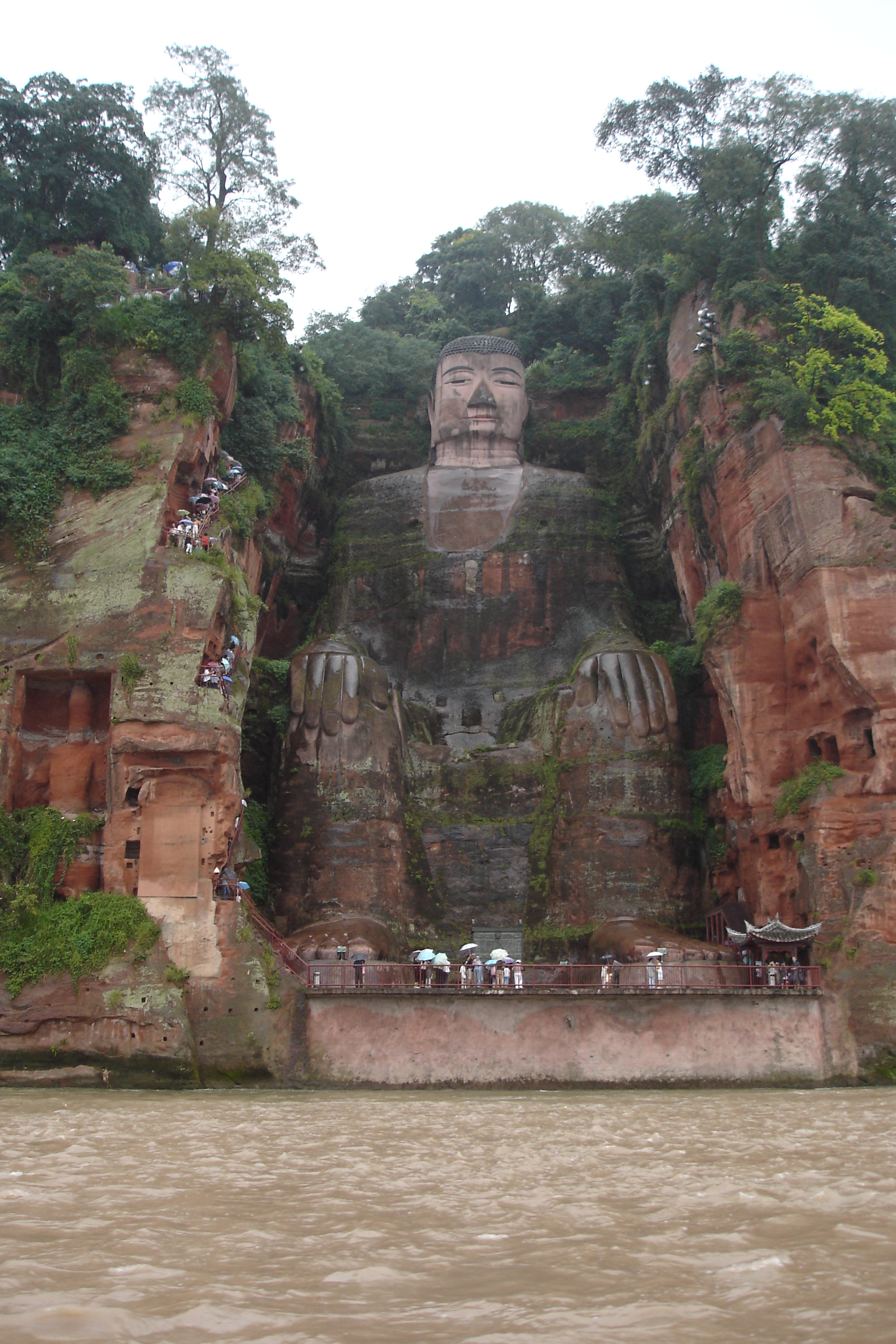
Buda de Leshan.
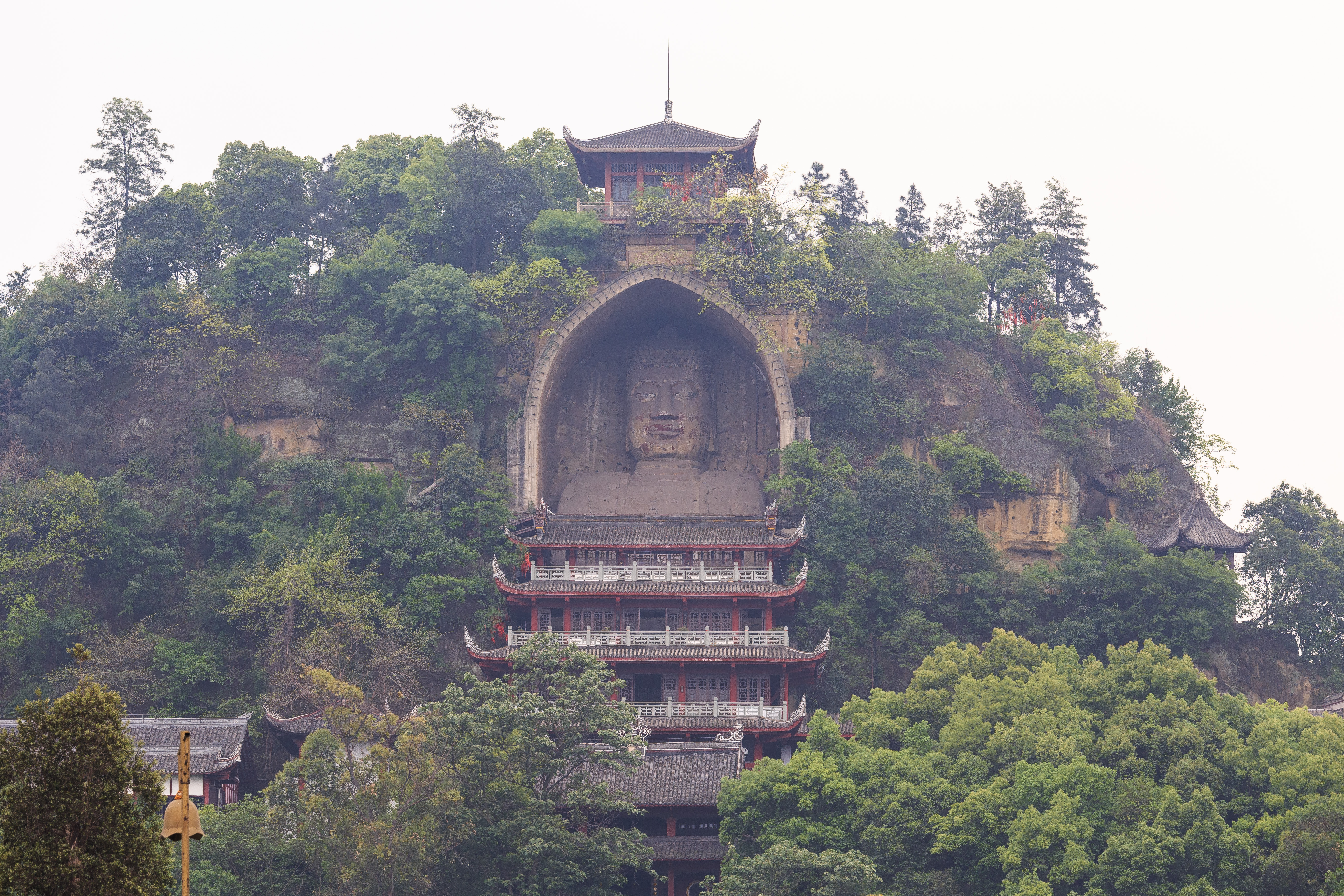
Buda de Rongxian.
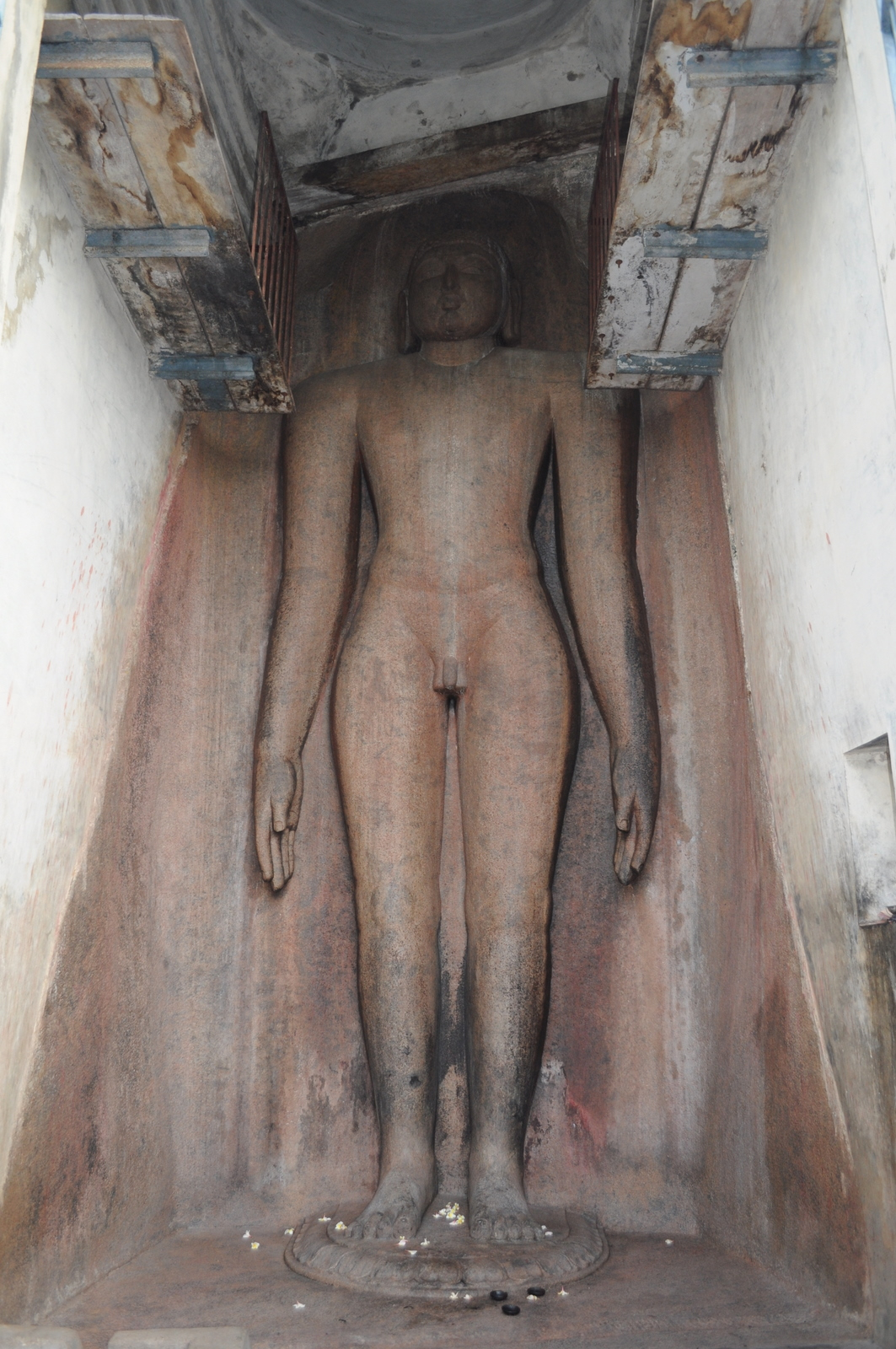
Estàtua de Neminatha (16 m) a Tirumalai, Tamil Nadu.

#### Indonèsia i illes del Pacífic

##### Megàlits de Pasemah
La meseta de Pasemah (dels pasemah, al sud de Sumatra) és la tercera regió megalítica del món en termes quantitatius, amb 26 ubicacions disperses sobre una zona de 80 km². Les datacions per carboni 14 donen una antiguitat de fins 3.600 anys abans del present.

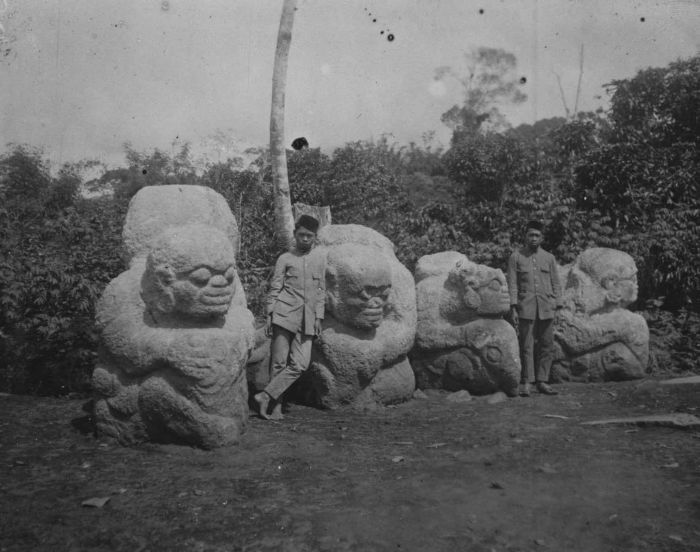

##### Moais de l'Illa de Pasqua
Els moais de l'illa de Pasqua arriben a mesurar més de deu metres; però algun dels que van quedar sense acabar, abandonats al seu planter, en fa més de vint.

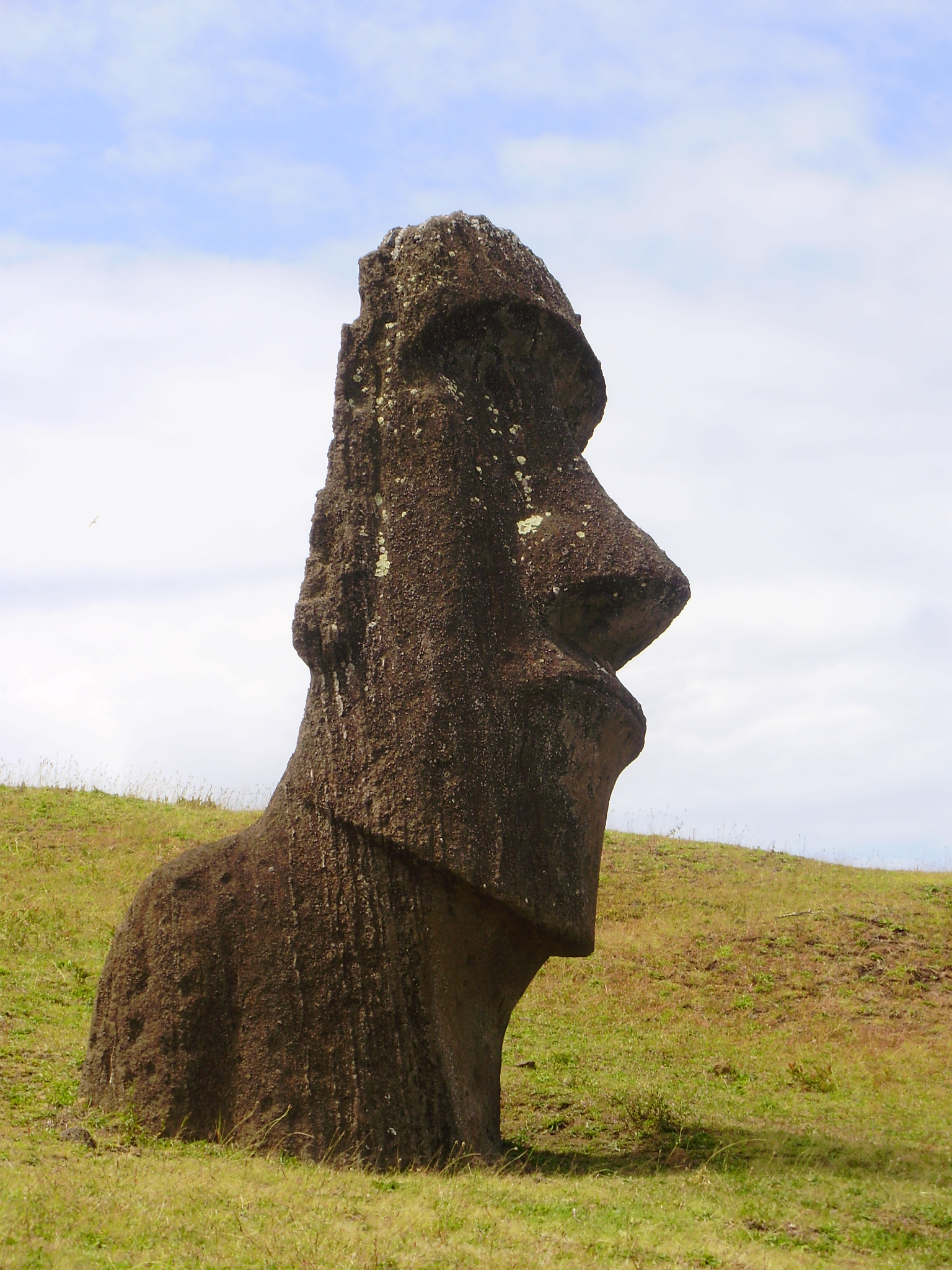

### Escultura de l'Edat Moderna

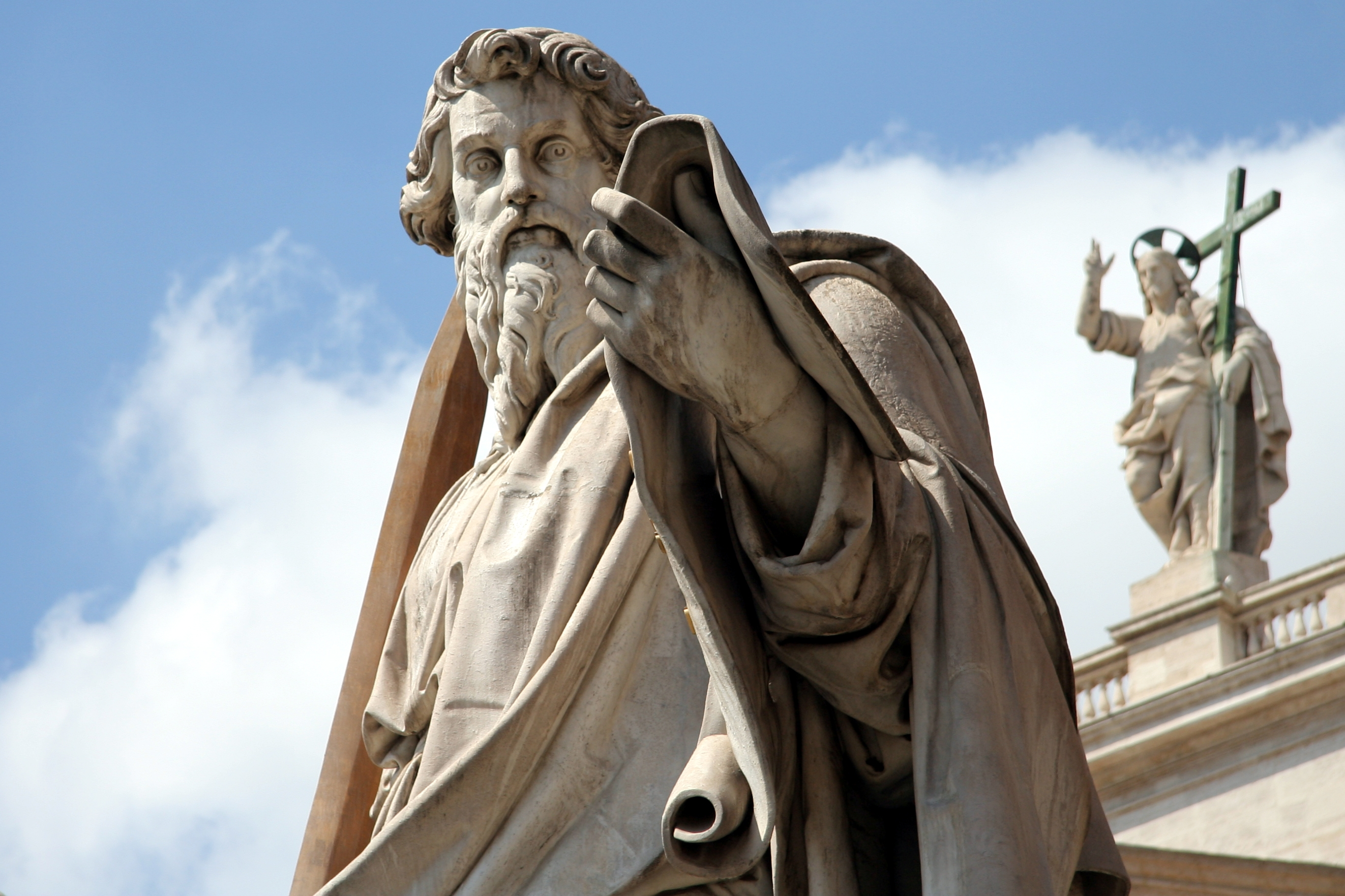
La Plaça de Sant Pere del Vaticà està envoltada de 162 (o 140) escultures de sants, realitzades per col·laboradors de Bernini, presidides per la de Jesucrist, de mà del propi Bernini, i els dotze apòstols, més Sant Pere i Sant Pau en un pla inferior. En el primer pla de la imatge, Sant Pau, d'Adamo Tadolini. Les dimensions de les figures dels sants (uns 310 cm d'alçada) són la meitat de les dels apòstols.

Les dimensions d'alguna de les escultures del Renaixement són colossals. Alguna d'elles no es van arribar a completar, com l'estàtua eqüestre de Milà que preparava Leonardo da Vinci i hauria tingut més de set metres, superant a tots els seus precedents. Entre les més destacables escultures colossals del Cinquecento estan el David (517 cm) i el Moisès (235 cm —assegut —) de Miquel Àngel, el Perseu de Cellini (320 cm) i el Neptú de Giambologna (335 cm).
També passa el mateix amb algunes de les escultures del Barroc (Bernini -San Longino, de 440 cm, Estàtua eqüestre de Lluís XIV, de gairebé quatre metres) i les del Neoclassicisme (Canova —Hèrcules i Licas, 335 cm, Monument fúnebre de Maria Cristina d'Àustria, de gairebé sis metres—).

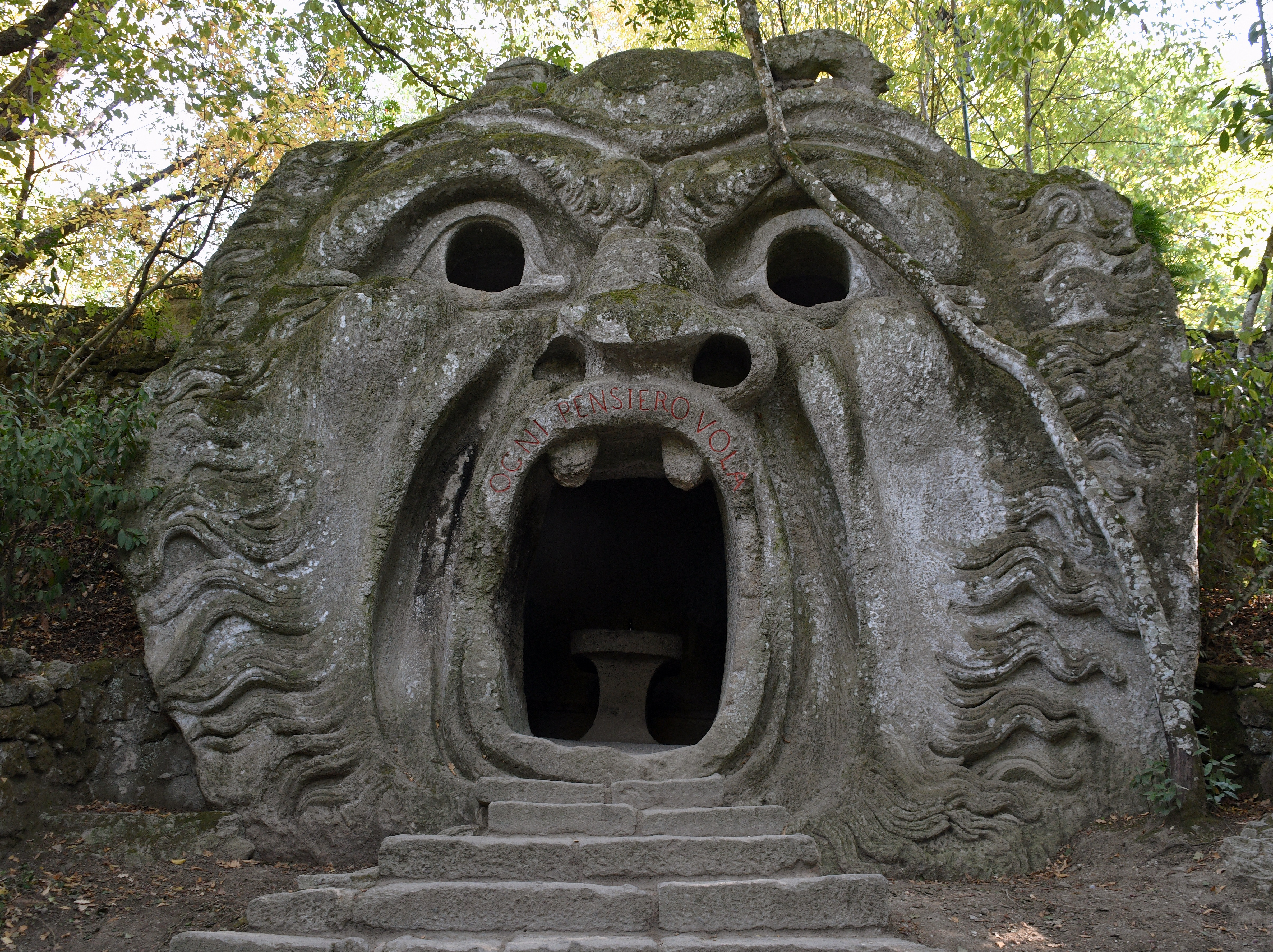
Parc dels monstres de Bomarzo (ca. 1550).
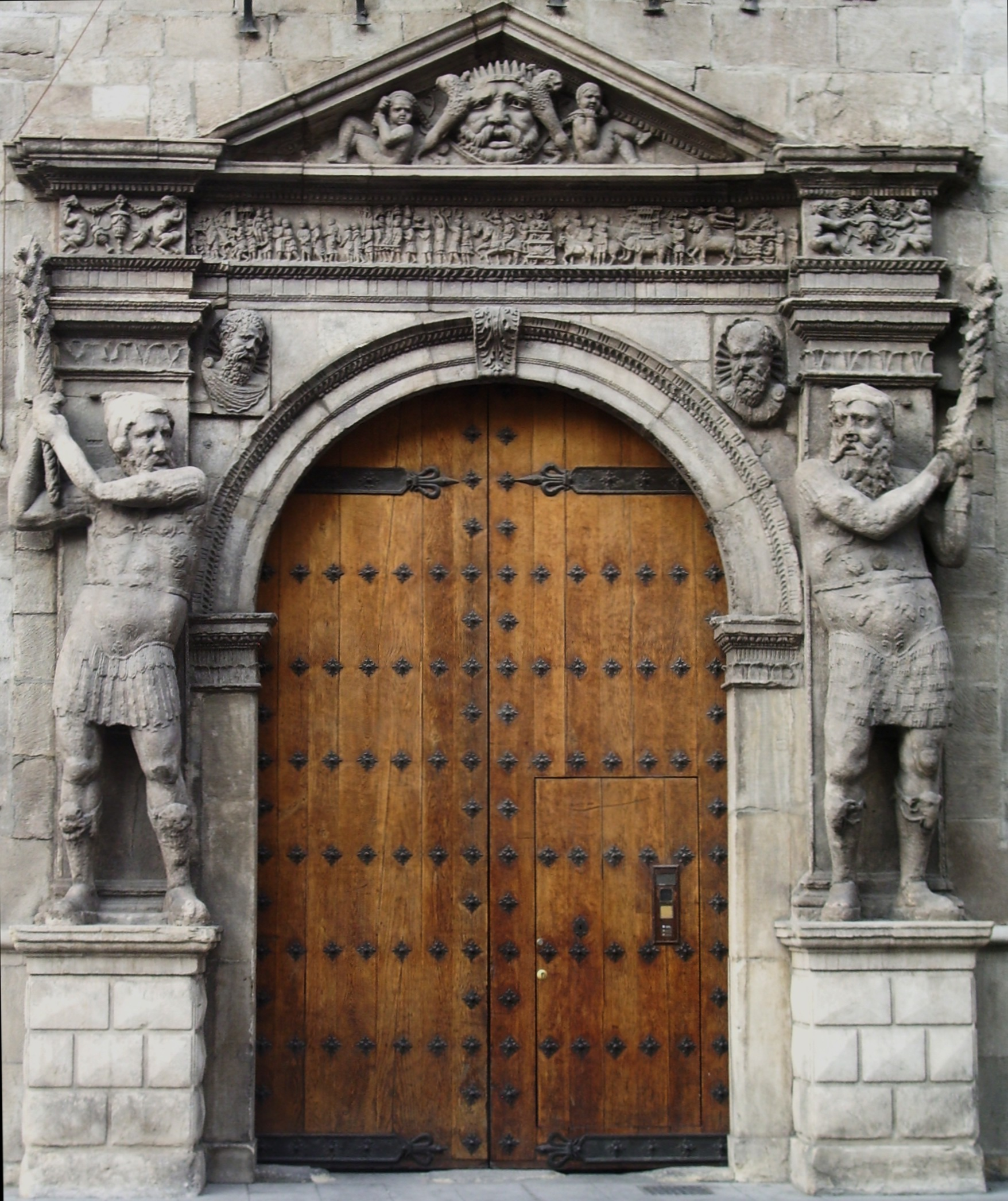
Portada del Palau dels Luna (Saragossa)
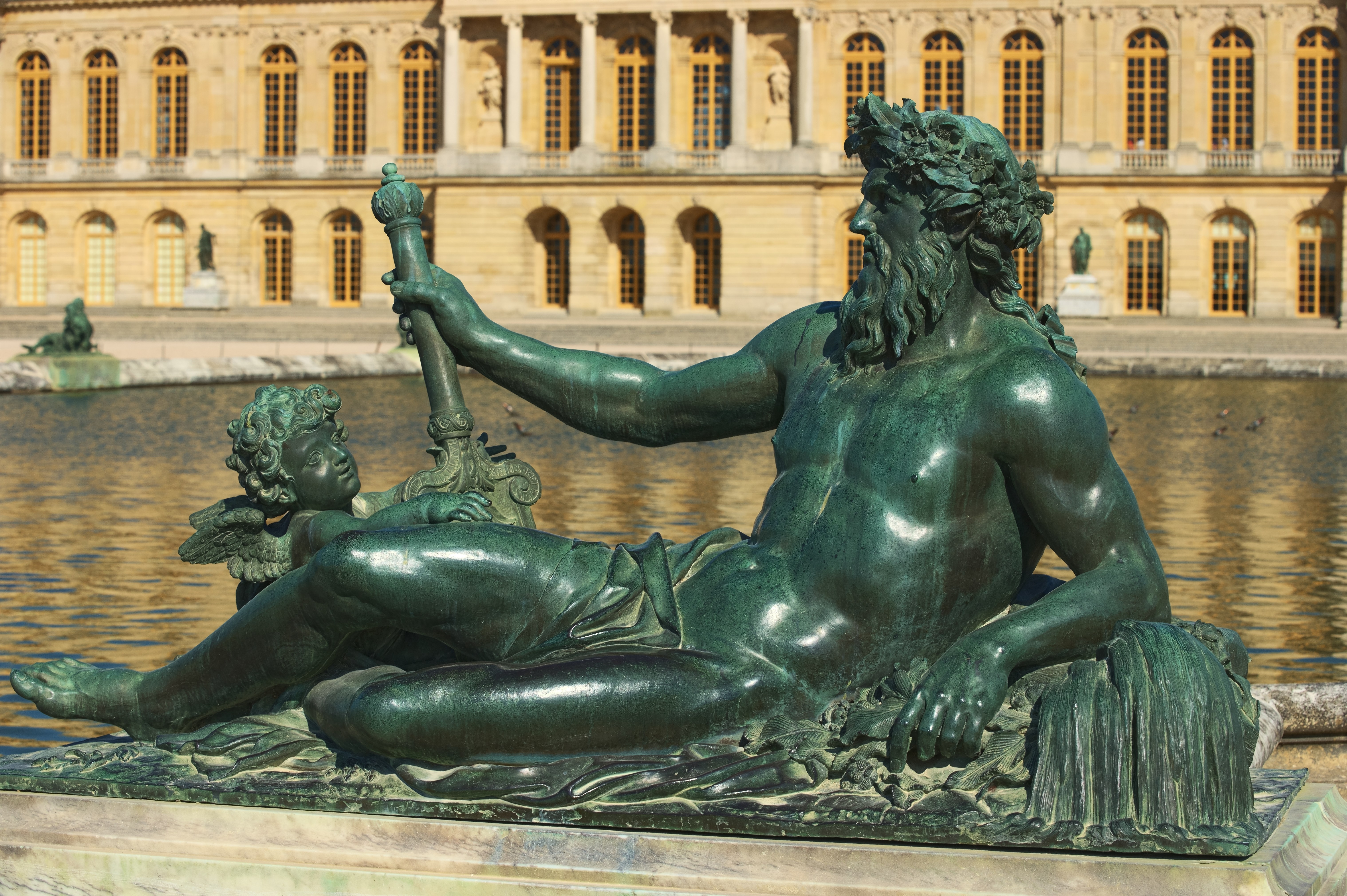
Un dels "rius" dels jardins de Versalles (ca. 1684).
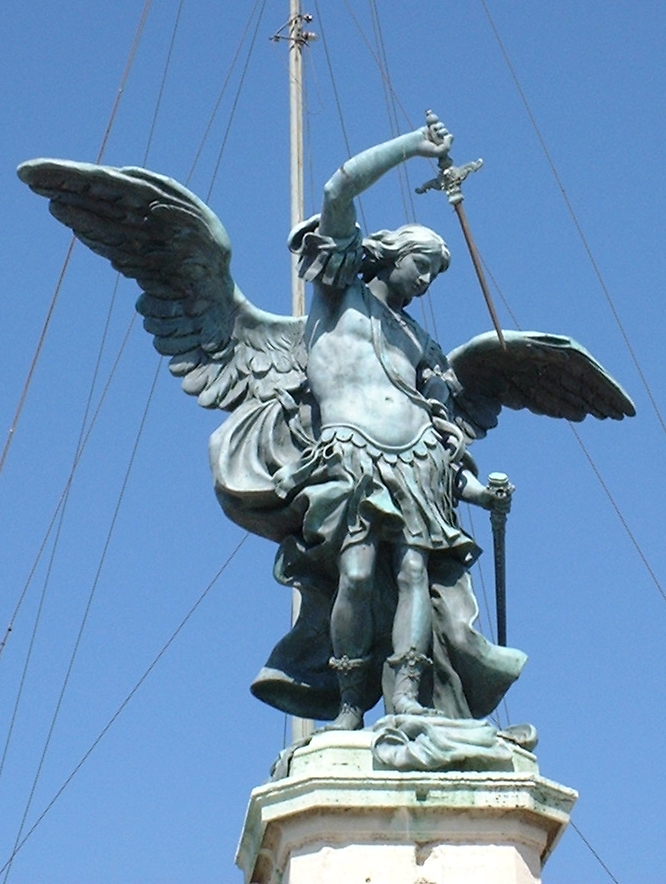
Estàtua de Sant Miquel Arcàngel que remata el Castel Sant'Angelo. L'actual, de Peter Anton von Verschaffelt va substituir el 1753 a l'original, de Raffaello da Montelupo (1536).
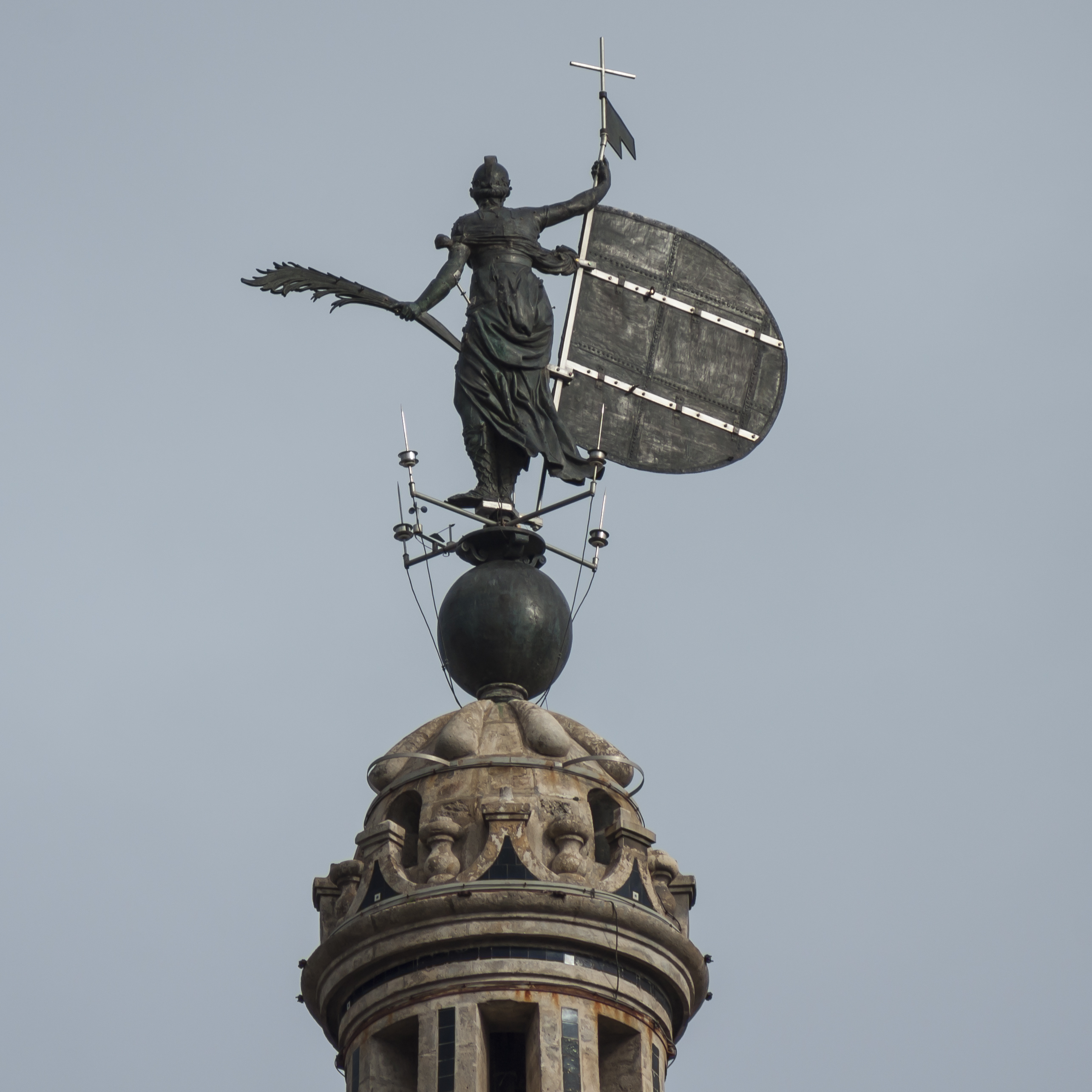
El Giraldillo o Colós de la fe victoriosa, estàtua de bronze de 347 cm que remata la Giralda de Sevilla (Luis de Vargas, Hernán Ruiz el Jove i Bartolomé Morel, 1568).

### Escultura de l'Edat Contemporània

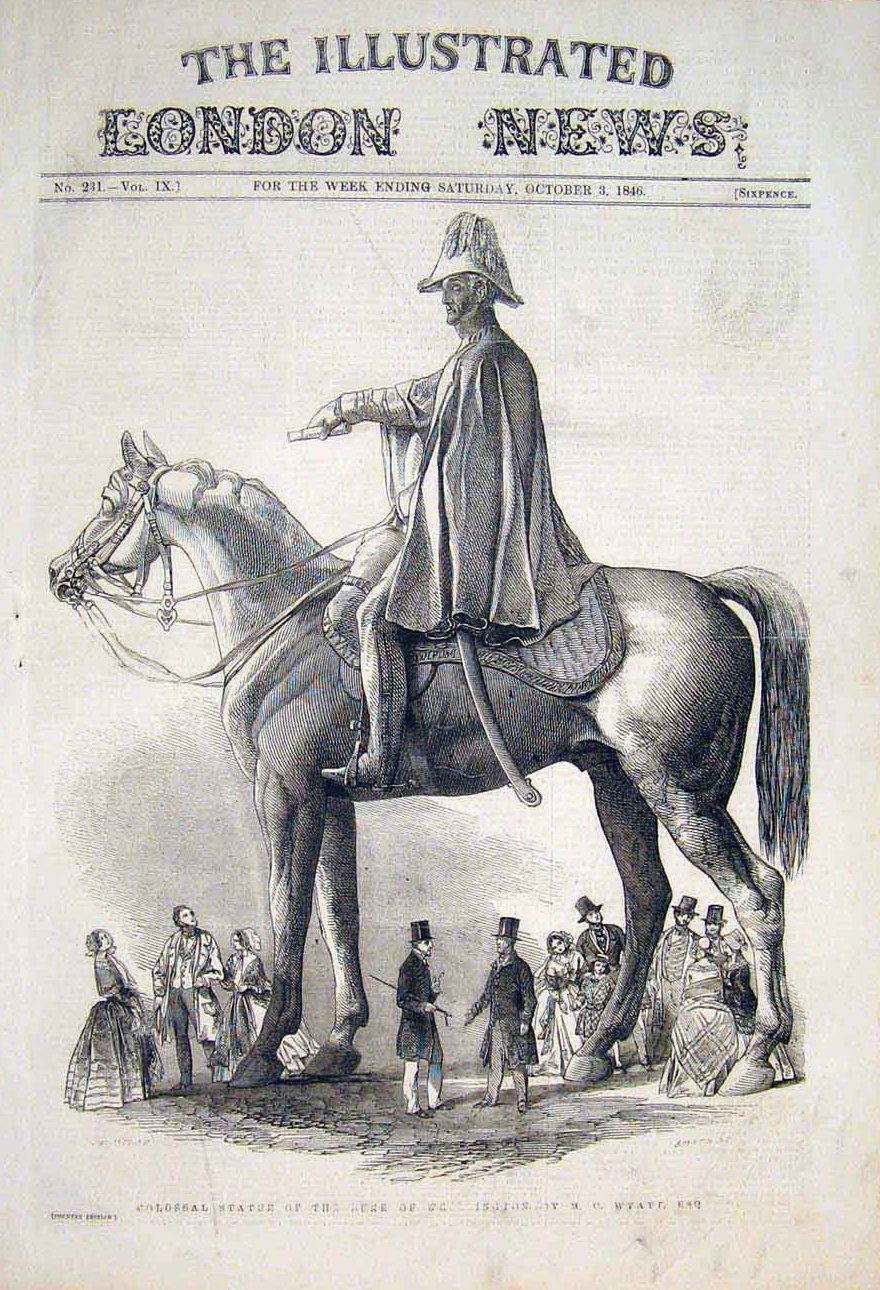
Estàtua eqüestre del duc de Wellington, de 8,5 metres (la major estàtua eqüestre feta fins llavors), de l'escultor Matthew Cotes Wyatt, 1846. Inicialment es va col·locar sobre l'Arc de Wellington a Londres, actualment rematat per una quadriga. Hi ha altres notables exemples de colossalisme a l'escultura urbana a Londres.

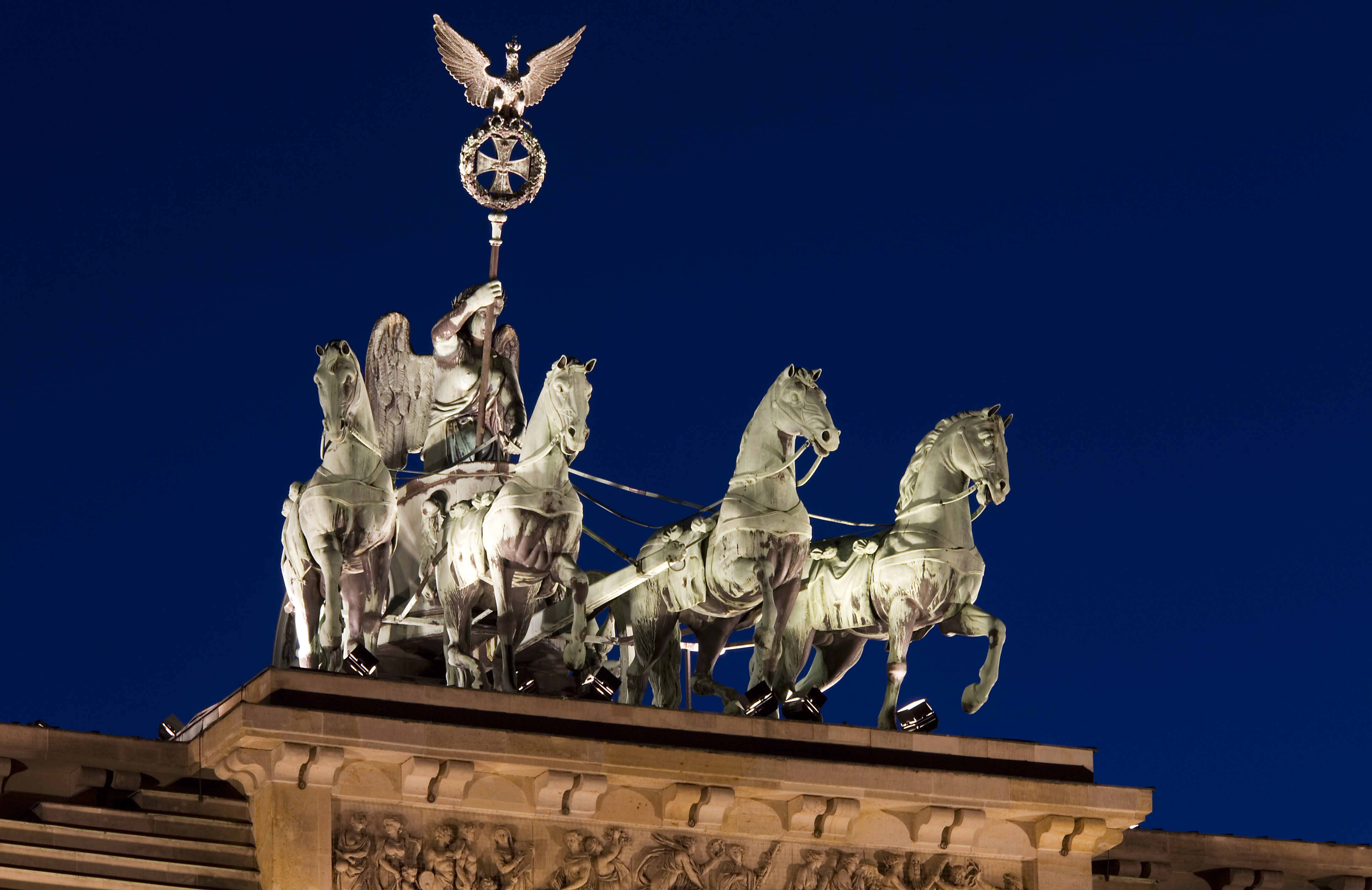
Quadriga (5 metres) sobre la Porta de Brandenburg (Berlín), de Johann Gottfried Schadow, 1791.

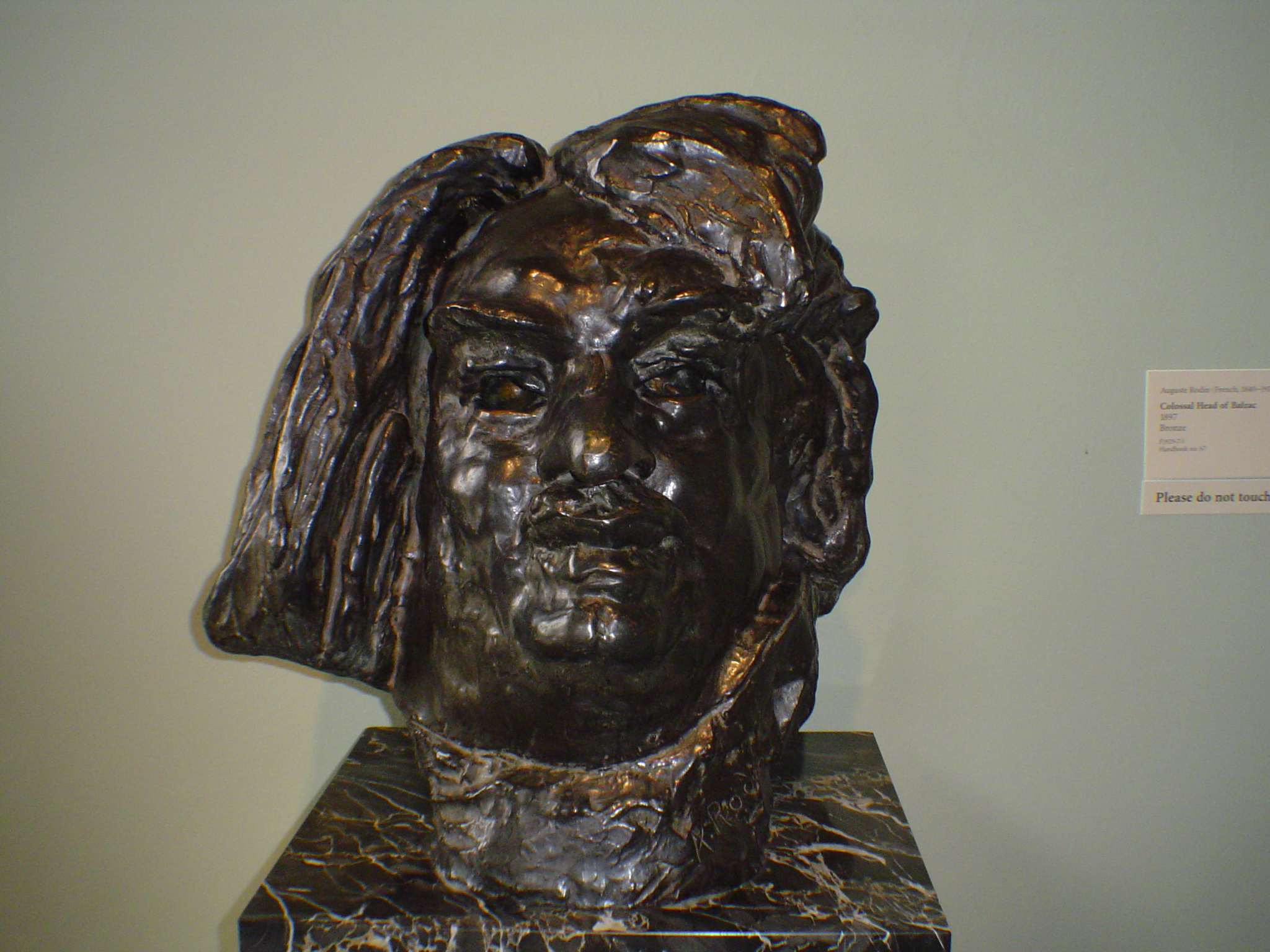
Cap colossal per al Monument de Balzac (270 cm), per Rodin, 1897.

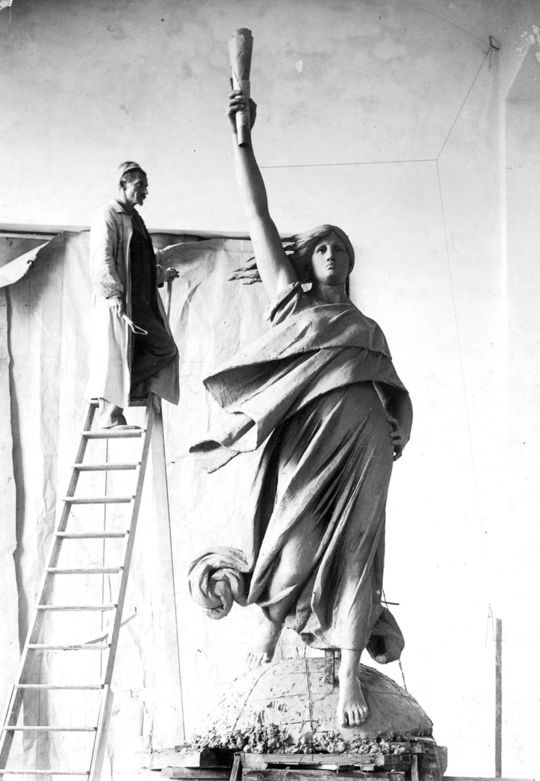
Electra, símbol de la companyia de telègrafs "Gran Nord", a Copenhaguen, de Stephan Sinding, ca. 1893.

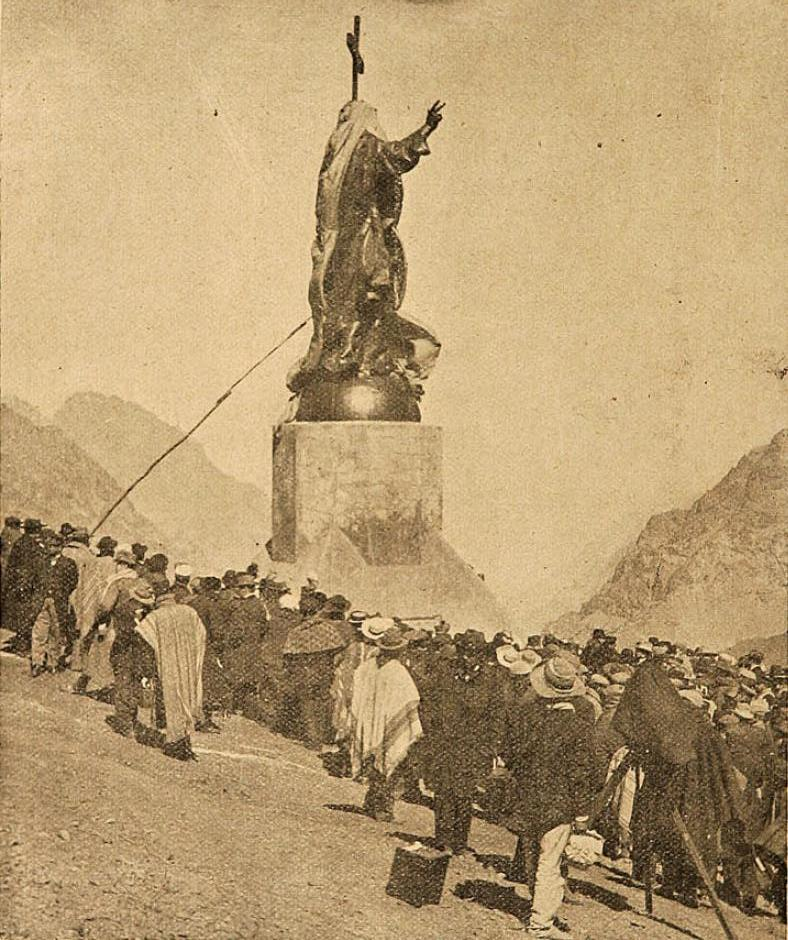
Inauguració del Crist Redemptor dels Andes, 1904.

#### 1789-1918
Des de la Revolució francesa va canviar el sentit polític de l'estatuària monumental, que es va vincular al nacionalisme, però es va seguir utilitzant el recurs a la grandària més gran que el natural; amb criteris estètics neoclàssic o romàntic, seguint les directrius oficials de l'academicisme i l'historicisme.
- Estàtua colossal del general Desaix, de Claude Dejoux,[35] que va presidir la Place des Victoires de París entre 1810 i 1815. Hi ha molts exemples de colossalisme a l'escultura urbana a París.
- Projecte de font conegut com a Elefant de la Bastilla, de Jean-Antonie Alavoine (1812, no es va arribar a finalitzar), que es realitzaria amb els canons presos "als insurgents espanyols" en 1810.[36]
- Estàtues de Napoleó. Algunes són de l'època de Napoleó Bonaparte, i fins i tot de la monarquia de Juliol; però la utilització més gran de la seva imatge va correspondre a l'època de Napoleó III, que buscava amb això la seva pròpia legitimació. Hi va haver una proposta, similar a la que a l'Antiguitat es va fer a Alexandre, de tallar la seva efígie en una muntanya dels Alps, al costat del pas del Simplon.[37]
- Monument al lleó de Lucerna (6 x 10 m), de Bertel Thorvaldsen, 1819-1821.
- Grups escultòrics en baix relleu de l'Arc de Triomf de París, 1836.
- Monument a Beethoven. Hi ha bustos anteriors, però la primera estàtua colossal dedicada a Beethoven (d'Ernst Hähnel i Jacob Daniel Burgschmiet, encara que un dels impulsors, el músic Liszt, havia exigit que l'escultor fos Lorenzo Bartolini es va erigir a Bonn amb motiu del 75è aniversari del seu naixement; es venia patrocinant des de poc després de la seva mort (1827), en un moment en què no hi havia tradició de dedicar monuments a figures de la cultura (un monument a Schiller es va aixecar el 1839 i un a Mozart a Viena a Salzburg el 1842, el Monument a Goethe i Schiller a Weimar -d'Ernst Friedrich August Rietschel, 3,7 m- es va aixecar 1857). A Viena es va aixecar un monument a Beethoven (de Caspar von Zumbusch) en 1880, a la Beethovenplatz.
- Feldherrnhalle (Múnic, 1841-1882).
- Estàtua de Bavaria, de Leo von Klenze (1843–1850; 18,52 m d'altura, sobre un pedestal de 8,92 metres).
- Estàtua colossal de Llucifer, de Constantino Corti, per a l'Exposició Universal de París (1867). Amb posterioritat es va realitzar la Font de l'Àngel Caigut (265 cm més el pedestal), de Ricardo Bellver, 1885 (Parc del Retiro, Madrid). També ha estat interpretat com un monument al diable el Trafor del Frejus (Torí), 1879. Amb anterioritat s'havia realitzat El Geni del Mal, de Guillaume Geefs, 1848, que va substituir a la catedral de Lieja a L'Àngel del Mal, del seu germà Joseph Geefs, retirada per distreure als fidels amb la seva "insana bellesa".
- Hermannsdenkmal (Bosc de Teutoburg, 1875 26 m -53 amb el pedestal-), d'Ernst von Bandel.
- Estàtua de la Llibertat (Nova York, 1886, 46 m -93 amb el pedestal-), de Frédéric Auguste Bartholdi i Gustave Eiffel.
- Estàtua colossal de Camille Desmoulins, d'Amédée Doublemard (Guise, 1882 —reconstruïda el 1923 i 1949, després de la I i la II Guerra Mundial—, 250 cm)[38]
- Quadrigues del Grand Palais (Exposició Universal de 1900)
- Estàtua eqüestre de Joana d'Arc, Emmanuel Fremiet, 1899; l'única d'iniciativa pública entre les 150 estàtues erigides a París en el període 1870-1914, anomenat "l'edat d'or de l'estatuumania" (totes les altres van ser fruit d'iniciatives privades).
- Estàtua eqüestre de Víctor Manuel II (Roma, 1910, 12 × 10 m, 50 tones de bronze, d'Enrico Chiaradia), presideix el Vittoriano, que inclou moltes altres escultures colossals.

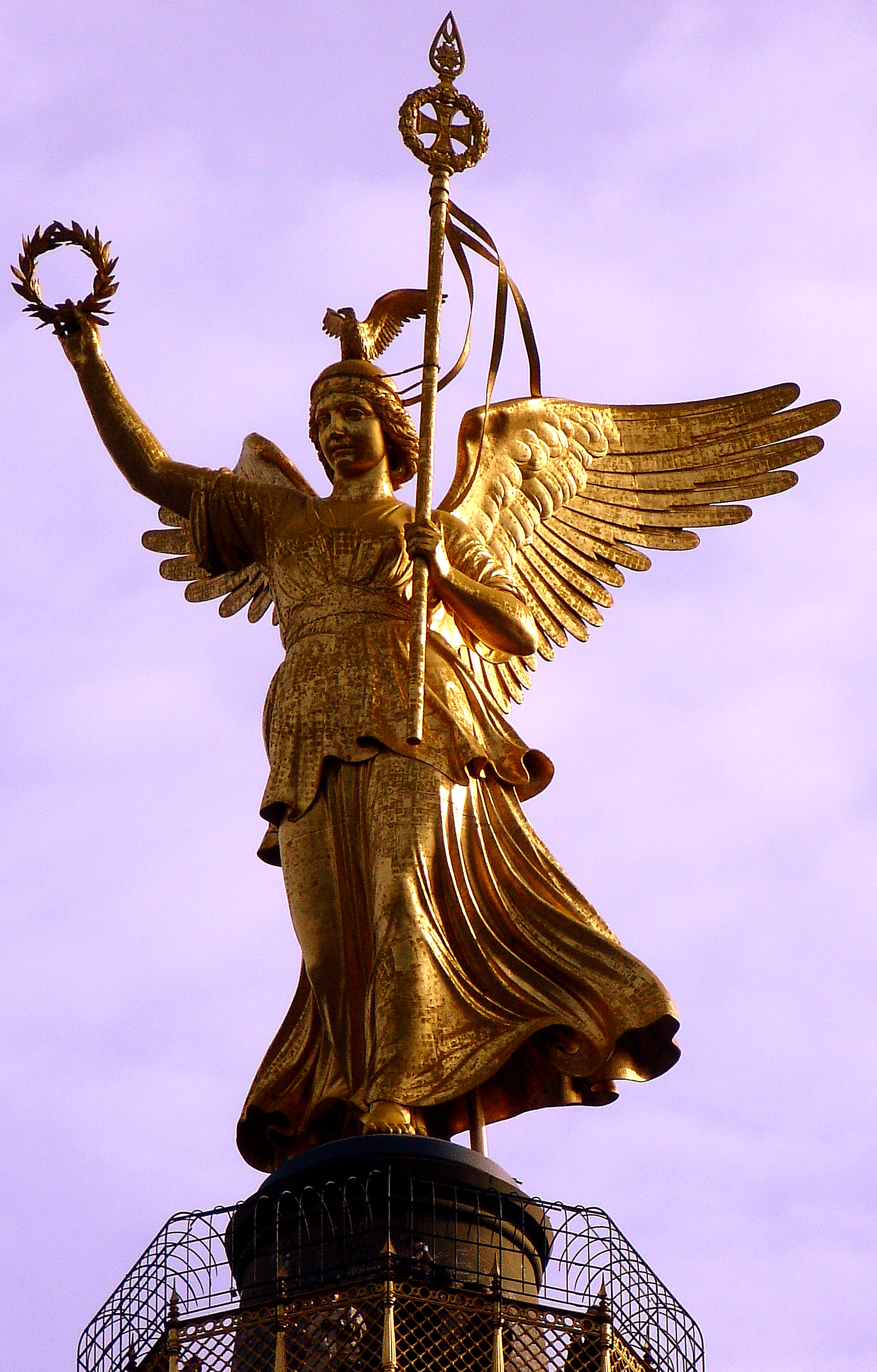
Victòria de la Columna de la Victòria a Berlín, de Friedrich Drake, 1873.
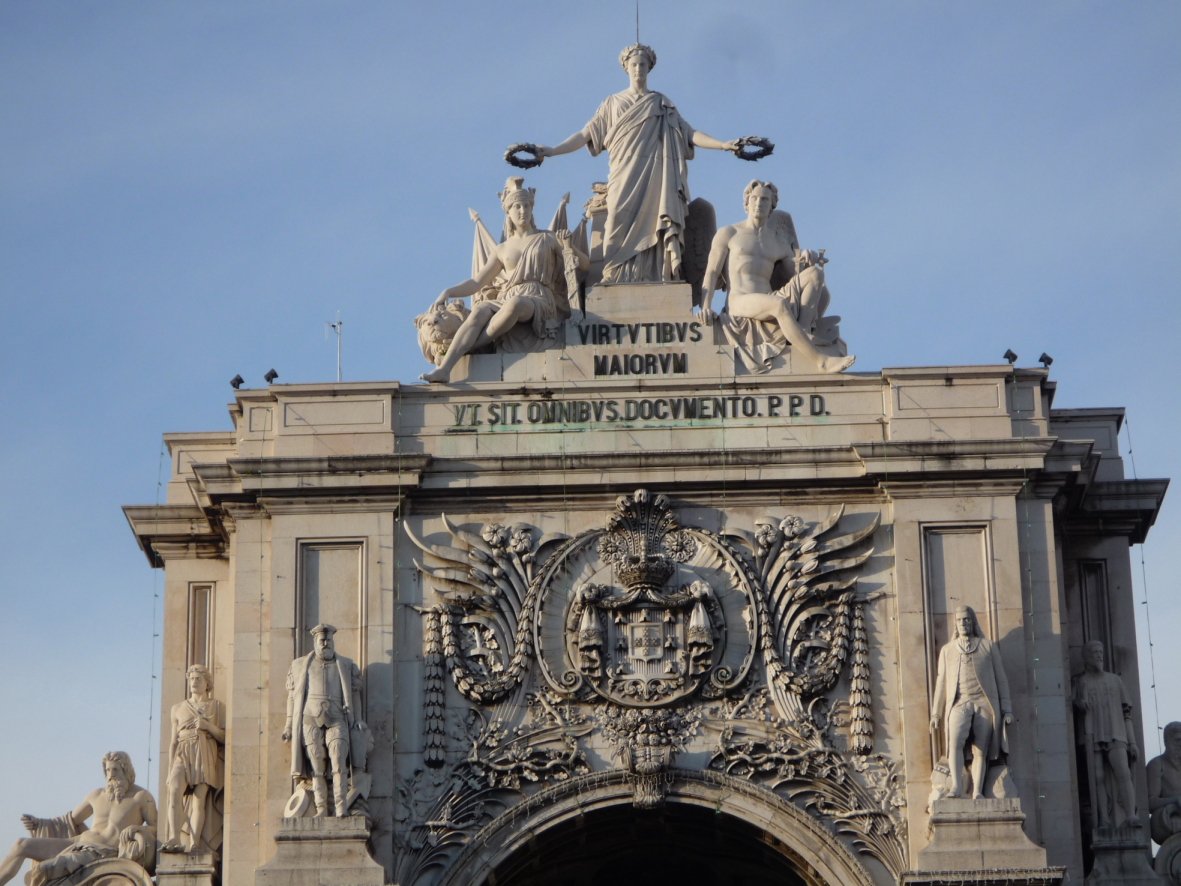
La Glòria recompensa al Valor i al Geni, grup escultòric que remata l'Arc de la Rua Augusta de Lisboa, Celestin Anatole Calmels. Les escultures del pla inferior (riu Tajo i Duero, i personatges portuguesos) són de Vítor Bastos. 1875.
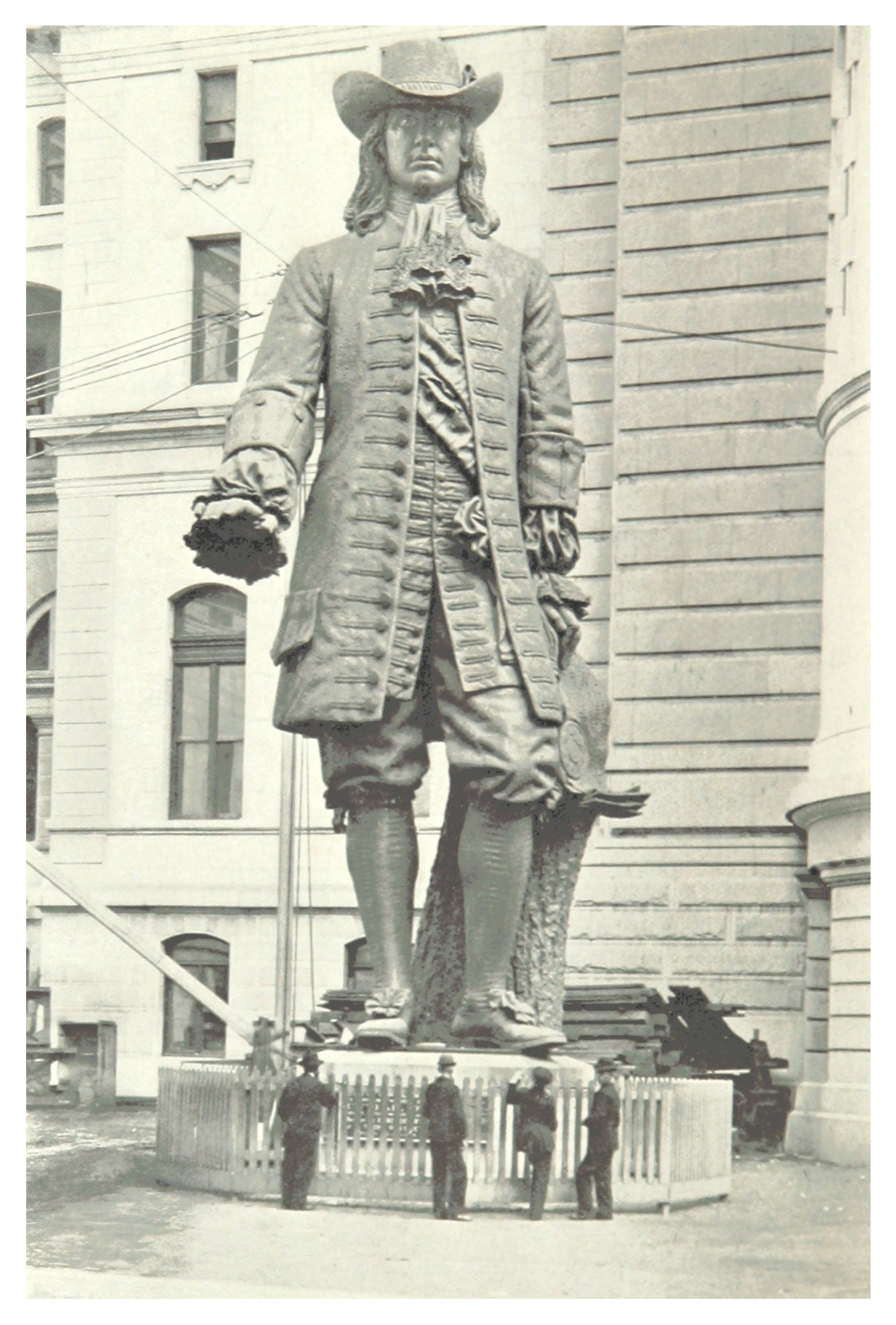
Estàtua de William Penn, per Alexander Milne Calder, situada sobre l'Ajuntament de Filadèlfia, 1894.
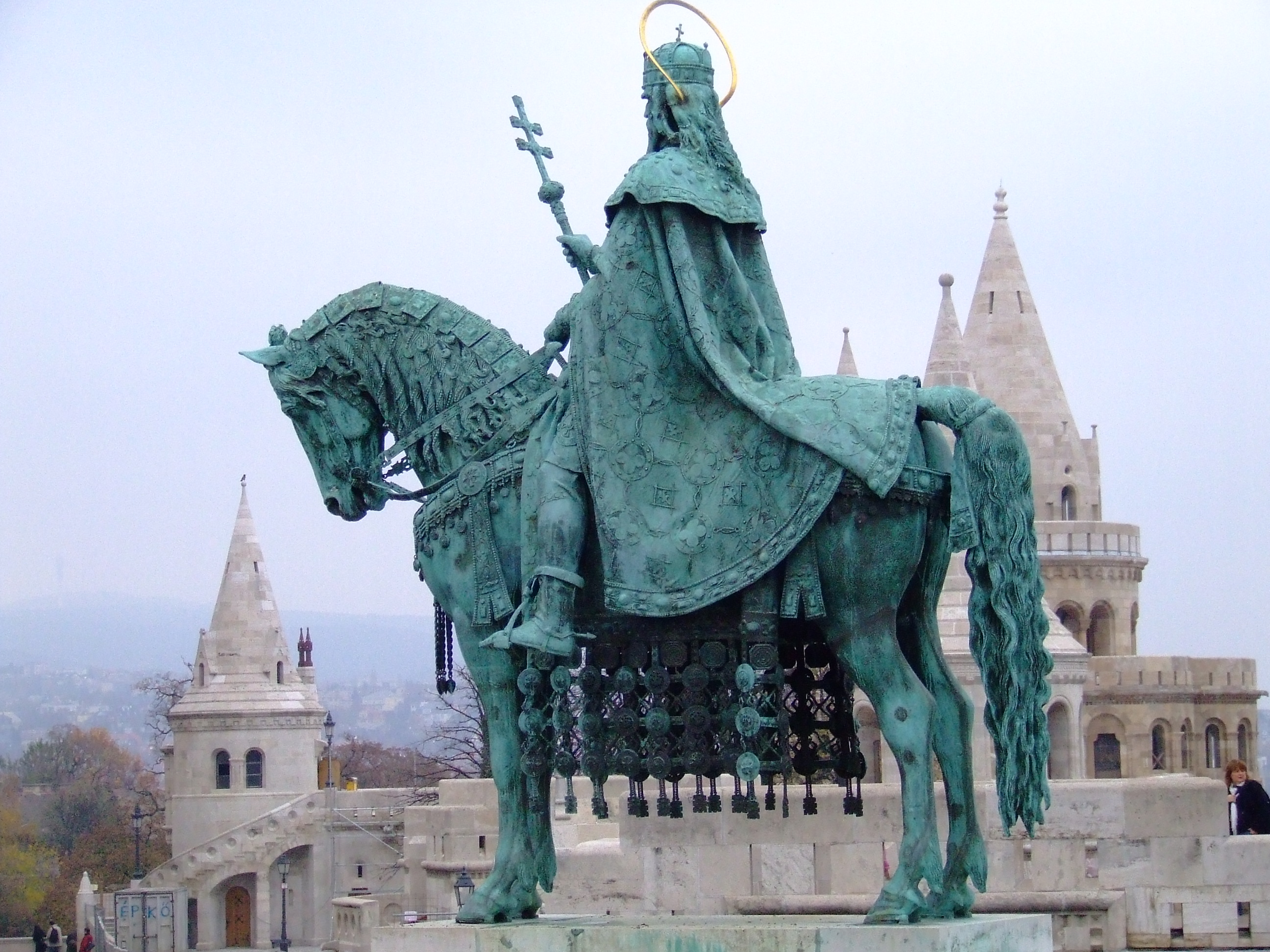
Estàtua del rei Sant Esteve d'Hongria en el Castell de Buda, de Alajos Stróbl (1906).

Des de començaments del segle xx es van aixecar en diferents parts del món, disposades en eminències orogràfiques, imatges colossals de Jesucrist: Crist Redemptor dels Andes (frontera xilè-argentina, 1904, Mateo Rufino Alonso, 6 m -7 amb la creu-), Monument al Sagrat Cor de Jesús del Turó dels Àngels (1919, Madrid, Aniceto Marines 28 m, als quals corresponen 9 de l'escultura pròpiament dita), Crist del Corcovado (Rio de Janeiro, 1931, Paul Landowski i Gheorghe Leonida, 38 m); Crist de l'Otero (Palència, 1931, Victorio Macho, 21 m) o de la Verge: Monument a la Verge de la Pau (Trujillo, 1983, Manuel de la Fuente, 46,72 m), Inmaculada Concepció de Chignahuapan (interior de la basílica del mateix nom), José Luis Silva, 1972, 14 m), monument a la Mare de Déu (Oruro, 2013, Jorge Azeñas, 45 m), monument a la Verge de Guadalupe (Cerro del Tabacal, Xicotepec de Juárez, 20 m -n'hi ha un altre a Ecatepec, 16 m-), projecte de monument a la Verge de l'Antiga (Panamà, ajornat des de la commemoració del cinquè centenari el 2013).

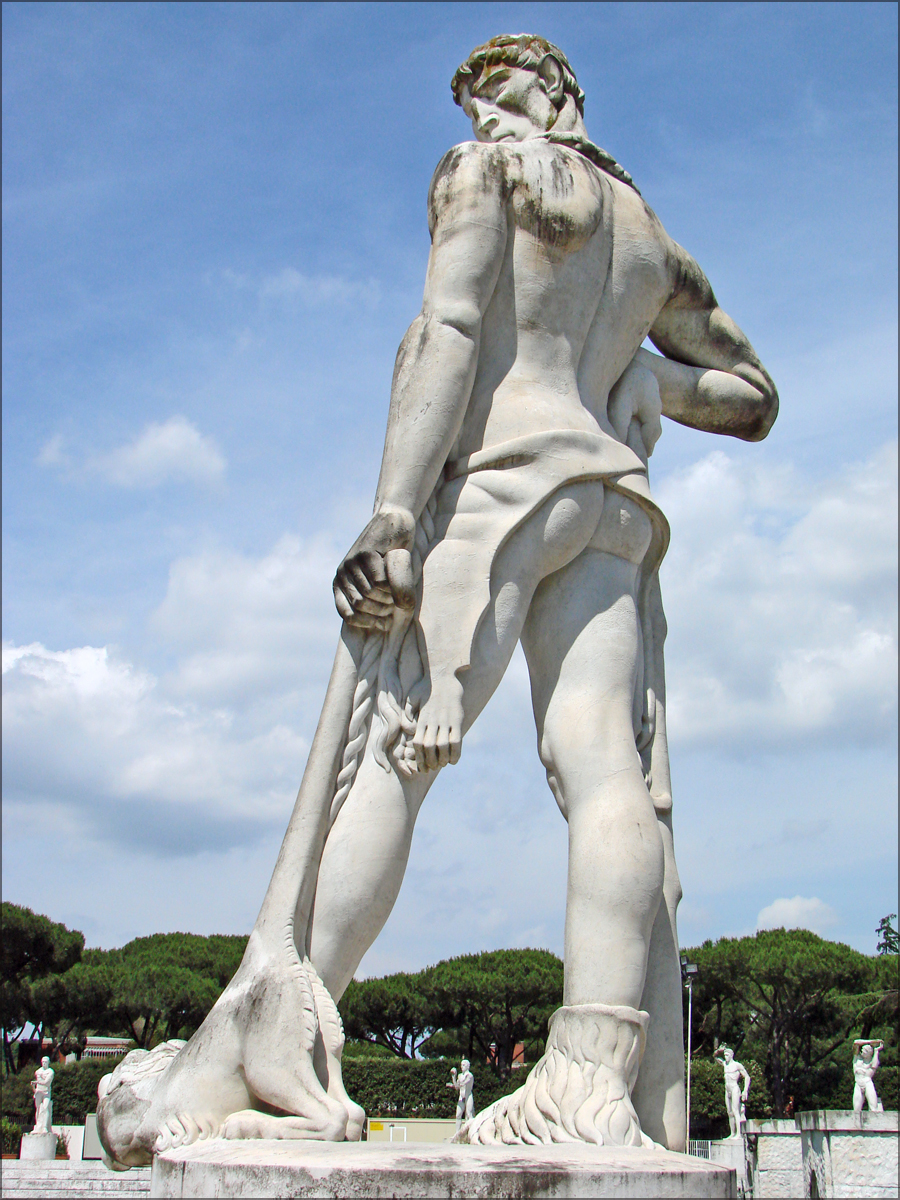
Estàtues colossals del Stadio dei Marmi ("estadi dels marbres") de l′Accademia fascista maschile di educazione fisica ("Acadèmia feixista masculina d'educació física") al Foro Italico o Foro Mussolinni, 1928-1932, projectat per Enrico Del Debbio.

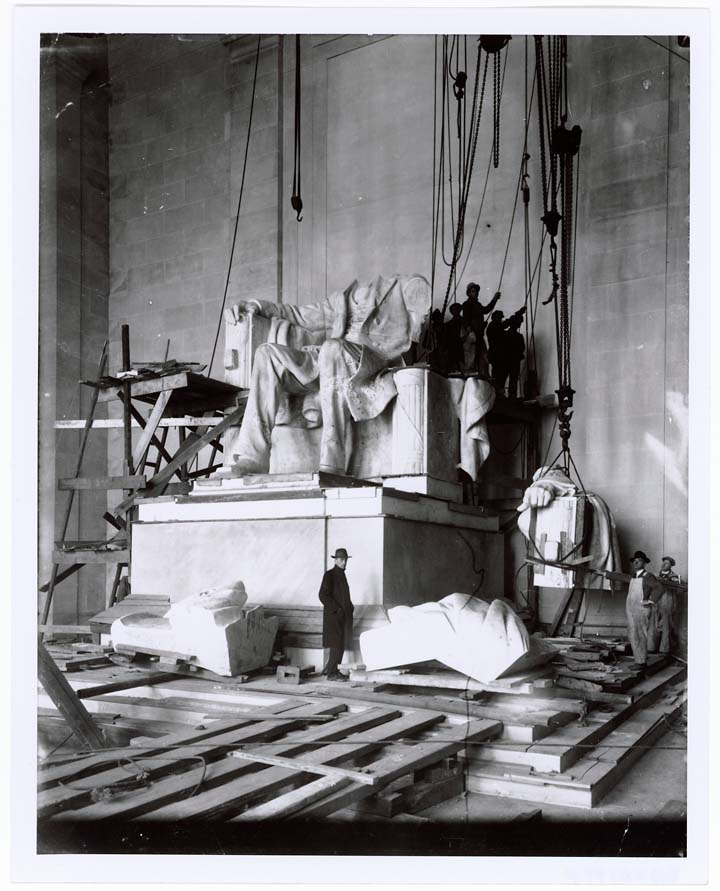
Erecció de l'estàtua de Lincoln de Daniel Chester French a l'interior del Lincoln Memorial, 1920. La seva altura és de 30 peus (9,1 m) dels quals 19 peus (5,8 m) corresponen a la figura asseguda. És freqüent el recurs a l'escultura colossal als nombrosos memorials i altres exemples d'escultura urbana a la ciutat de Washington, especialment al National Mall (Monument a Jefferson, un tholos que acull una estàtua de 6 m (Rudolph Evans, 1947) També és notable l'escultura urbana a la ciutat de Nova York.

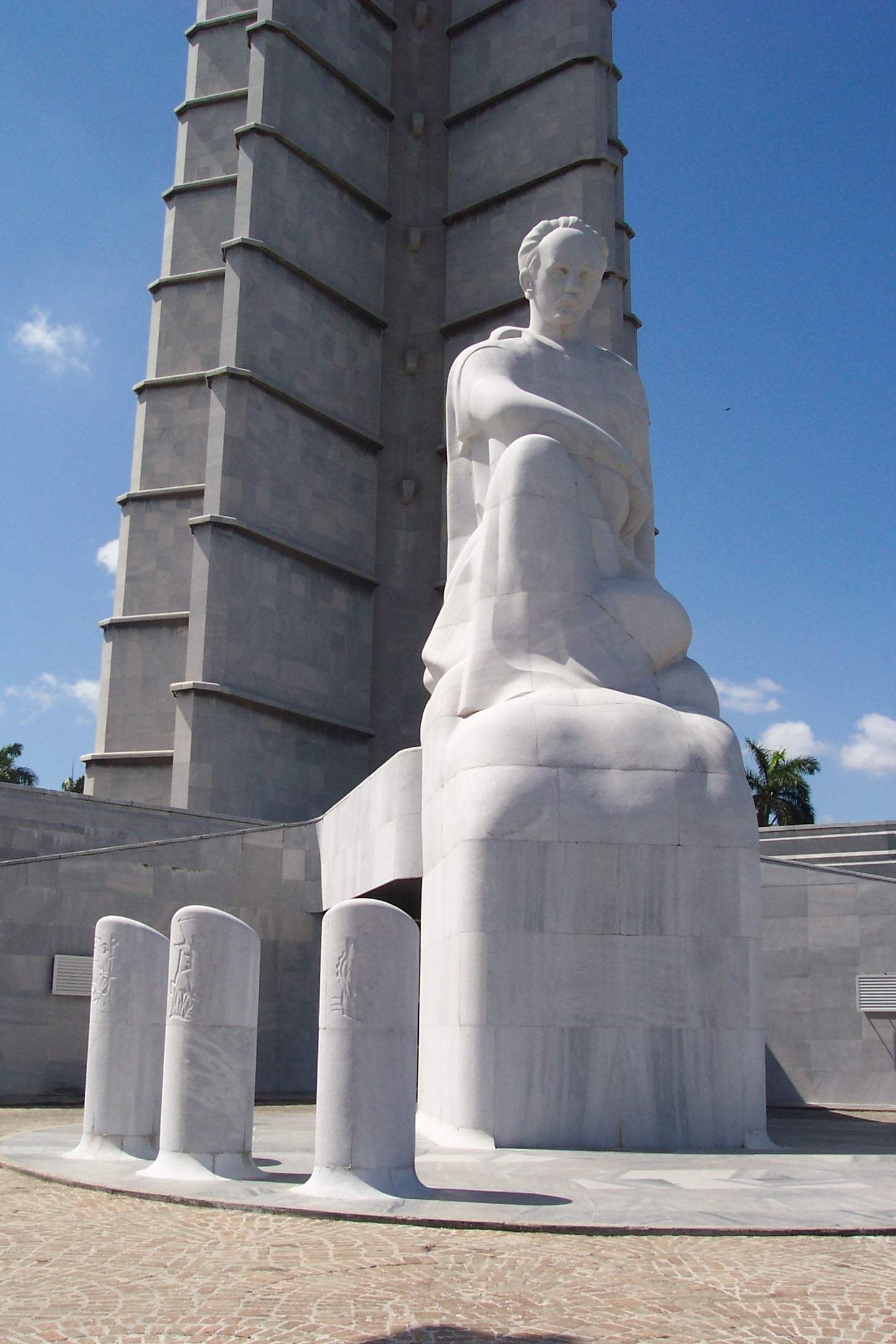
Estàtua colossal del monument a José Martí a l'Havana, 1943-1959, Juan José Sicre (18 m).

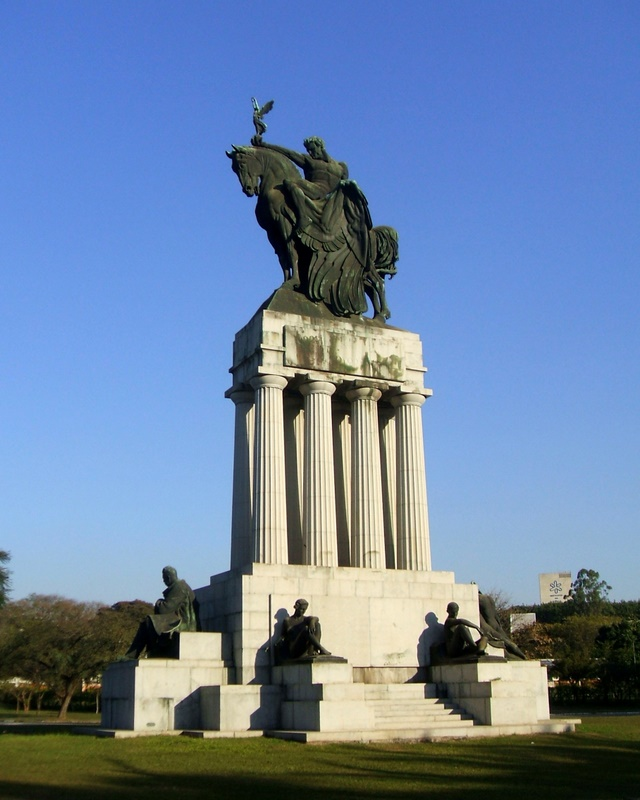
Monument a Ramos de Azevedo, Galileo Emendabili (1934), São Paulo. Altura total, 23,7 m.

#### 1918-1989
En el període que va de la postguerra de la I Guerra Mundial a la caiguda del mur de Berlín; des del període d'entreguerres, l'estatuària colossal va ser un dels instruments expressius més utilitzats per a l'anomenat "Realisme heroic", art oficial dels règims nazi, feixista i soviètic, paradoxalment convergents en la seva estètica. En les democràcies populars es va desenvolupar un veritable "culte a la personalitat": estàtues de Lenin, (la major de les estàtues de Lenin és la del canal del Volga en Volgograd, 1952-1969, que inicialment representaria a Stalin i va canviar de titular com a conseqüència de la desestalinització -la ciutat es denominava fins llavors Stalingrad- ), estàtues de Mao (Mao Zedong). No obstant això, el colossalisme escultòric no va estar absent dels programes iconogràfics de països amb sistemes polítics oposats, com és el cas dels Estats Units, on es va realitzar el projecte de tallar les cares de quatre presidents al Mont Rushmore (1927 -1941).
- Estàtues colossals del Stadio dei Marmi ("estat dels marbres") de la Accademia fascista maschile di educazione fisica) en el Foro Italico o Foro Mussolinni, 1928-1932, projectat per Enrico Del Debbio.
- Era feixista, popularment conegut com Bigio[46] (Brescia, 1932, 7,5 m), d'Arturo Dazzi.
- Oregon Pioneer (Capitoli d'Oregon, Salem, 1938, gairebé 7 m).
- Valle de Cuelgamuros (Serra de Guadarrama, Madrid, 1940-1959), sota una creu de 150 m, un grup d'escultures colossals dels evangelistes i l'escena de la Pietat, de Juan de Ávalos. És la més destacada simbologia del franquisme.
- Monument als Soldats Soviètics (Parc Treptower, Berlín, 1949).
- Monument al Soldat Soviètic (Ploddiv, 1954-1957), anomenat popularment Alyosha.
- Monument a Calvo Sotelo (Madrid, 1960, 420 cm —l'estàtua—), de Carlos Ferreira i Manuel Manzano Monís, utilitzat com a simbologia del franquisme.
- Kartlis Deda (1958, Tbilissi, 20 m), d'Elguja Amashukeli; el mateix autor va realitzar l'estàtua eqüestre de Vakhtang (1967 —a la propera localitat de Metekhi).
- Monumento aos Descobrimentos (1960, Lisboa), de José Ângelo Cottinelli i Leopoldo de Almeida, utilitzat com a simbologia del salazarisme.
- Mare Armènia (1962, Erevan, 22 m), va substituir una estàtua de Stalin en el context de la "desestalinització".
- Estàtua de la Mare Pàtria (1967, 85 m), que commemora la batalla de Stalingrad.
- Monument commemoratiu de la Batalla de l'Ebre (Tortosa, 1963-1964, de 26 m, inclou les figures colossals d'un soldat i una àguila), utilitzat com a simbologia del franquisme.
- Mare Albània (1971, Tirana, 12 m), de Kristaq Branca, Muntaz Dhrami i Shaban Hadëri.
- Monument als defensors de l'Àrtida soviètica, anomenat popularment Alyosha (Múrmansk, 1974, 35,5 m).
- Monument al general Suvorov (1979, Tiraspol, 9 m).

Mestres de l'escultura contemporània, com Henry Moore (part de la producció de la qual consisteix en obres que, en el seu aspecte figuratiu, s'han de considerar escultures colossals), reflexionen explícitament sobre el concepte de l'escala i la mida. Reflexions semblants, des de plantejaments artístics molt diferents, va fer en els seus últims anys el pintor Salvador Dalí (Dolmen de Dalí, Madrid, 1986, concebut com un monument a la ciència i la tècnica i inclou una gran figura masculina que representa Newton davant d'un dolmen de 13,3 m).
Entre les nombroses escultures colossals de Madrid destaquen dos retrats eqüestres del segle xvii (Felip III i Felip IV) i dues fonts monumentals del segle xviii (Cibeles i Neptú), ja en Edat Contemporània, les del Parc del Retiro, l'eix Prado-Castellana i les que coronen edificis del carrer d'Alcalá i la Gran Via; algunes icones publicitàries, com el Fènix de l'Edifici La Unió i el Fènix Espanyol (que només és una de les moltes escultures colossals amb què es promocionaven els edificis d'aquesta empresa). Un impacte molt més gran va aconseguir una icona bidimensional de la publicitat espanyola: el toro d'Osborne (14 m).

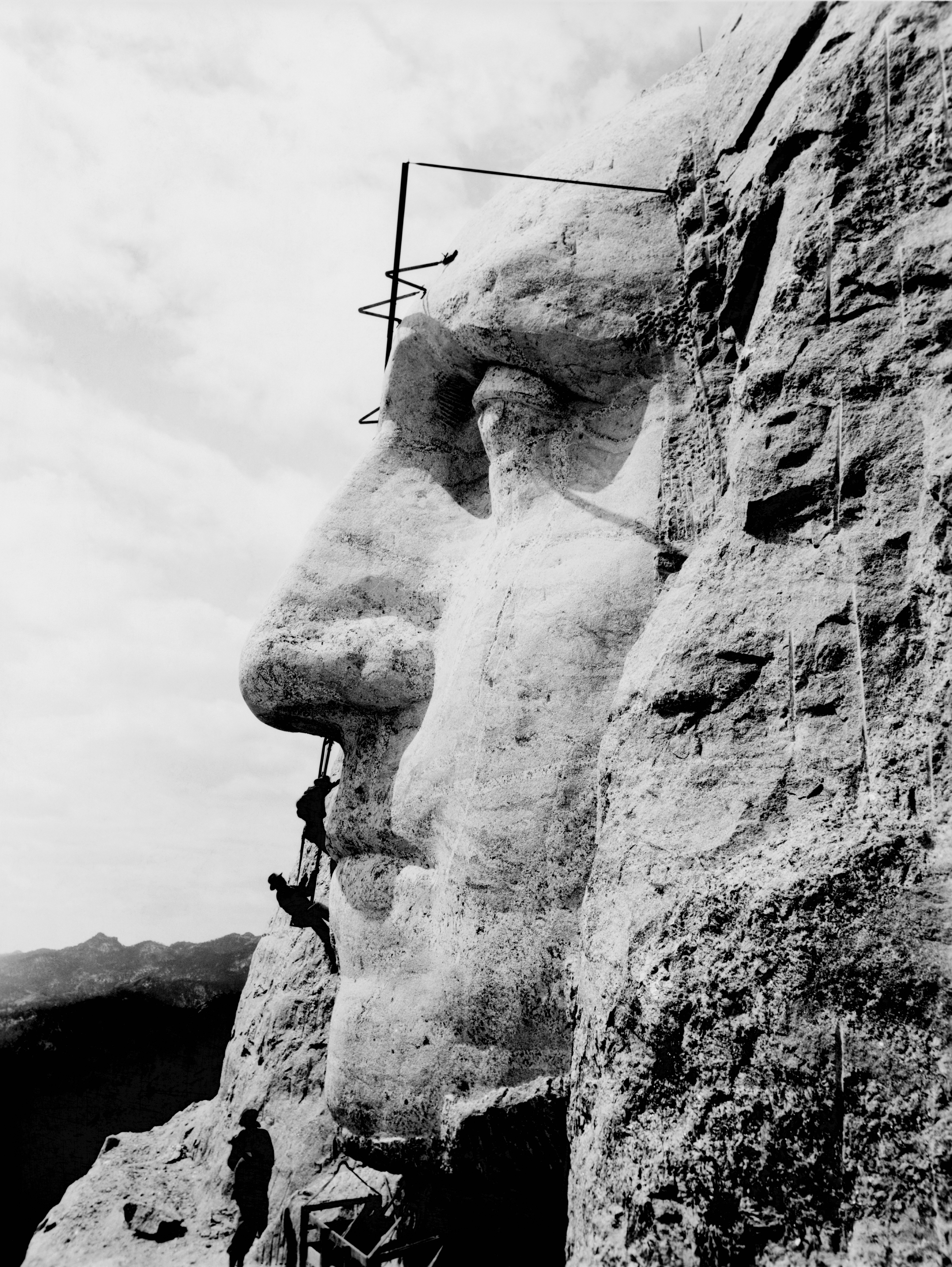
Tallat d'una de les imatges del Mont Rushmore, 1927-1941.
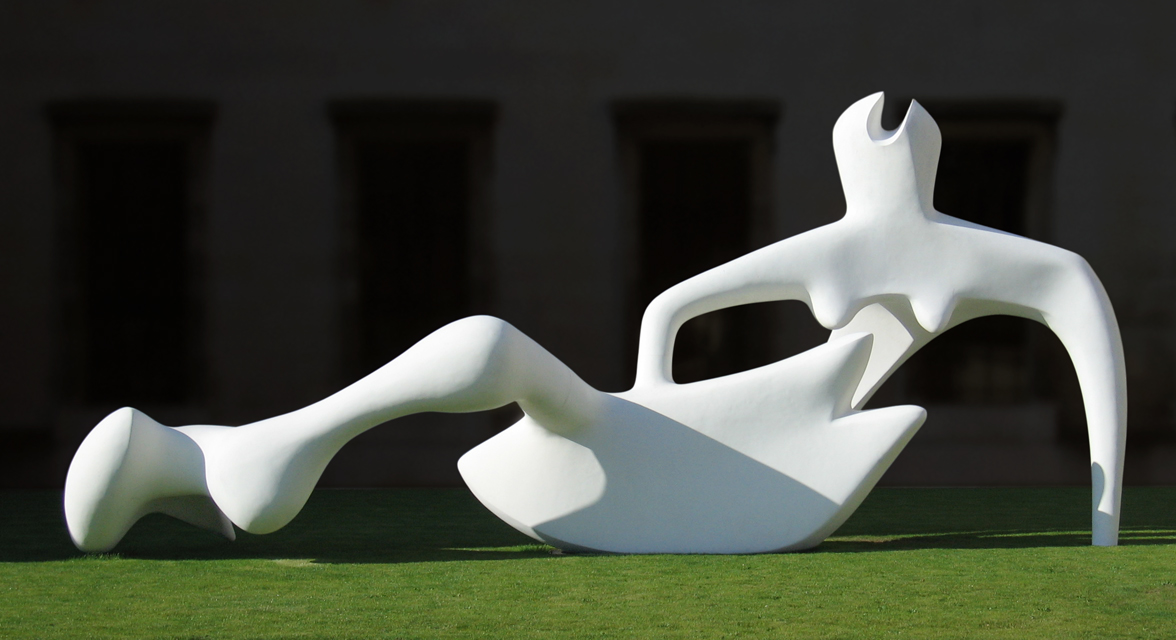
Figura reclinada, Henry Moore, 1951 (10 m).
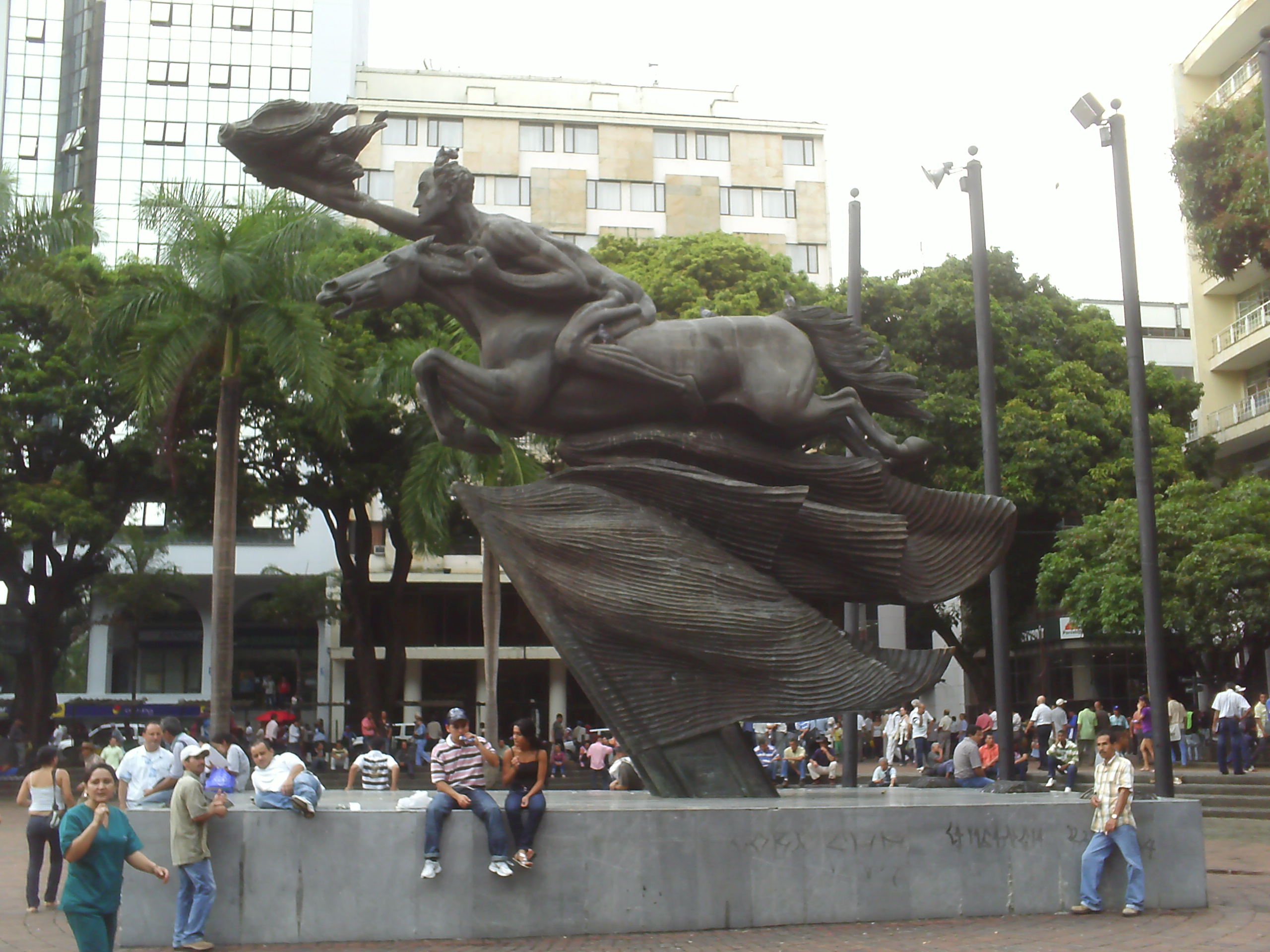
Estàtua eqüestre de Bolívar a Pereira (anomenat "Bolívar nu"), de Rodrigo Arenas Betancourt, 1963.
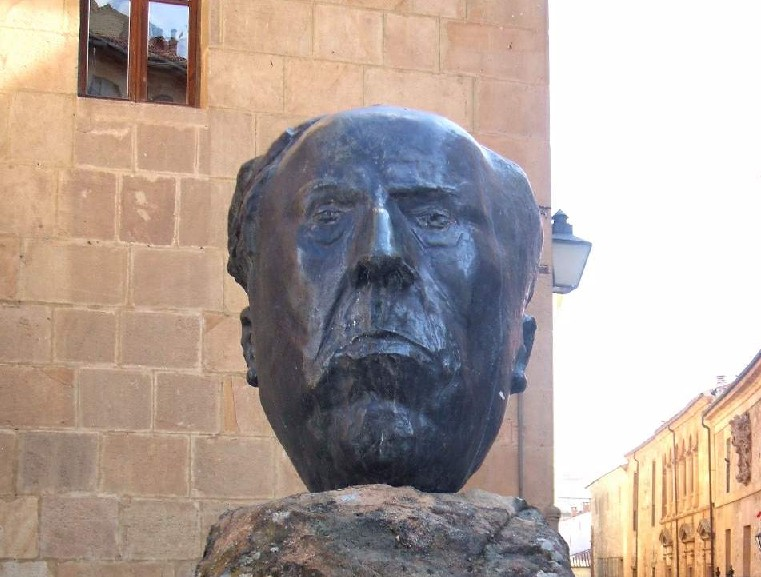
Cap colossal d'Antonio Machado (80 cm.), de Pablo Serrano, 1966, censurada durante el franquismo.
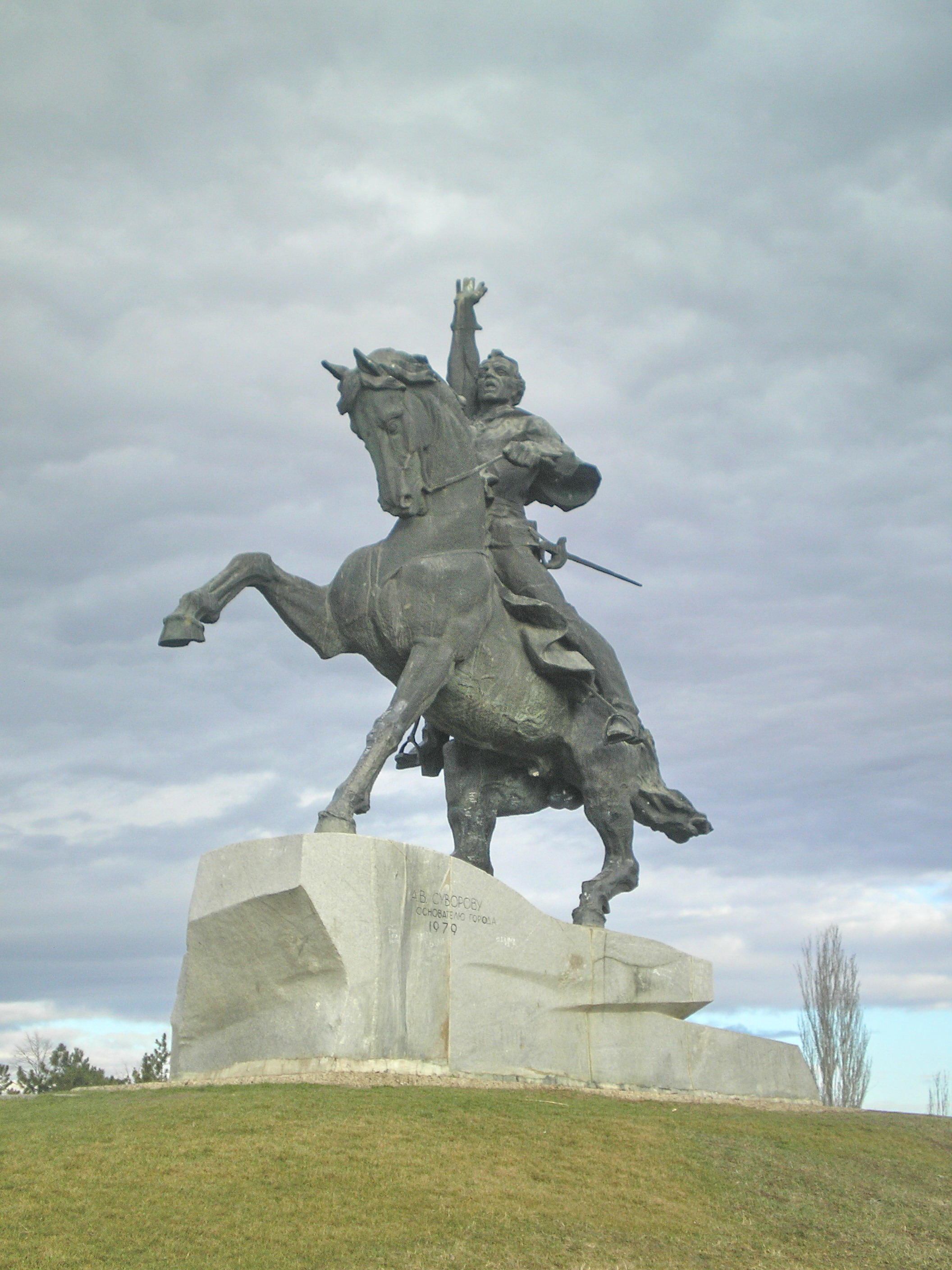
Estàtua eqüestre del general Suvorov, 1979.
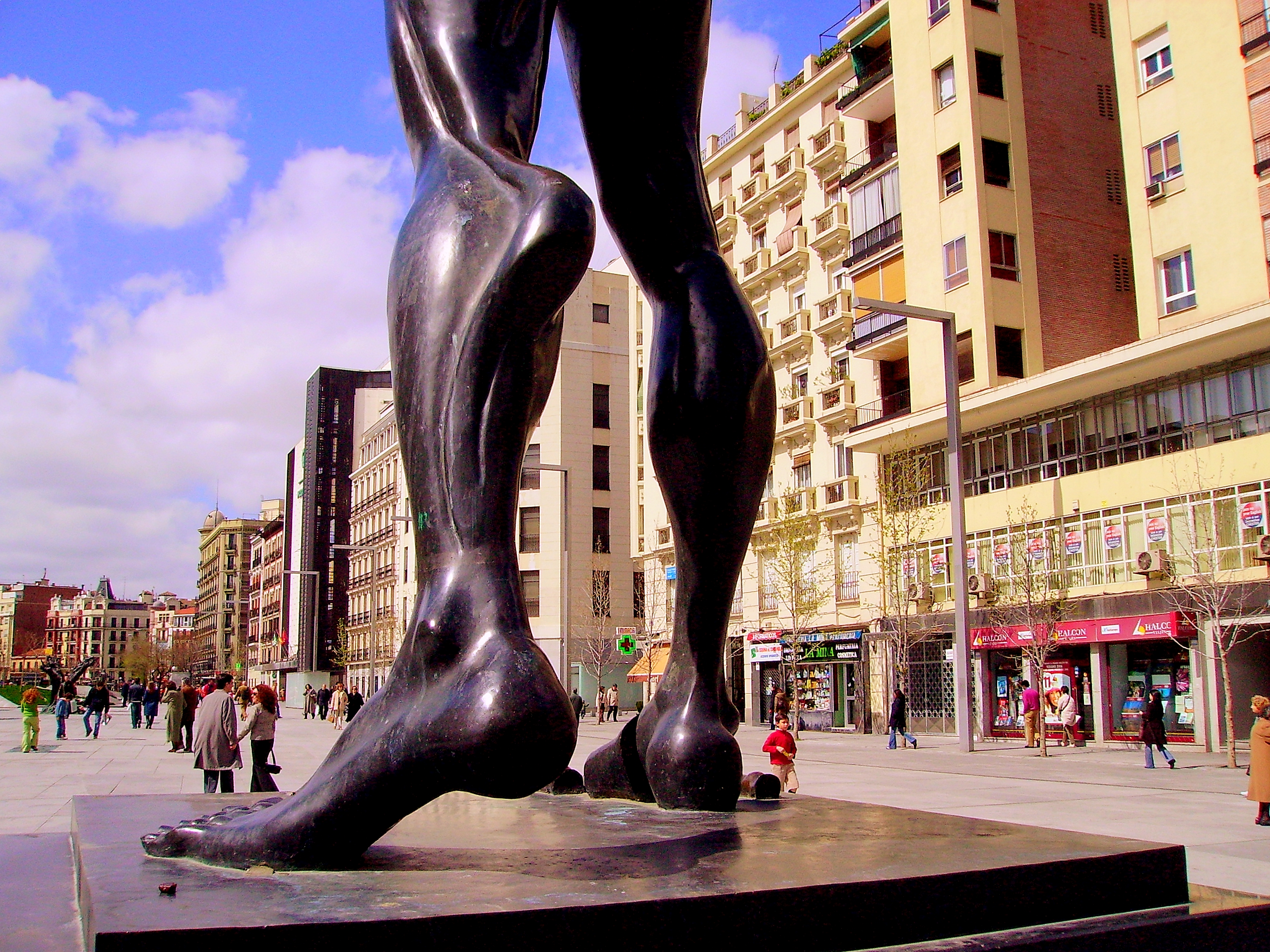
Detall del Dolmen de Dalí, 1986.

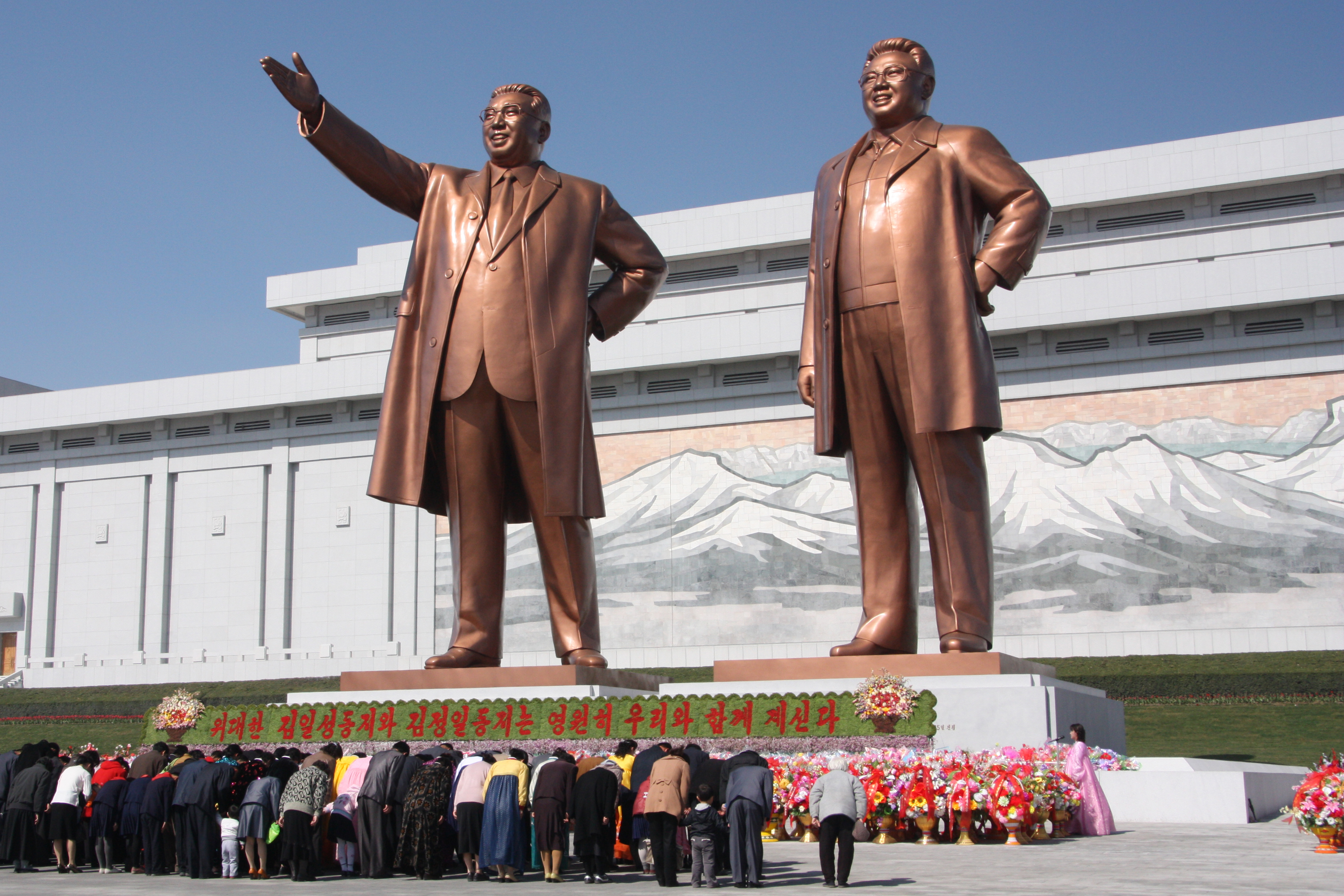
Estàtues colossals de Kim Il-sung i Kim Jong-il. Estudi Artístic Mansudae.

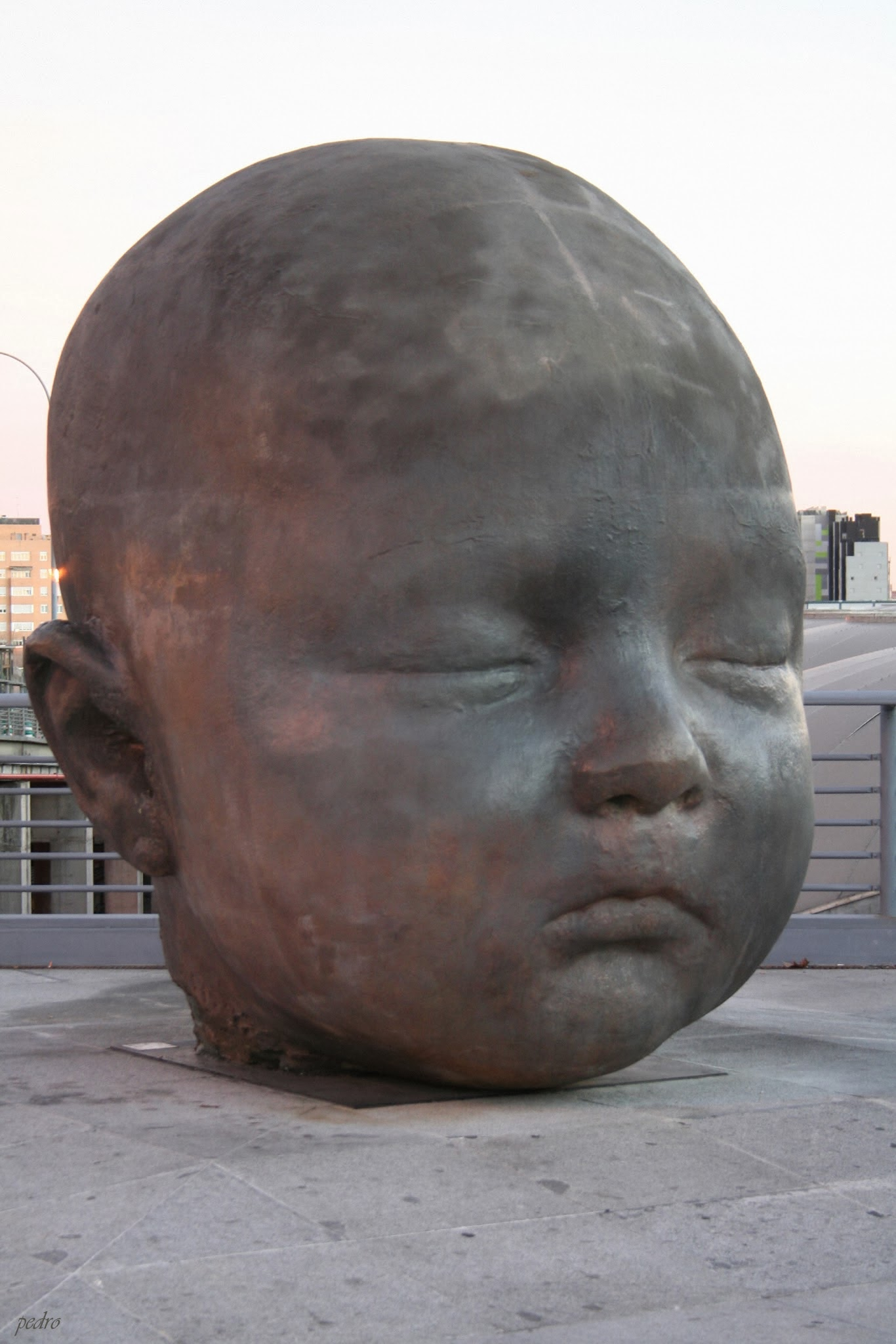
Una de les dues escultures colossals denominades Dia i Nit (3 metres), d'Antonio López García, a l'Estació d'Atocha (Madrid), 2008.

#### Finals delseglexxiseglexxi
Entre els escultors dels darrers anys caracteritzats per la seva opció pel colossalisme estan Fernando Botero, Antonio López García, Jorge Jiménez Deredia, Zurab Tsereteli (estàtua de Pere el Gran, Sant Petersburg, 1997, 98 m, Naixement del Nou Món, Puerto Rico), Igor Mitoraj (Colós de Mitoraj o Colós de la Défense, París, 2001 -forma part d'un grup de quatre escultures colossals: Icare, Ikaria, Tindaro i Le Grand Toscano-), Marco Cianfanelli (Monument a Nelson Mandela, Natal Midlands, Sud-àfrica, 2012, de làmines d'acer tallat a làser i pintat, que reprodueixen la cara des d'un determinat punt de vista; 5,19 m d'amplada, 9,48 m d'alçada, 20,8 m de longitud) o Tamar Kvesitadze (Sekhvarulis Kandakaeba o "estàtua de l'amor", escultura mòbil de 7 m -Batumi, Geòrgia-, que representa la història d'amor impossible d'un musulmà i una cristiana reflectida en un clàssic de la literatura georgiana -Ali i Nino, de Kurban Said-).
- Estàtua de la Democràcia (Pequín, 1989, 10 m), construïda i destruïda durant la revolta de Tiananmen.
- Escultura de Decèbal (riu Danubi, 40 m, 1994-2004).
- Estàtua eqüestre de Genghis Khan (Ulan Bator, 2008), de D. Erdenebileg, 40 m.
- Australian Farmer (Wudinna, Austràlia Meridional, 2009), de Marijan Bekic[56] (granit, 8 m).
- Monument al Renaixement Africà (Dakar, 2009), 49 m. Polèmica idea del president Abdoulaye Wade, va ser realitzada per la companyia Mansudae, la mateixa que realitza la iconografia oficial del règim nord-coreà (estàtues colossals de la família Kim, governant per tres generacions).
- Estàtua de la Unitat (projecte d'una estàtua de 182 m de Sardar Patel que serà construïda a Sardar Sarovar -Guyarat, Índia-).
- Estàtua del príncep Vladímir, de 17 m, de l'escultor Salavat Scherbakov, inaugurada per Vladímir Putin a 2016.[57]

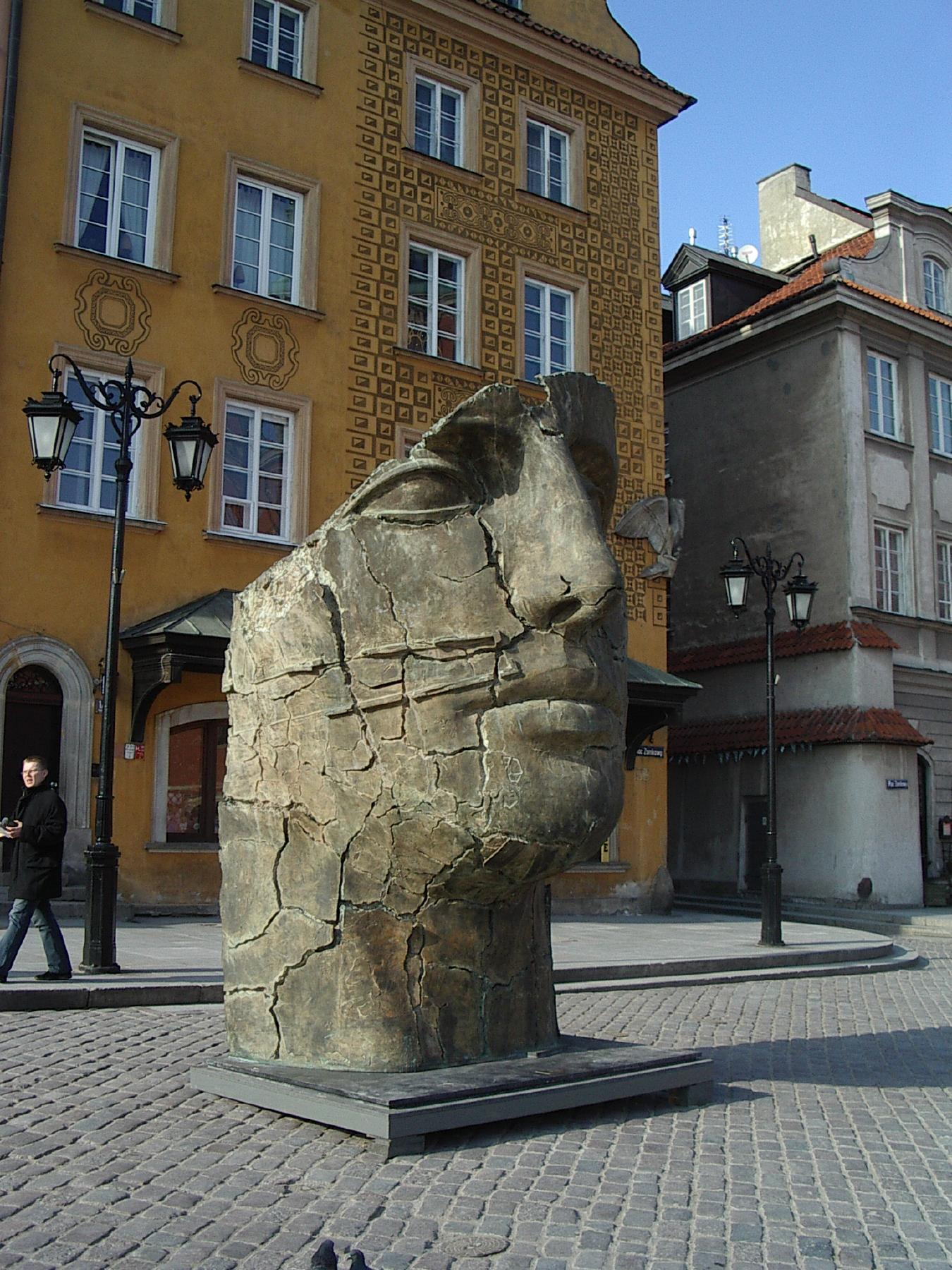
Una obra de Mitoraj a Varsòvia.

D'altra banda, amb diversos criteris estètics, s'ha continuat la tradició d'aixecar estàtues colossals amb propòsits ideològics o religiosos (tant del cristianisme com de les religions orientals), les dimensions de les quals són objecte d'emulació competitiva.